# Arnold Bendix Heine

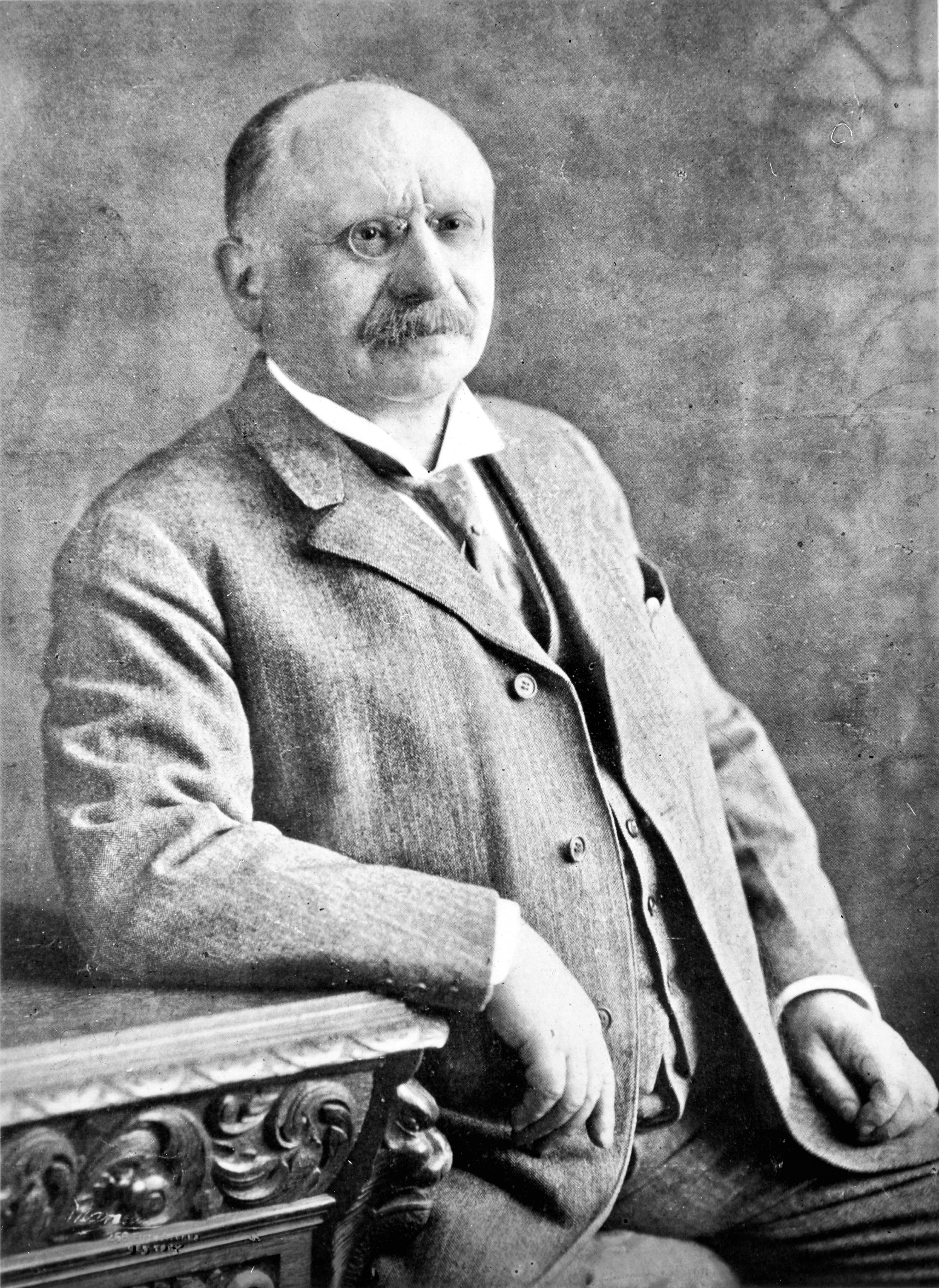
Arnold Bendix Heine, 1908. Historisches Museum Arbon.

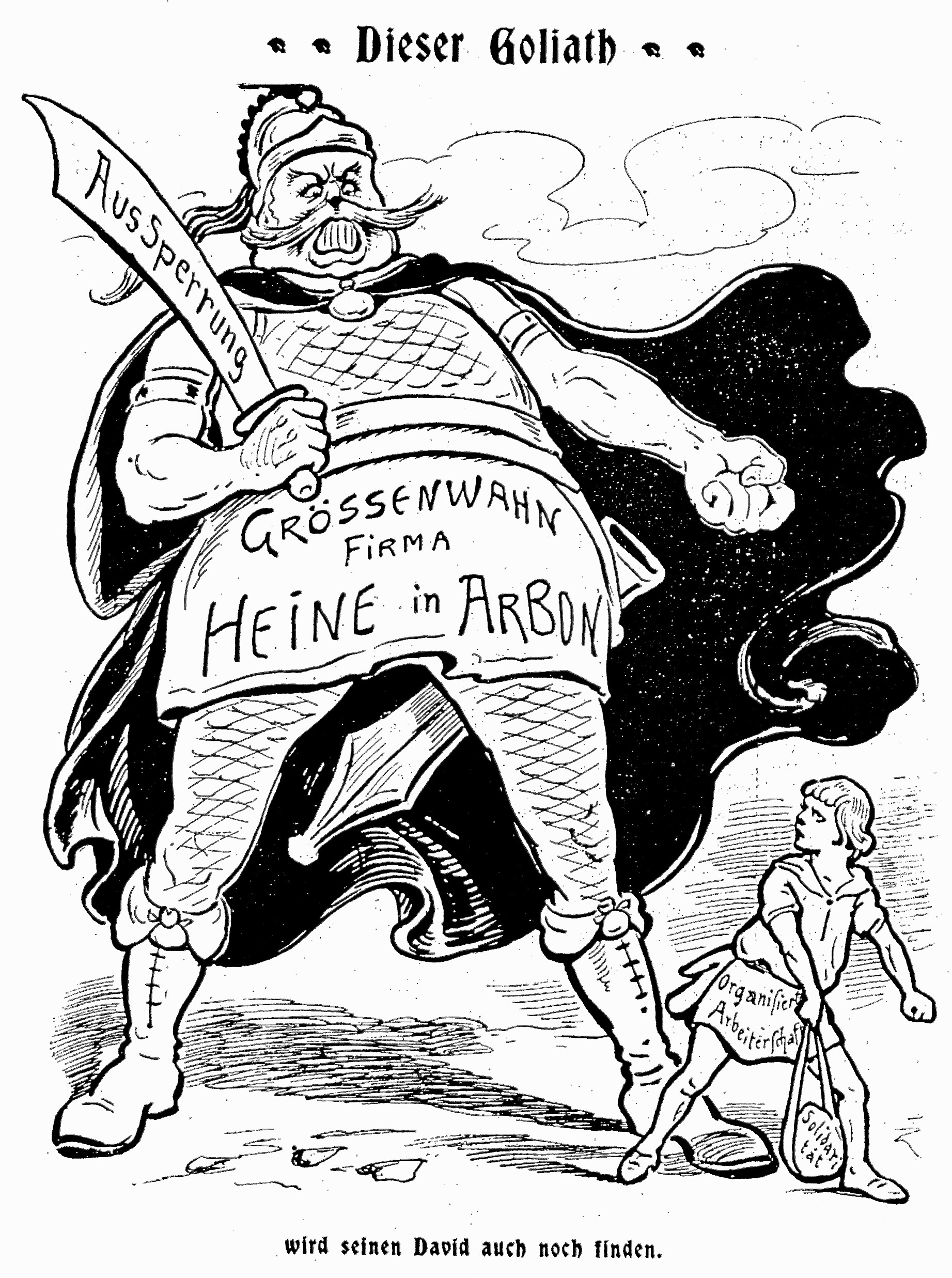
Grössenwahnfirma Heine in Arbon als Goliath, aus dem Arbeiterwitzblatt Der Neue Postillon, 1908.

Arnold Bendix Heine (* 22. Dezember 1847, in Herford; † 1. Februar 1923 in Wiesbaden) war ein US-Bürger deutsch-jüdischer Herkunft, der vom armen Vorbetersohn zum „Stickerkönig“ aufstieg. Im thurgauischen Arbon errichtete er ab 1898 nach Plänen des Jugendstil-Architekten Wendelin Heene die weltgrösste Stickereifabrik. Dank Massenproduktion mit über 4000 vorwiegend weiblichen Arbeitskräften und Beherrschung der ganzen Wertschöpfungskette hatte er trotz 60 % Importzoll zehn Jahre Erfolg auf dem amerikanischen Markt. Dann machten ihn Gewerkschaft und Bank zum Sündenbock für die Absatzkrise, die der Börsenkrach von 1907 auslöste. Nach Millionenverlusten entmachtet, kehrte er 1911 nach New York zurück.
Unter dem Einfluss antikapitalistischer, teils antiamerikanischer bzw. antisemitischer Quellen vermittelt die Literatur ein einseitig negatives Bild von ihm. Dass ihn der Präsident des Schweizerischen Bankvereins mit der Titanic verfolgt habe, als er mit der Carpathia geflüchtet sei, ist eine bis vor Kurzem kritiklos weiterkolportierte Räuberpistole.

## Selfmademan

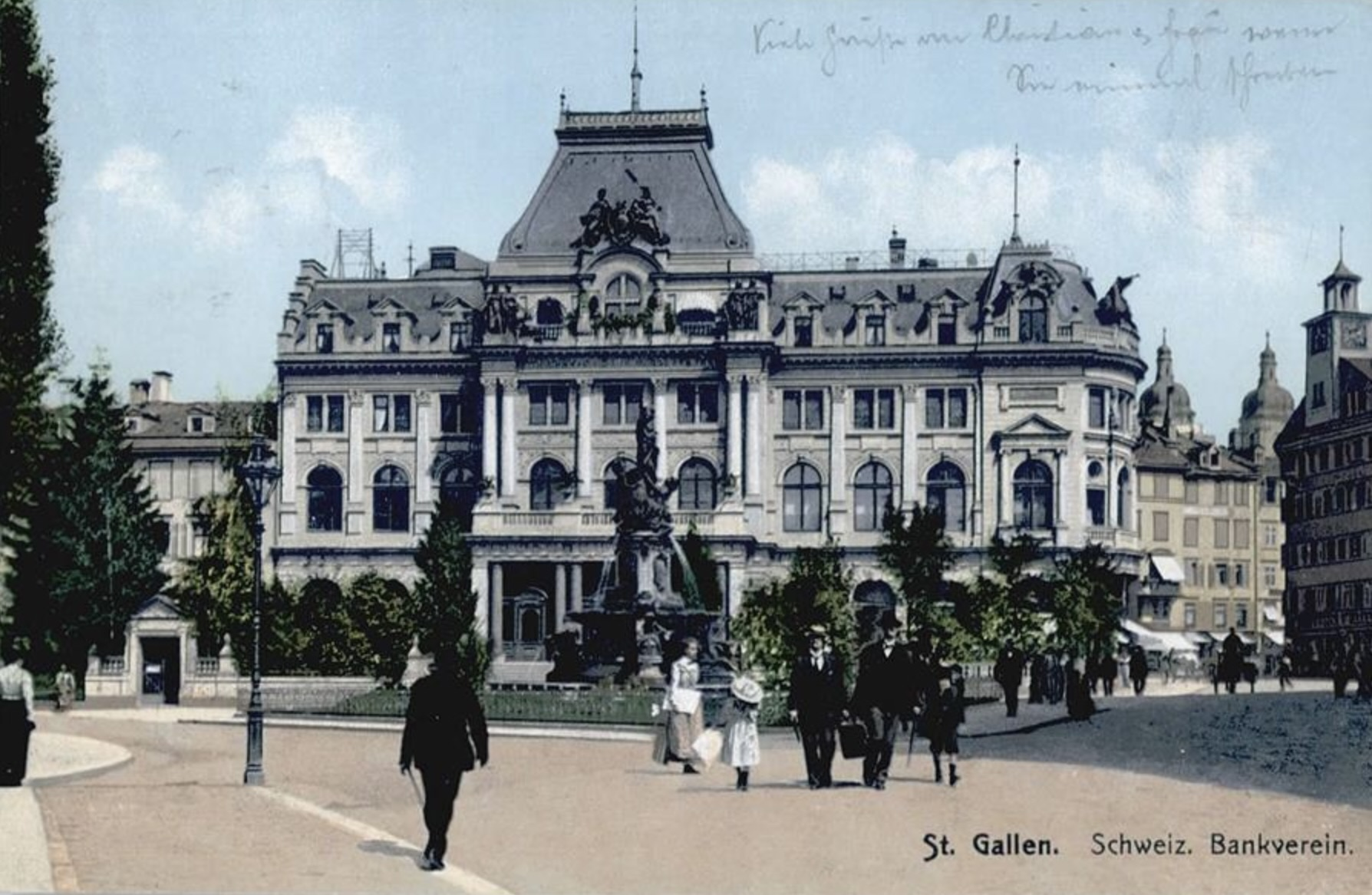
Versammlungsort der Stickereibörse in St. Gallen: Unionbank, 1889–1891, Architekt Wendelin Heene, ab 1896 Niederlassung des Schweizerischen Bankvereins.

Heine wurde im preussischen Herford (heute Nordrhein-Westfalen) geboren. Sein Vater stammte aus Schildesche (heute Teil von Bielefeld) und war Lehrer, Vorbeter und Schächter. Der Familienname Heine leitet sich vom Vornamen Chaim – hebräisch „Leben“ – her. Heines Sohn Arthur glaubte, mit dem Dichter Heinrich Heine verwandt zu sein, dessen Familie aus Bückeburg (heute Niedersachsen) stammte und neben Bankiers auch eine Fürstin von Monaco hervorbrachte. Laut seiner Gattin begründete Arthur seine These wie folgt: „His family comes from the same part of Germany and has the same eccentricities – bad tempers, brilliance, inability to get along with people.“

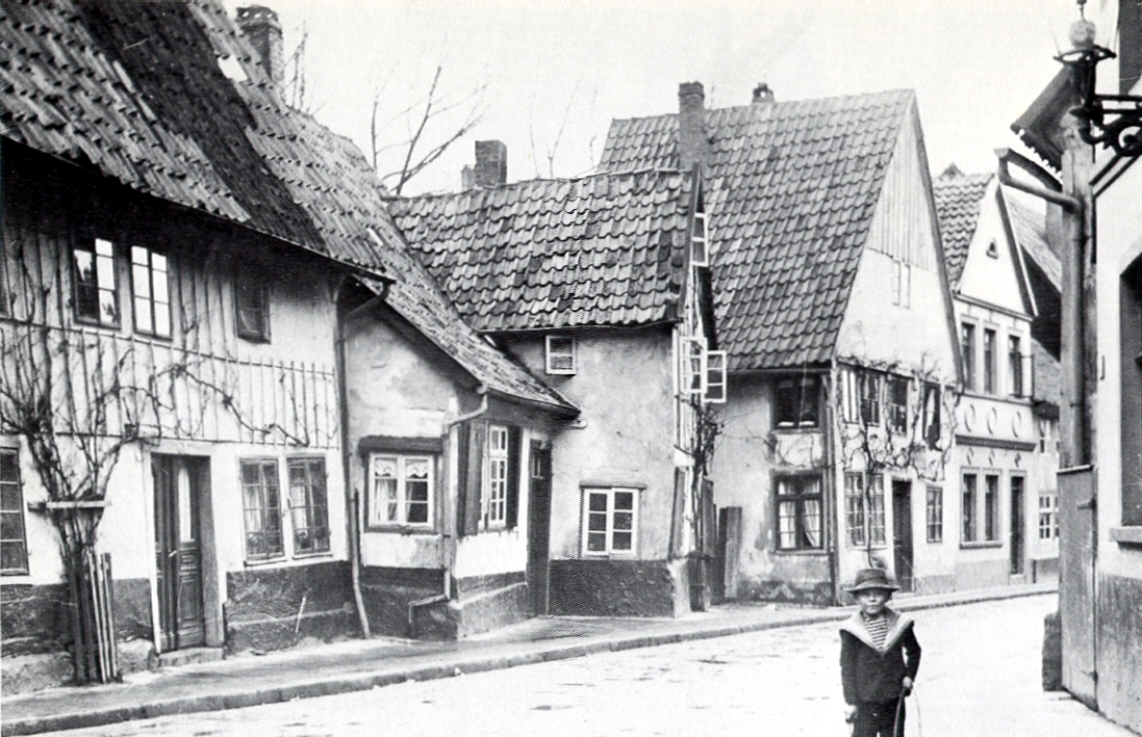
Bildmitte, in Hinterhaus: Ehemalige Synagoge von Herford, um 1900.

Als Heine vier war, verlegte man Herfords Synagoge aus einem Hinterhaus in einen schlichten Backsteinbau. Im selben Jahr verlor Heine seine Mutter Julie geborene Lion, die Tochter eines Zahnarztes aus Pyrmont (heute Niedersachsen). Der Vater heiratete darauf deren Schwester Friederike. Als der Junge elf war, starb auch diese.
Gemäss Günter Bäbler wanderte der blonde Kontorist mit achtzehn als Zwischendeckpassagier in die USA aus. Mit zweiundzwanzig heiratete er die Deutschamerikanerin Clara Falk (1852–1913). Das Paar hatte vier Kinder: Lulu/Louise Reinhart (1870–1953), Camille Fogarty (1872–1969), Ben/Benjamin (1873–1961) und Arthur (1874–1953). Es betrieb einen Fancy Store und eine Reifrock-Manufaktur in Corning, New York. Seit 1872 US-Bürger, wurde Heine nach Eröffnung einer Filiale im benachbarten Blossburg, Pennsylvania, zahlungsunfähig. Weil er den Gläubigern Vermögenswerte entzogen haben soll, wurde er zu einem Jahr Zuchthaus verurteilt, erwirkte aber die Aufhebung des Urteils.
Um 1879 übersiedelte er nach New York City. Dort verlegte er sich wie sein jüngerer Bruder Sigmund Bendix (1849–1928) auf den Import der in der Belle Époque beliebten St. Galler Stickerei. Wie Gästelisten von Hotels zeigen, erschloss er sich Absatzmärkte in den ehemals konföderierten Südstaaten.
St. Gallen war neben Nottingham (England), Calais (Frankreich) und Plauen (Sachsen) eines der Zentren der europäischen Stickereiindustrie. Seine Stellung verstärkte sich nach dem Übergang von der Handstickmaschine zur Schifflistickmaschine, die in den 1860er Jahren von Isaak Gröbli erfunden und später elektrifiziert wurde. Stickerei war 1907–1918 der wichtigste Exportartikel der Schweiz. Viele Stickereiherren gehörten der Israelitischen Religionsgenossenschaft an. In der Ostschweiz hatte sich auch eine Anzahl jüdischer Kaufleute aus den USA etabliert. Letztere stellten den wichtigsten Absatzmarkt der Stickereiindustrie dar; ihr Anteil an den Ausfuhren stieg bis 1907 auf 49 %. Heines Landsleute Jacob Loeb und Max Schoenfeld bauten ab 1882 in Rorschach (Kanton St. Gallen) einen grossen Fabrikationsbetrieb auf, der 1895 in die Aktiengesellschaft Feldmühle umgewandelt wurde.
Heine gründete 1885 mit William Meyer aus New York und dem Einheimischen Joseph J. Levi eine Handelsfirma in St. Gallen. 1888 bezogen Meyer, Heine & Co. dort einen „vielbewunderten Monumentalneubau“.
Heine pendelte von nun an mindestens einmal pro Jahr zwischen Amerika und Europa hin und her, wobei ihn oft seine Familie begleitete.

## US-Importzoll von 60%

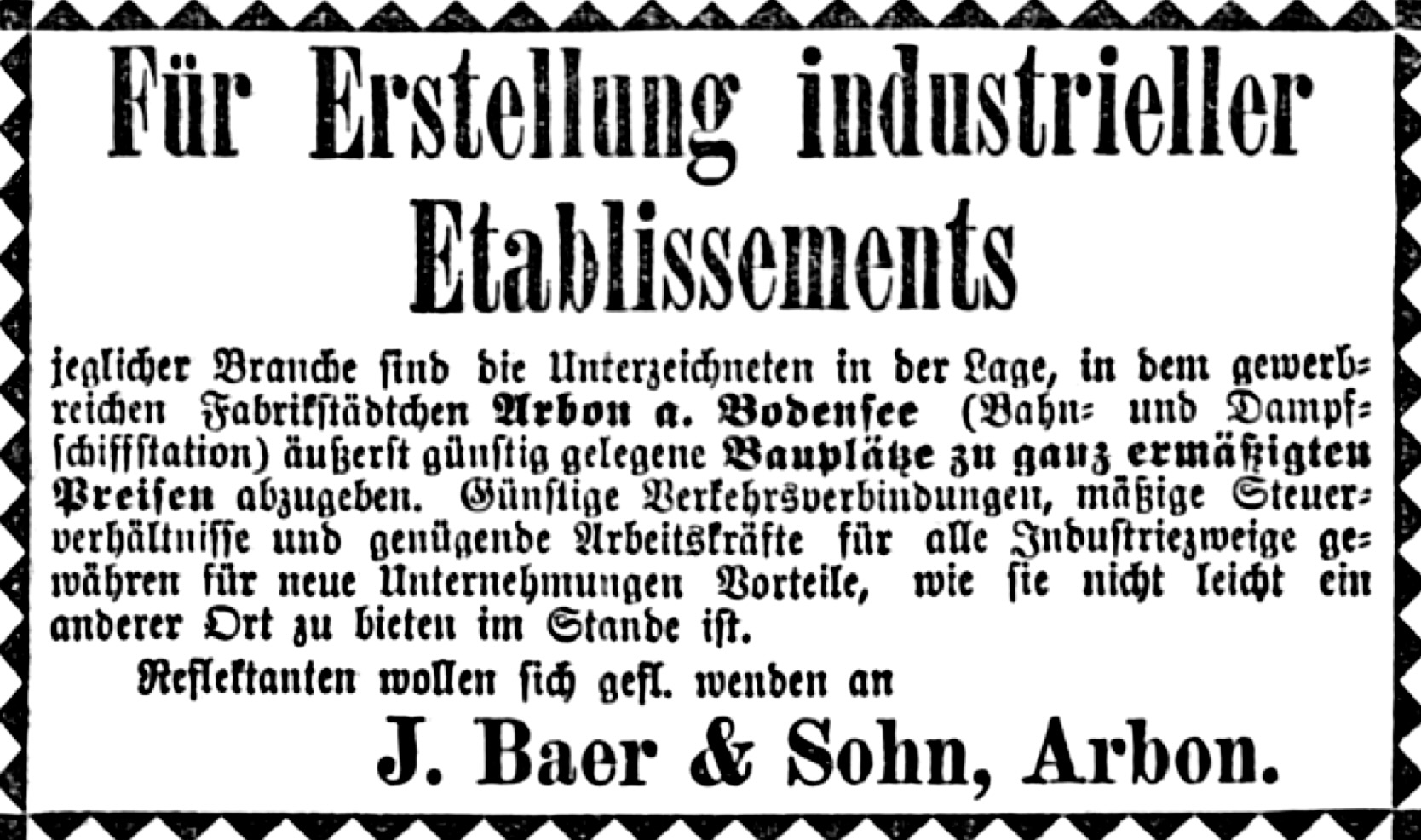
Inserat von Gemeindeammann Johannes Baer in der NZZ, 1897.

Ab 1890 betrug der Importzoll der USA auf Stickerei enorme 60 % des Warenwerts. Dies zwang die Exporteure, Produktion und Marketing zu verbilligen und soweit möglich in einer Hand zu vereinigen. Deshalb wohl erscheint im erwähnten Jahr der katholische Fabrikant Jacob Rohner in Rebstein (Kanton St. Gallen) als Teilhaber von Arnold B. Heine & Co. in New York, nachdem er dort 1889 eine eigene Niederlassung eröffnet hatte.
In den späten 1890er Jahren trennten sich Meyer und Heine. Ersterer errichtete eine Fabrik in Amriswil (Kanton Thurgau). Arnold B. Heine & Co. wurden 1897 Alleinimporteure der Produkte von Rohner, doch endete die Zusammenarbeit noch im selben Jahr. Darauf beschloss der fünfzigjährige Heine, in Arbon, wo es Mitte der 1890er Jahre bereits drei kleinere Schifflistickereien gab, einen eigenen Grossbetrieb zu errichten. Dabei unterstützten ihn Gemeindeammann Johannes Baer und Adolph Saurer, der dort Schifflistickmaschinen und Petrolmotoren zur Stromerzeugung herstellte.

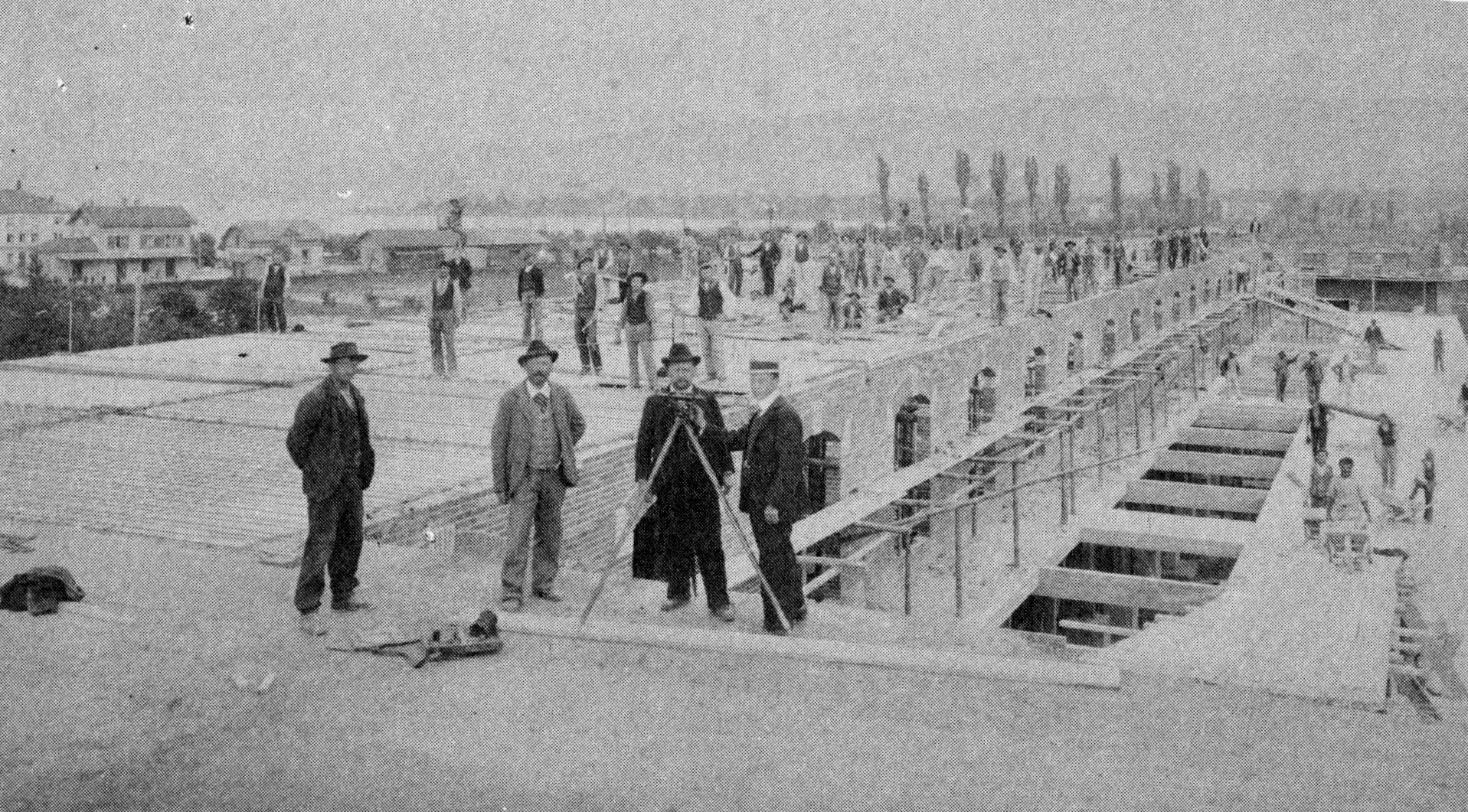
Fabrik III im Bau, 1903/04.

1898 verschiffte Heine als grösster der fünfzehn St. Galler Exporteure ein Sechstel der insgesamt 10.000 nach New York bestimmten Kisten. Von einem Wiederverkäufer wurde er „America’s greatest lace and embroidery importer“ genannt. Offenbar hatte er auch den Ehrgeiz, der Feldmühle den Titel der weltgrössten Stickereifabrik zu entreissen. Dies mag dazu beigetragen haben, dass er nicht wie jene die Marketingabteilung in New York verselbständigte. Da der in Rorschach ab 1898 eingeführte Stickautomat patentgeschützt war, kuppelte Heine später 6¾-Yards-Stickmaschinen paarweise zusammen, so dass sie mittels eines einzigen Pantografen gesteuert werden konnten. Die Leistungsfähigkeit dieses Systems Heine war aber umstritten.
1898 war Baubeginn. Die Fabrik entstand nahe dem Bahnhof der Schweizerischen Nordostbahn, die Arbon mit den Verkehrsknotenpunkten Romanshorn (Kanton Thurgau) und Rorschach verband, und des Bodenseehafens. Der sumpfige Baugrund musste durch Aufschüttung und Pfählung gefestigt werden. Durch das Ausbaggern des Auffüllmaterials entstand der Arboner Stadtweiher. Heine beschäftigte „ein eigenes Baubüro, eine eigene Konstruktionswerkstätte und eigenes Baupersonal“. Und er ging mit dem Trend, „gefällige Fabrikbauten unter Berücksichtigung der modernen sanitarischen Grundsätze“ zu errichten.
Die Pläne lieferte der gebürtige Böhme Wendelin Heene (1855–1913), welcher als Begründer der Jugendstil-Architektur in St. Gallen gilt. Seine wenig prätentiöse Villa liess Heine direkt neben der Fabrik und der Arbeitersiedlung Heinehof errichten.

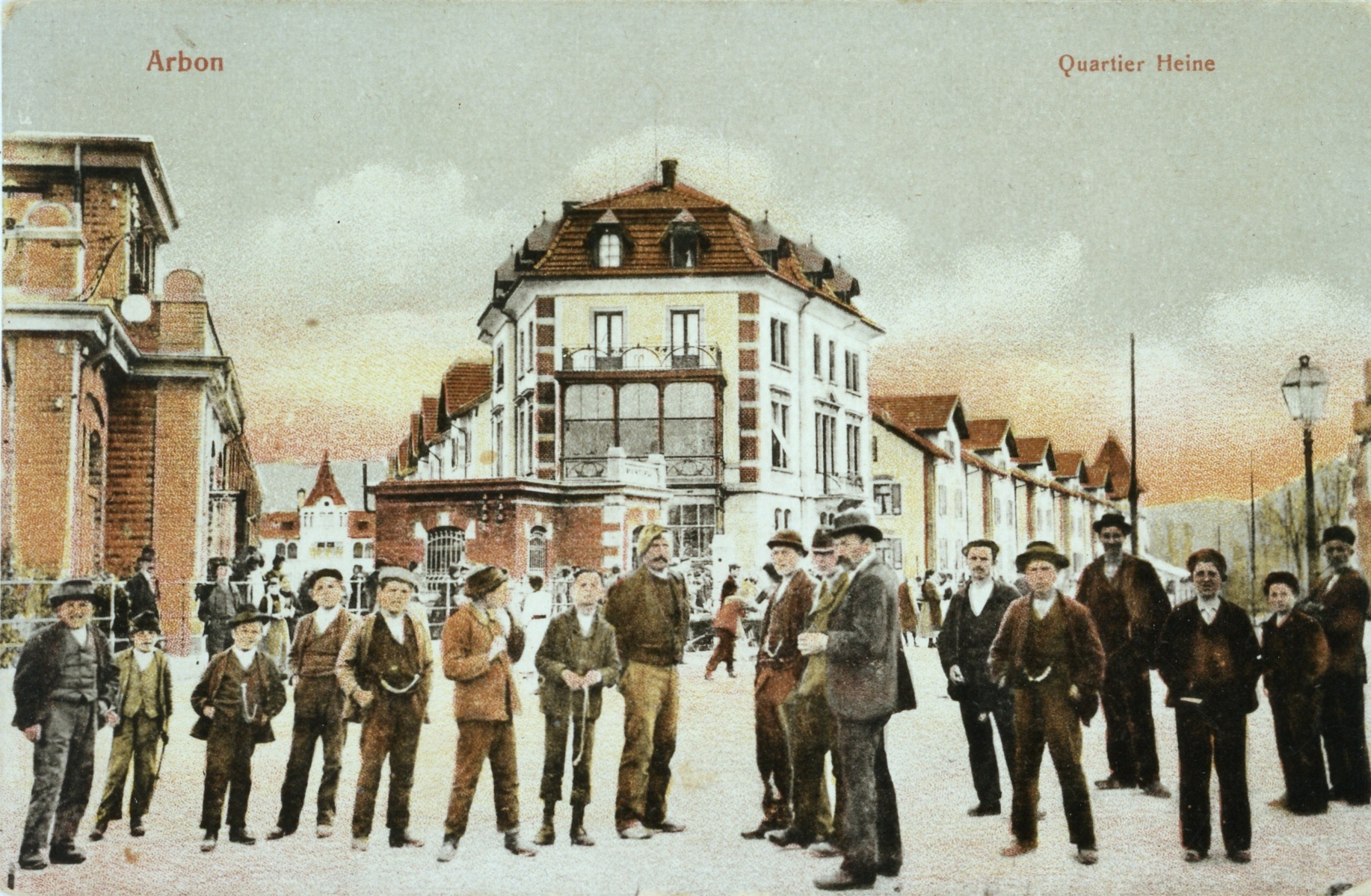
Arbeiter, auch Knaben, vor Fabrik I, Heines Villa und der Arbeitersiedlung Heinehof. Hinten aus der Fabrik strömende Arbeiterinnen, Pförtnerhaus, Stallgebäude. Kolorierte Postkarte, Guggenheim & Co., Zürich, 1902.

1899 lautete der Briefkopf der Firma, die auch noch Rebstein und Au (Kanton St. Gallen) als Fabrikationsstandorte angab: „Arnold B. Heine & Co. Manufactures of Embroideries, Swiss Handkerchiefs, Curtains and Dotted Swisses.“ Damals herrschten Hochkonjunktur und Personalmangel. Die Betriebe benötigten pro Stickmaschine und Sticker fünf Hilfsarbeiterinnen. Rekrutiert wurden diese aus industriearmen Berggegenden der Schweiz, vor allem aber Norditaliens, wo ungelernte Mädchen nur 1.00–1.50 Fr. pro Tag verdienten gegenüber 1.80–2.00 Fr. in der Ostschweiz (1 Lira = 1 Fr.).
Im Jahr 1900 rekurrierte die Firma gegen ihre Steuertaxation, weil sie ihre gesamten Einnahmen in New York erziele und versteuere. Der Regierungsrat entschied aber, dass sie wie die übrigen Stickereifabriken zu besteuern sei. Ein Streik zwang Arbons Stickereifabriken, den zwei Jahre zuvor eingeführten 10-Stunden-Tag einzuhalten. Später erreichte die Fabrikkommission der Firma, dass die Sticker höhere Stichlöhne (Akkordlöhne) erhielten und dem Schifflistickerverband angehören mussten. Das Organ des Schweizerischen Grütlivereins schrieb darauf: „Wenn nun alle Abmachungen wirklich gehalten werden, so haben wir die beste Zuversicht, daß in diesem Geschäft die socialökonomischen Kämpfe sich auf ein Minimum reduzieren.“ Im Anschluss an die Vereinbarung habe man „einen sehr schönen Ausflug nach Lindau und Bregenz unternommen, und zwar ganz auf Kosten der Fabrik; zwei Dampfschiffe führten 850 Personen über den See.“ Die Feldmühle dagegen hielt am 11-Stunden-Tag fest, womit sie den „grössten Streik der schweizerischen Textilindustrie“ auslöste, bei dem die Italienerinnen im vordersten Glied standen.

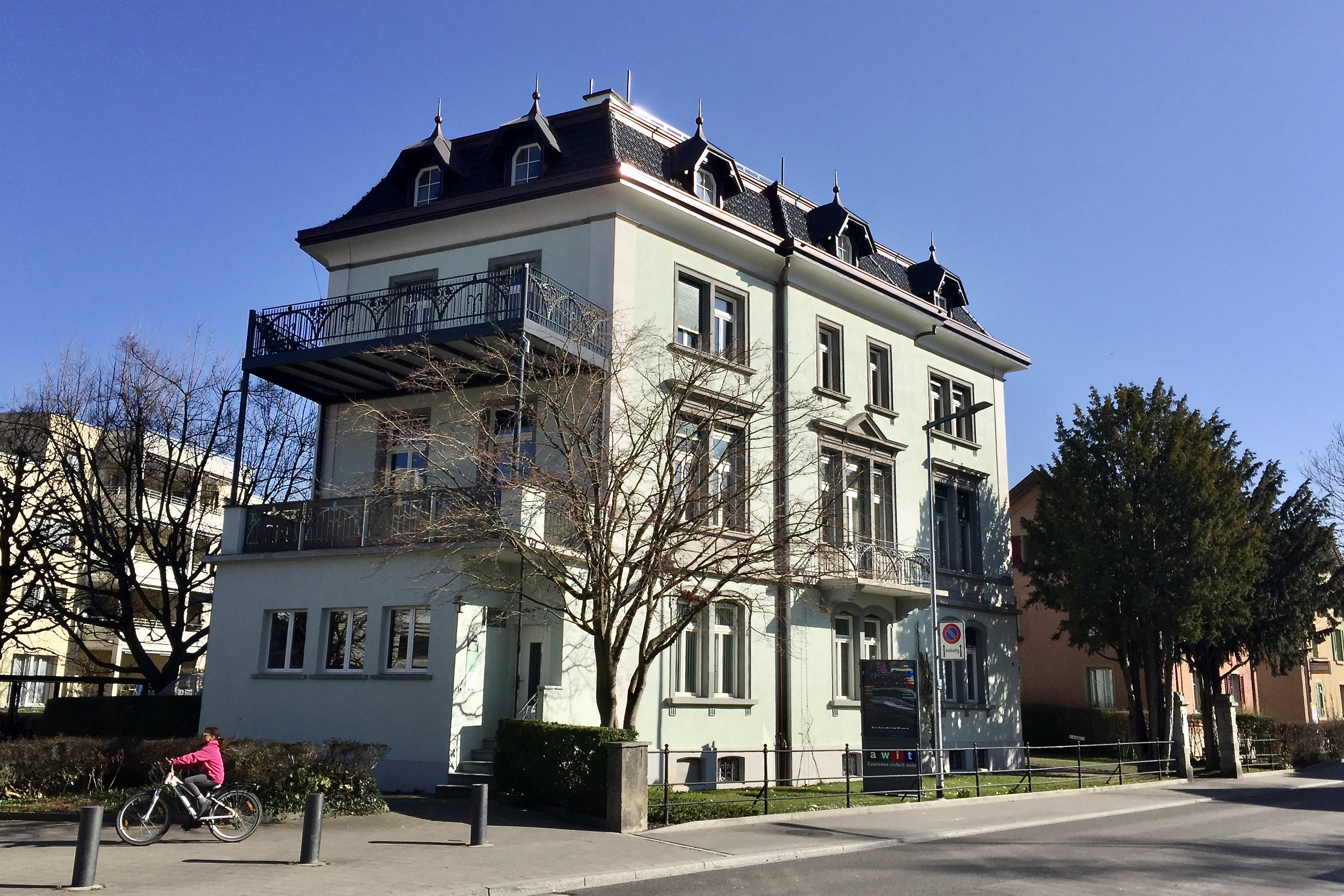
Heines wenig prätentiöse Villa, renoviert.
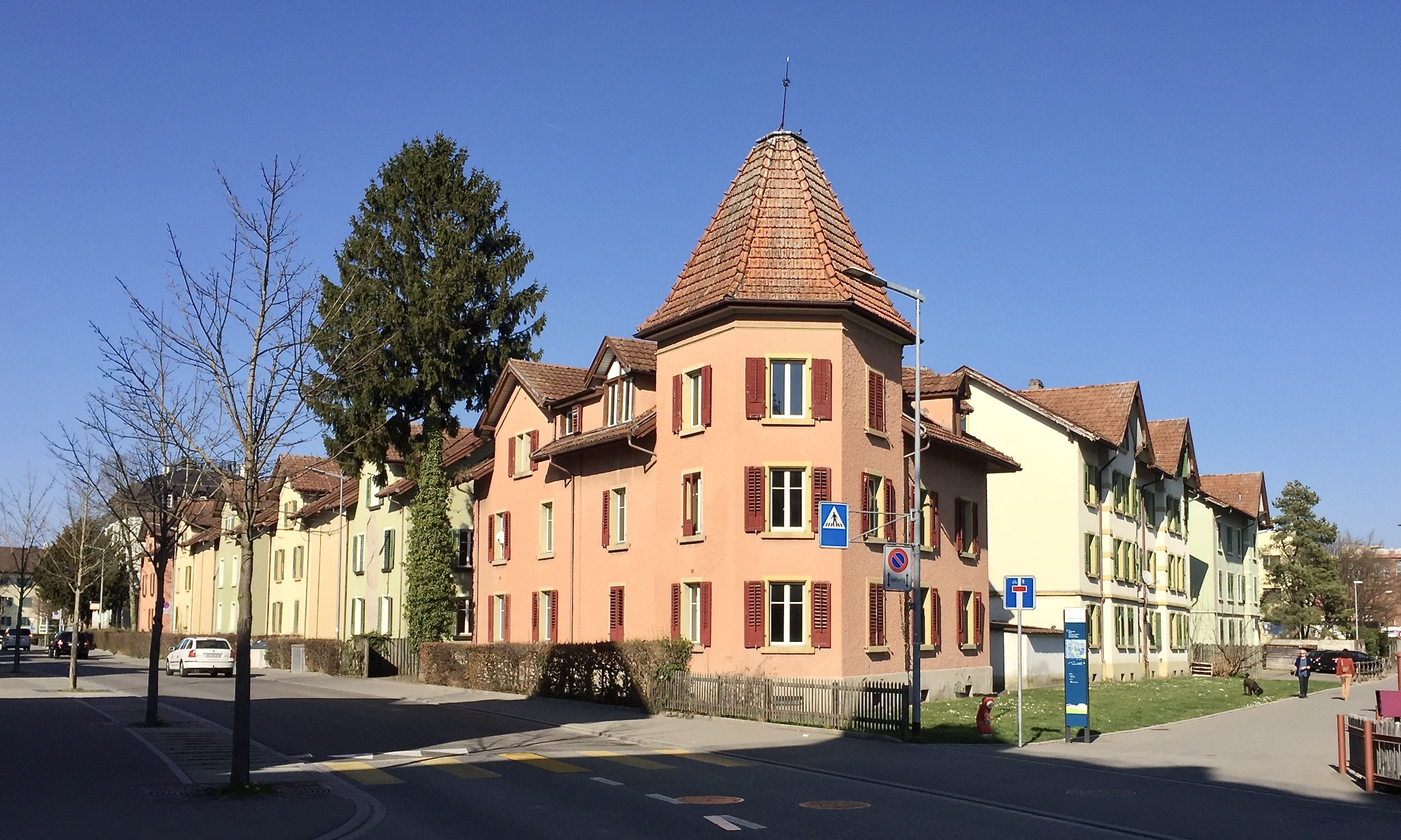
Arbeitersiedlung Heinehof, Zustand 2022.

Die Branche war stark von der Mode und von der Wirtschaftslage abhängig. Adolf Jenny schrieb: „Perioden fieberhafter Tätigkeit wechseln mit solchen, in welchen ein Viertel bis zur Hälfte der Maschinen stille stehen.“ Während Stickerei zeitweise überaus gefragt sei, könne man sie in Phasen der Depression selbst mit Verlust kaum absetzen. Es bestehe die Gefahr, dass Gewinne allzu schnell in Betriebsvergrösserungen gesteckt würden, so dass beim Umschlagen der Konjunktur Reserven fehlten. Die Stichlöhne der Sticker könnten innert Jahresfrist um 30 % variieren.

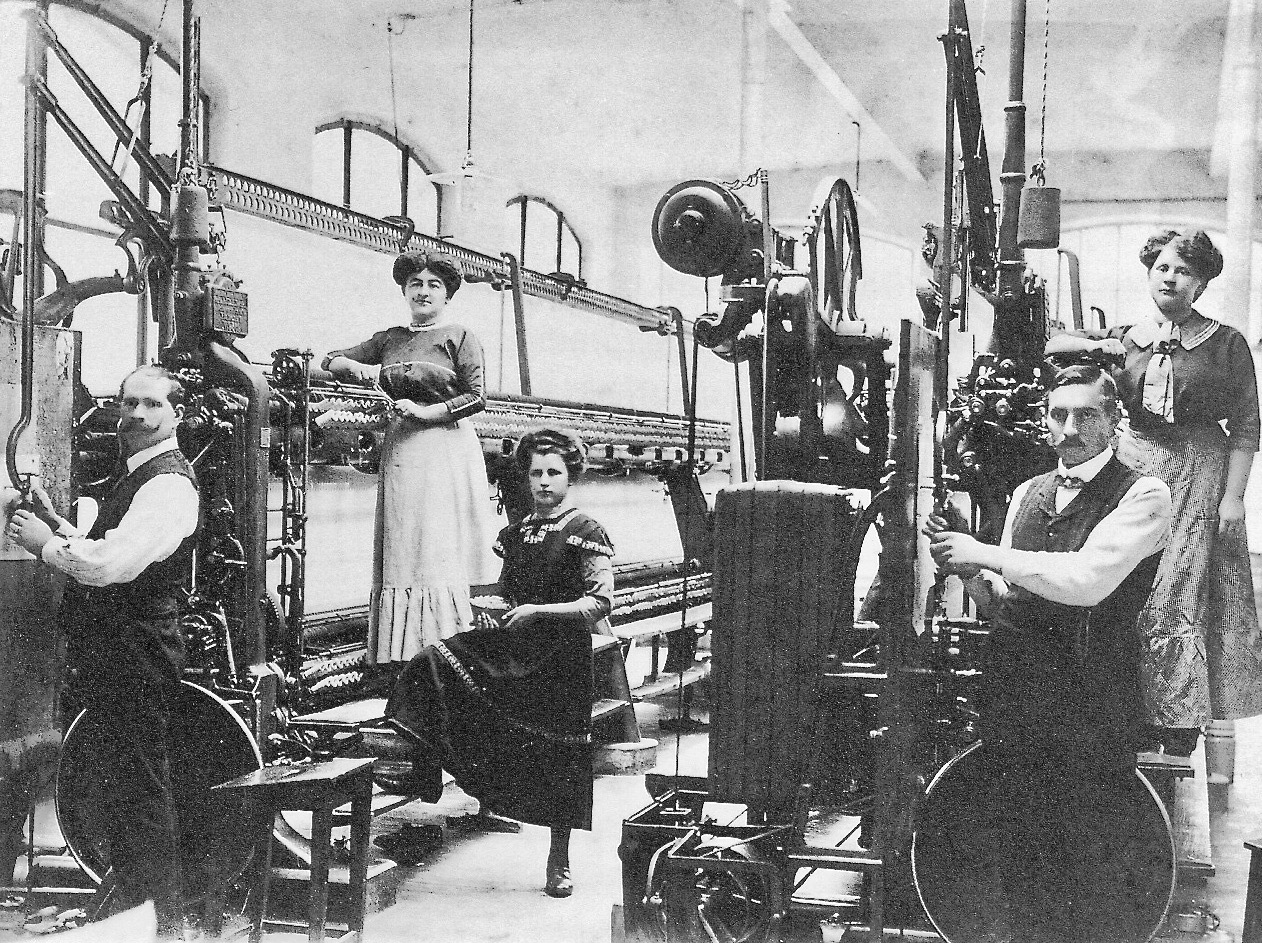
Schifflisticker, Nachseherinnen (oben), Schifflifüllerin in einer kleineren Fabrik.

Noch im erwähnten Jahr 1900 kam es zu einer Absatzkrise. Als Heine die Stichlöhne auf den früheren Stand senken wollte, traten seine 154 Sticker in den Ausstand. Ihr Verband boykottierte die Firma. Auch ihre Kollegen von den kleineren Betriebe Arbons sollten zu tieferen Tarifen arbeiten und kündigten deshalb kollektiv. Während Heine Sticker in Vorarlberg suchte, versorgten die Streikenden sich aus einer eigenen Bäckerei und einer eigenen Metzgerei. Der Schweizerische Gewerkschaftsbund (SBG) rief alle Arbeiter- und Grütlivereine zu ihrer Unterstützung auf. Die Zeitschrift Grütlianer forderte gar vom Bundesrat, „den reichen Ausländer Heine wegen Gefährdung der innern Sicherheit aus der Schweiz auszuweisen“.
Heine nannte das Benehmen und Auftreten von SBG-Sekretär Arnold Calame „frech“, den Streik „frivol“. Die Arbeit wurde erst nach fünf Wochen wieder aufgenommen, nachdem der niedrigste Lohnsatz erhöht worden war. Nachher sollen sich Unternehmer und Arbeiter zu einem „währschaften Trunke“ zusammengefunden haben. Dem grössten und am schlechtesten bezahlten Teil der Beschäftigten – den Frauen – scheint der Konflikt nichts eingebracht zu haben. Die von Männern beherrschten Gewerkschaften beanspruchten das Monopol auf die Vertretung der Arbeiterschaft und die Organisation von Streiks; Eigeninitiative von weiblicher Seite war nicht erwünscht.
Heine verlegte seinen Wohnsitz damals von St. Gallen nach Arbon. In den fünf Jahren, in denen die Fabrik in Familienbesitz war, veröffentlichte sie keine Geschäftszahlen. 1902 traten die Söhne Ben (30) und Arthur (29) als Direktoren in Arbon bzw. New York an die Seite des Vaters, dessen Fussstapfen für sie aber zu gross gewesen zu sein scheinen.

## Bankverein als Profiteur

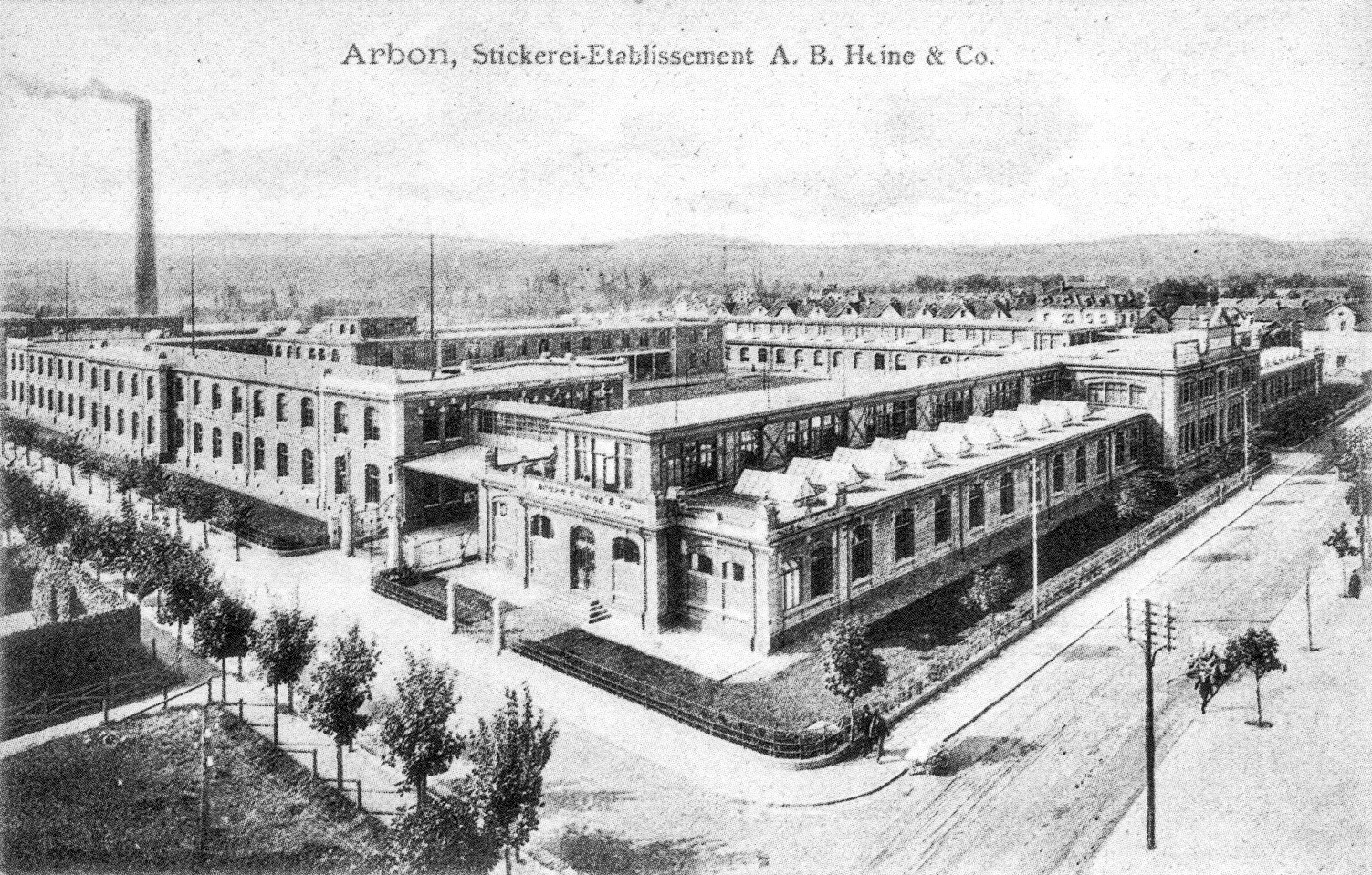
Fabriken I–IV, 1904/05.
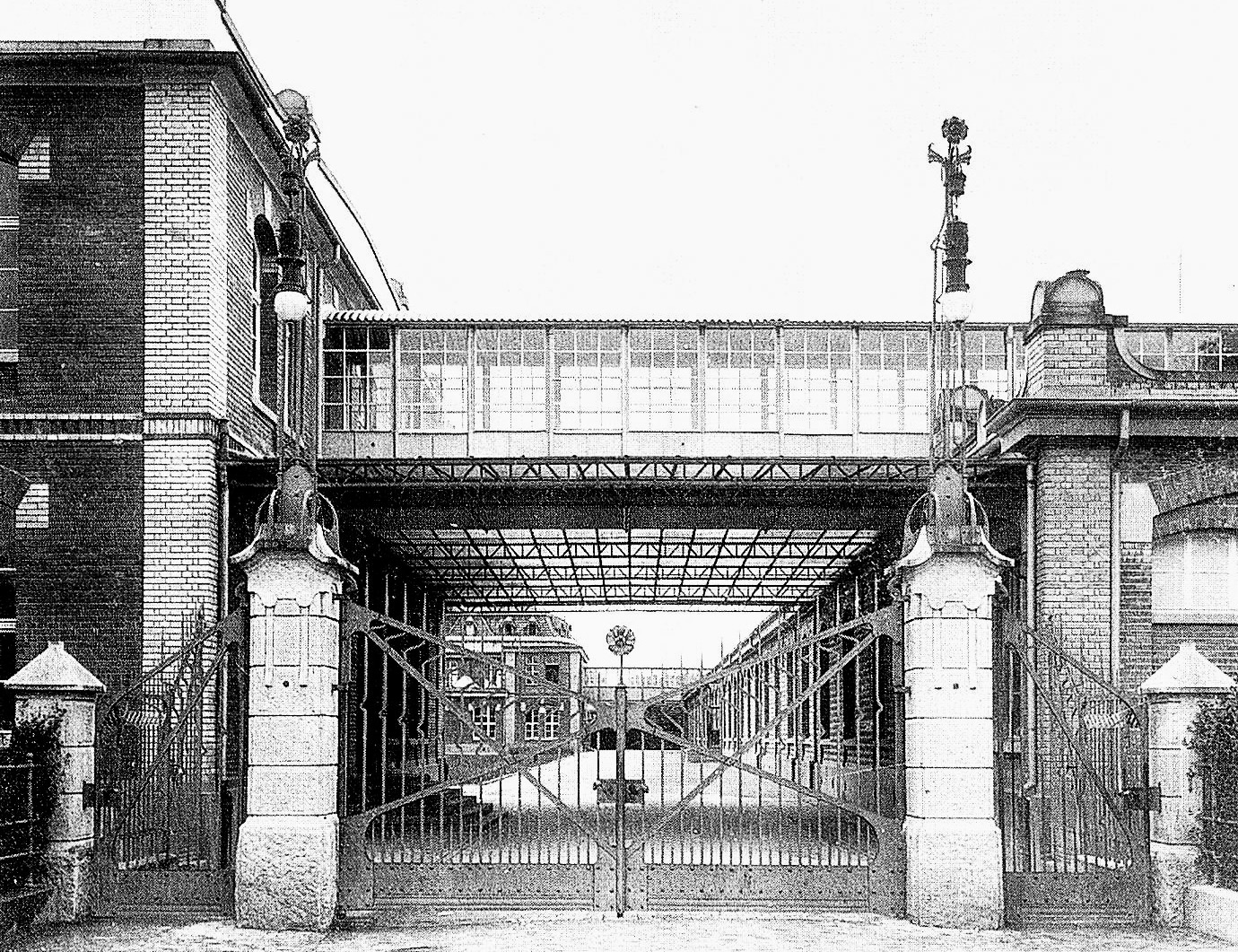
Eingang Klarastrasse.

Dass die Arnold B. Heine & Co. 1903 in eine Aktiengesellschaft umgewandelt wurde, dürfte auf Initiative des Schweizerischen Bankvereins (SBV) erfolgt sein, der damit weitere Kreise am Risiko beteiligen wollte, das die Finanzierung der Firma darstellte. Heine und der SBV stellten je die Hälfte des Aktienkapitals von 5 Mio. Fr. Ersterer musste der damals grössten Bank des Landes die Mehrheit im Verwaltungsrat überlassen und in den ersten fünf Jahren 7 % Dividende garantieren. Sein Stellvertreter im Präsidium wurde der branchenkundige Geschäftsführer der St. Galler Niederlassung und Verwaltungsrat des SBV, Karl Guggenheim-Loria (1848–1913). In dem Gremium sassen weiter SBV-Präsident Hermann La Roche/Laroche-Burckhardt aus Basel (1842–1921), der ehemalige freisinnige Gerichtspräsident und nunmehrige SBV-Verwaltungsrat (Johann) Caspar Glinz aus Rorschach (1841–1927) sowie dessen Parteikollege Jakob Müller aus Romanshorn (1847–1931), Nationalrat und Präsident des Bezirksgerichts Arbon.
Anlässlich ihrer Umwandlung in eine AG begab die Firma eine 4¼-%-Anleihe von 3 Mio. Fr., deren öffentlich aufgelegte Hälfte 15-fach überzeichnet wurde. 500.000 Fr. davon erhielt „auf Rechnung des Kaufpreises“ Heine, den grössten Teil des Rests „zur Tilgung laufender Kontokorrent-Forderungen“ der SBV. Die anderen Stickereifabrikanten mit Geschäftsbeziehungen zur Bank waren nicht erfreut, dass diese ihrem grossen Konkurrenten noch grösser zu werden half. Die AG beschaffte 76 weitere Stickmaschinen und errichtete ein Kohlekraftwerk mit Dampfturbinen als Ersatz der anfangs zur Stromerzeugung verwendeten Petrolmotoren.
Ein Vertreter der Firma erklärte der New York Times, die Schweiz könne nur deshalb Stickerei in die USA ausführen, weil ein Teil der Produktion in Heimarbeit geschehe. Versuche, „on this side of the water“ zu fabrizieren, seien erfolglos geblieben. Ein Hindernis für den Export stellte das Monopol der Ostschweizerischen Ausrüstergenossenschaft auf das Bleichen und Appretieren dar. Als erster Fabrikant beschloss Heine deshalb, diese Arbeiten selbst auszuführen. Bis die dazu bestimmte Fabrik IV lief, musste er in Sachsen, ja in Amerika ausrüsten lassen, da ihn das Kartell boykottierte. Seine Klage auf Schadenersatz wurde vom Bundesgericht abgewiesen. Arnold B. Heine & Co. nannten sich nun „The Largest Manufacterers, Bleachers and Finishers of Embroideries in the World“. 1903 zeigte Heine einen Mitarbeiter des US-Konsulats in St. Gallen an, der sich für das Bestimmen des Warenwerts bezahlen liess.

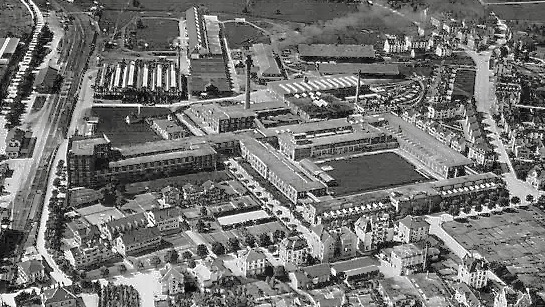
Luftbild der Fabriken I–V. Oben links: 1905 erstellte Giesserei Saurer.
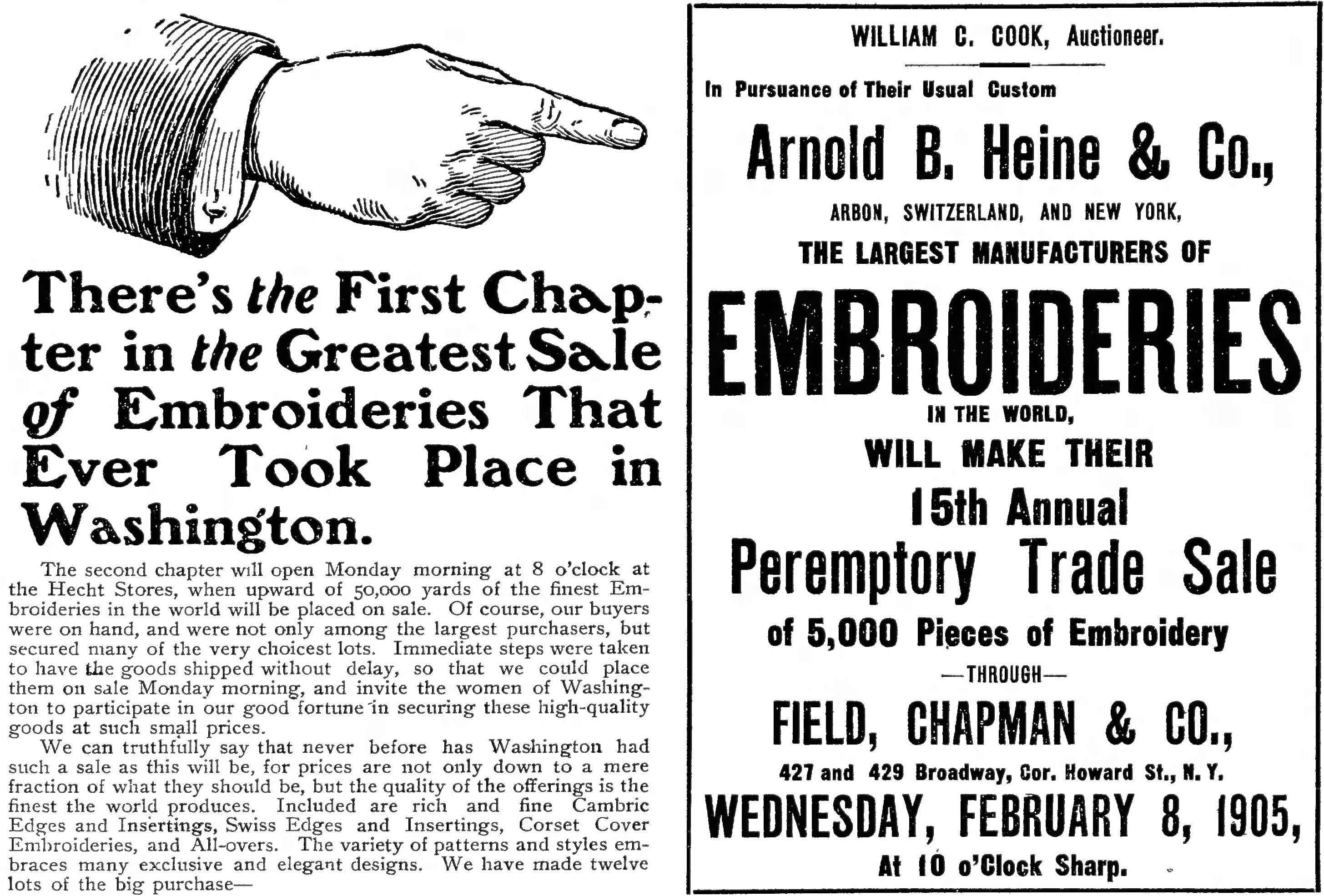
Marketingmethoden: Washington Post, 1905.

Angesichts von Absatzproblemen akzeptierten Heines Sticker 1904 eine temporäre Reduktion der Stichlöhne. Bei der ersten eidgenössischen Betriebszählung im folgenden Jahr war die Firma mit 1233 „Arbeitern und Gehülfen“ die zehntgrösste industrielle Unternehmung des Landes. Mit insgesamt 2490 Beschäftigten, davon 1290 intern, übertraf sie sowohl die Feldmühle (1742 Beschäftigte, davon 1142 intern) als auch Saurer (900 Beschäftigte).
Es folgte eine Zeit der Euphorie in der Stickereibranche. 1905/06 und 1906/07 überstieg die Dividende mit 8 % bzw. 10 % das garantierte Minimum. 1905/06 soll der Verwaltungsrat 160.000 Fr. Tantiemen, Heine als Generaldirektor 100.000 Fr., jeder seiner Söhne als Direktor 50.000 Fr. Salär erhalten haben. Mit 30 % Agio konnte 1906 ein Drittel der Aktien in den Schweizer Börsenhandel gebracht, mit 20 % Agio 1907 das Aktienkapital um 2,5 Mio. Fr. erhöht werden. Letzteres ermöglichte es Heine, zu den 241 vorhandenen 6¾-Yards-Stickmaschinen bei der Vogtländischen Maschinenfabrik in Plauen 93 grössere von 10 Yards Breite zu beschaffen, obwohl der Verwaltungsrat nur 50 bewilligt hatte. Dazu finanzierte er Fabrik V beim Bahnhof mit dem Verwaltungstrakt, wo auch die Designabteilung untergebracht war, und eine eigene Zwirnerei.

## Streikende Italienerinnen

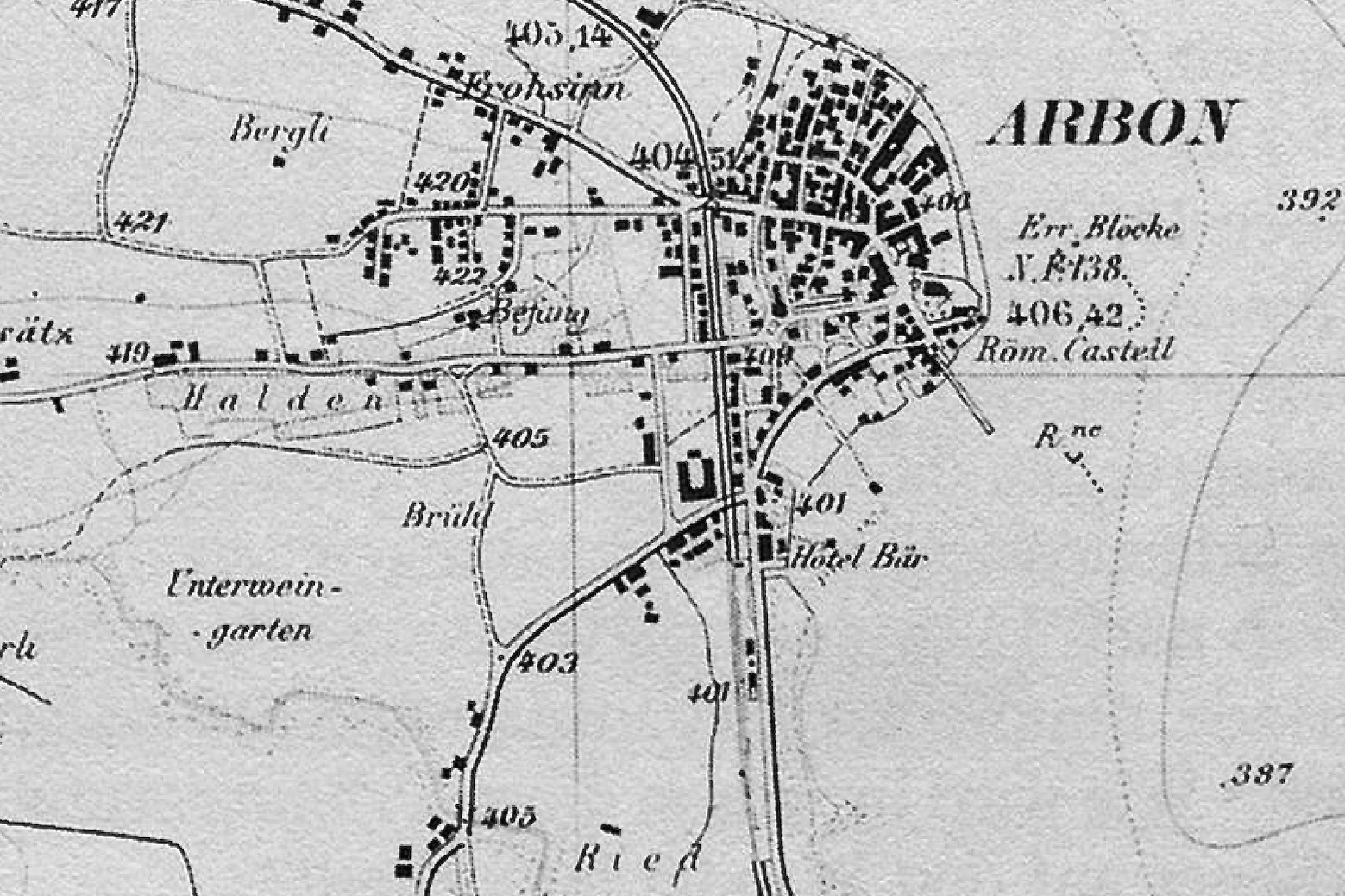
Arbon 1896.
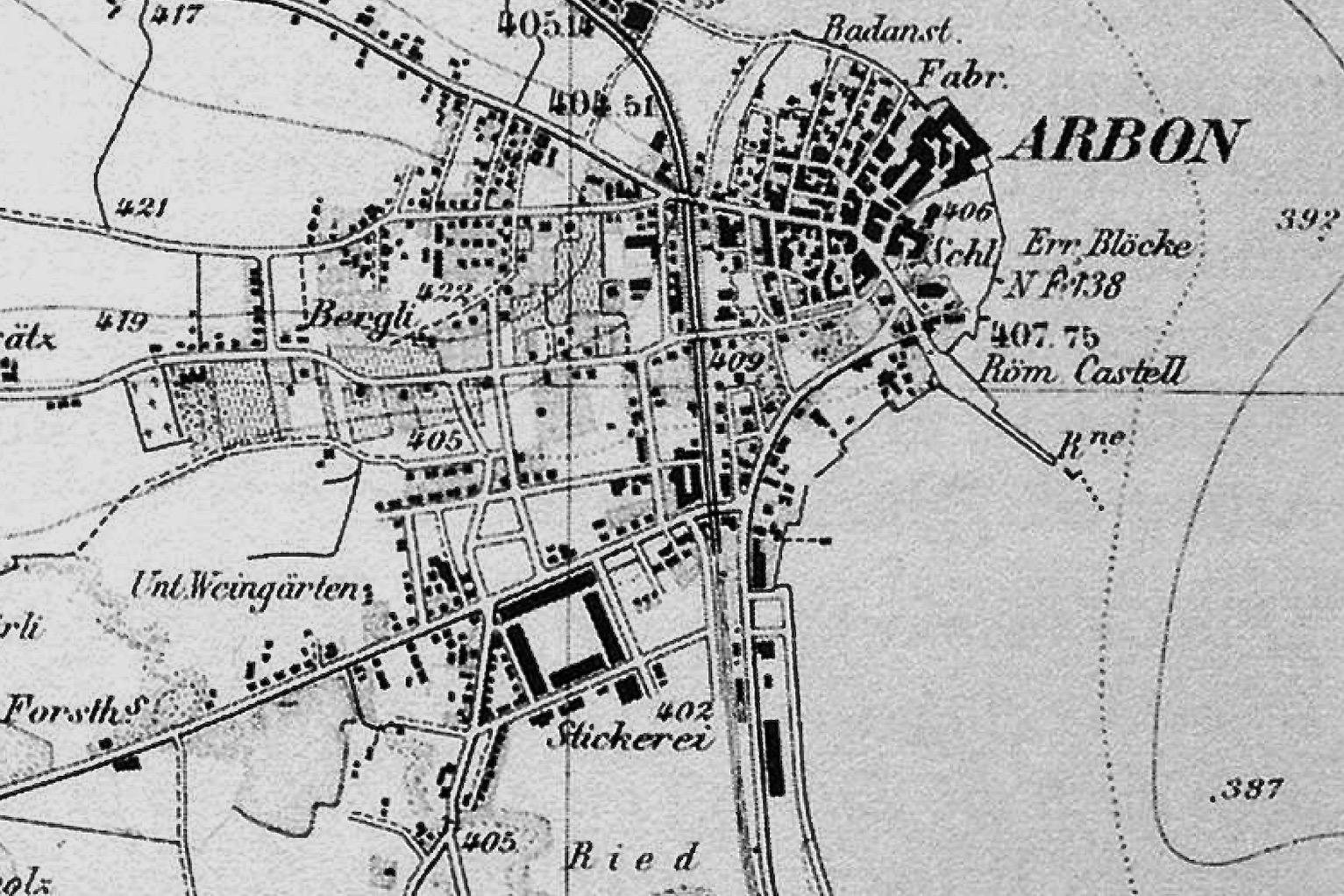
Arbon 1904.

Dass Arbon um die Wende zum 20. Jahrhundert ein atemberaubendes Wachstum erlebte, verdankte es in erster Linie Heine. Vergleicht man die Landeskarte von 1904 mit der 1896 entstandenen, ist die Siedlung kaum wiederzuerkennen. Und obwohl viele Arbeitskräfte auswärts wohnten, stieg die Zahl der Einwohner von 1900 bis 1910 nochmals nahezu auf das Doppelte (von 5677 auf 10'299). Im letztgenannten Jahr machten Menschen ausländischer Nationalität fast die Hälfte der Wohnbevölkerung aus, solche italienischer Nationalität fast ein Viertel. Letztere konzentrierten sich auf das sogenannte Neuquartier, welches „mit seinen ungezählten Restaurationen und Vergnügungslokalen, seinen italienischen Firmentafeln“ Zürichs Vorort Aussersihl glich. Hierhin zog es an Sonntagen auch Landsleute der Bewohner aus St. Gallen und Rorschach. 1902 kam es zu einem italienerfeindlichen Krawall, worauf die Arbeiterunion Arbon von den Behörden eine verstärkte Aufsicht über das Quartier und dessen Bewohner verlangte.
Sieben der 1160 Arbeitskämpfe, die in der Schweiz zwischen 1900 und 1908 stattfanden, betrafen die Firma Heine. In deren Geschäftsbericht für 1907/08 heisst es: „Infolge der steten Zunahme unseres Arbeiterbestandes (…) hatten sich Arbeiterführer aus verschiedenen Gewerkschaften veranlaßt gesehen, ihr Domizil hier zu nehmen“, was zu häufigen Reibereien und „frechen Einmischungen“ geführt habe. Anvisiert war vor allem der Sozialdemokrat Albert Senn (1876–1918). Der unermüdliche Agitator, seit 1906 Präsident des Verbands der Schweizerischen Stickereiarbeiter und -arbeiterinnen, bemühte sich namentlich um die Organisation von Heines Italienerinnen. Dies, obwohl er Frauenarbeit wie die meisten Gewerkschafter als notwendiges Übel betrachtete: Der Mann allein sollte die Familie ernähren können. Ende 1907 waren in der Schweiz von 121.000 Textilarbeiterinnen erst 3 %, von 56.000 Textilarbeitern 12 % gewerkschaftlich organisiert. Damals entstand aus dem föderativen Allgemeinen Schweizerischen Textilarbeiterverband der zentralistische Schweizerische Textilarbeiterverband (STAV). Senn wurde Sekretär desselben, 1908 Vizepräsident und 1913 als Nachfolger von Pfarrer Eugster Präsident.

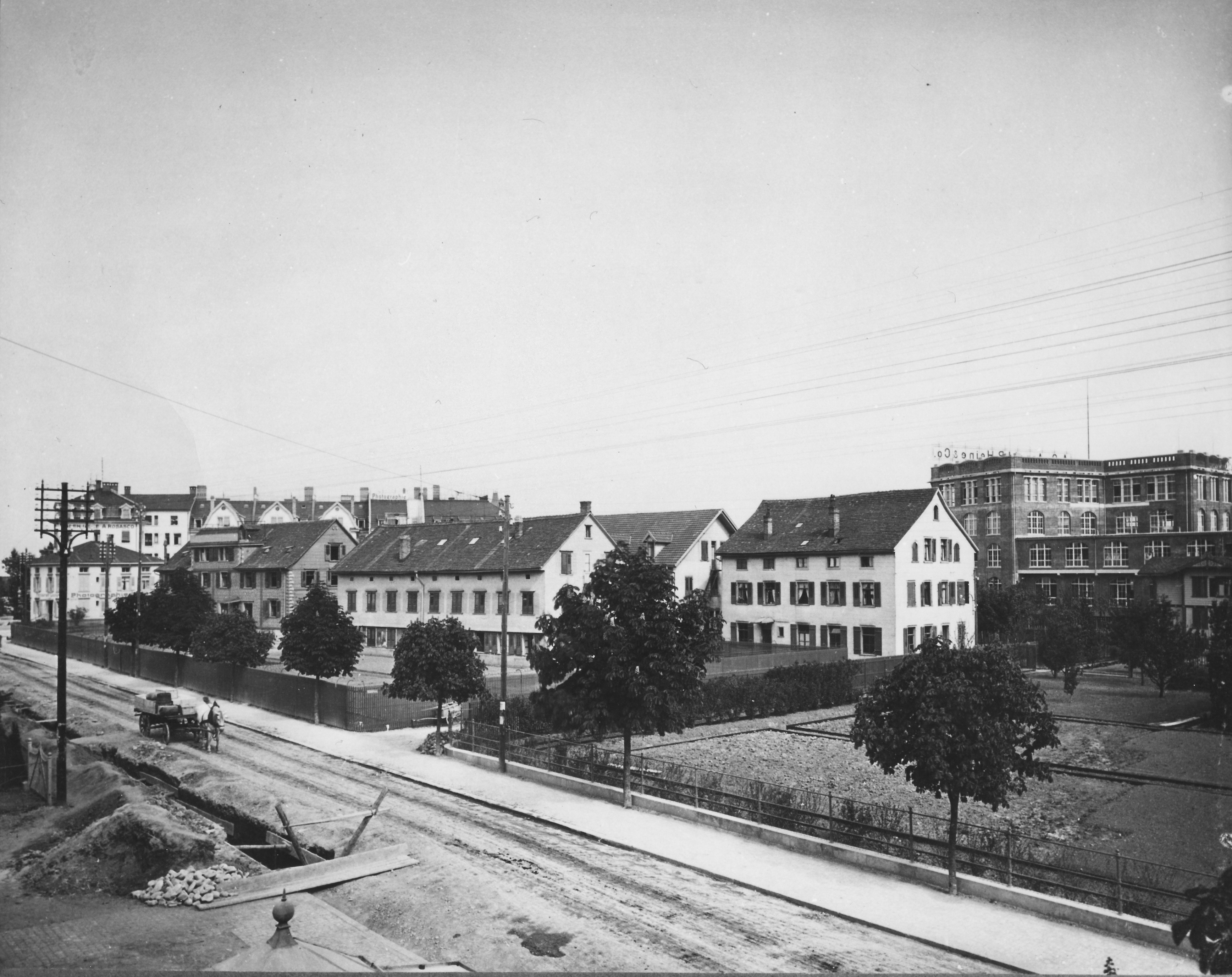
Wohnheime für italienische Hilfsarbeiterinnen.
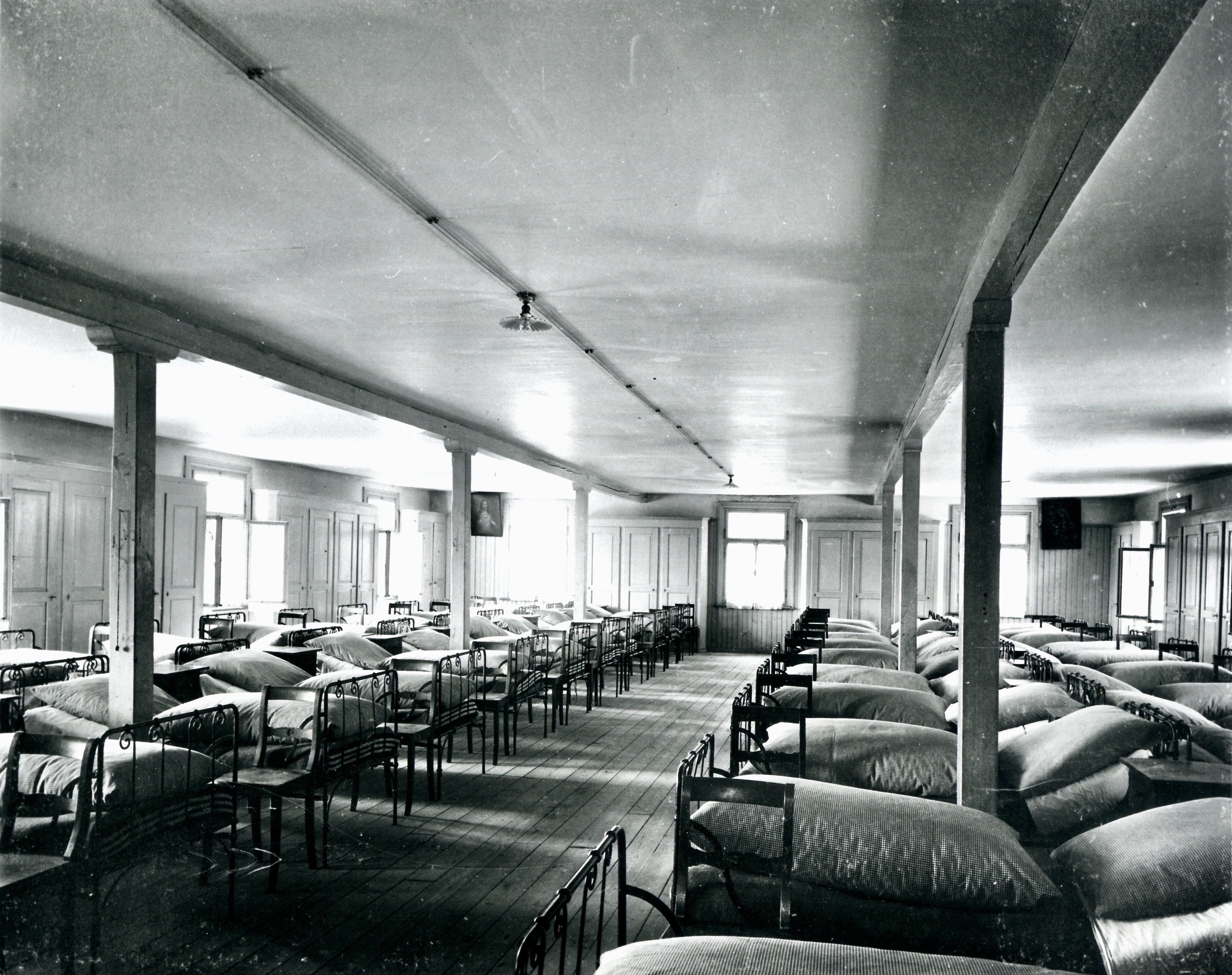
Schlafsaal für italienische Hilfsarbeiterinnen.

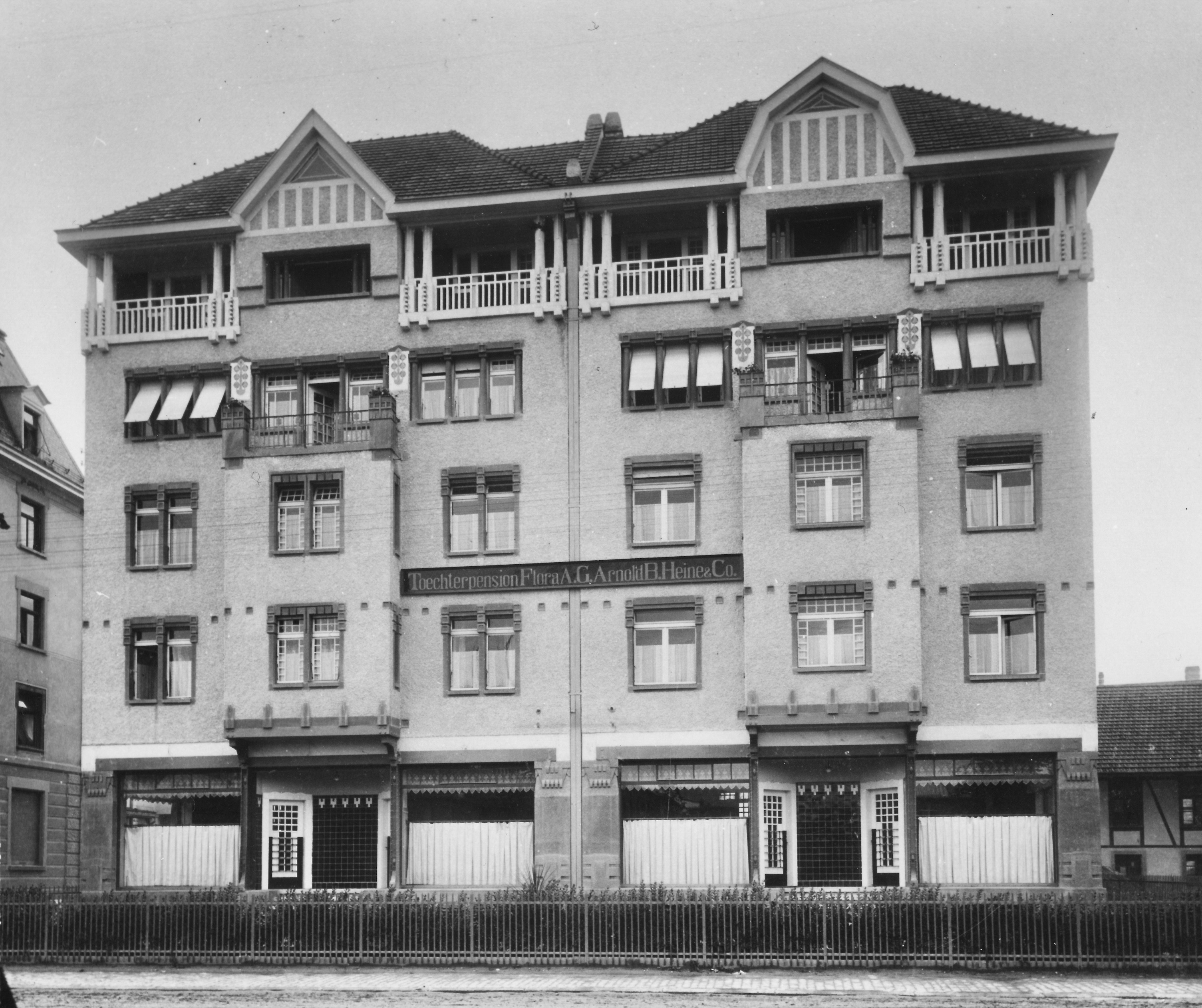
Pension Flora für weibliche Büroangestellte.
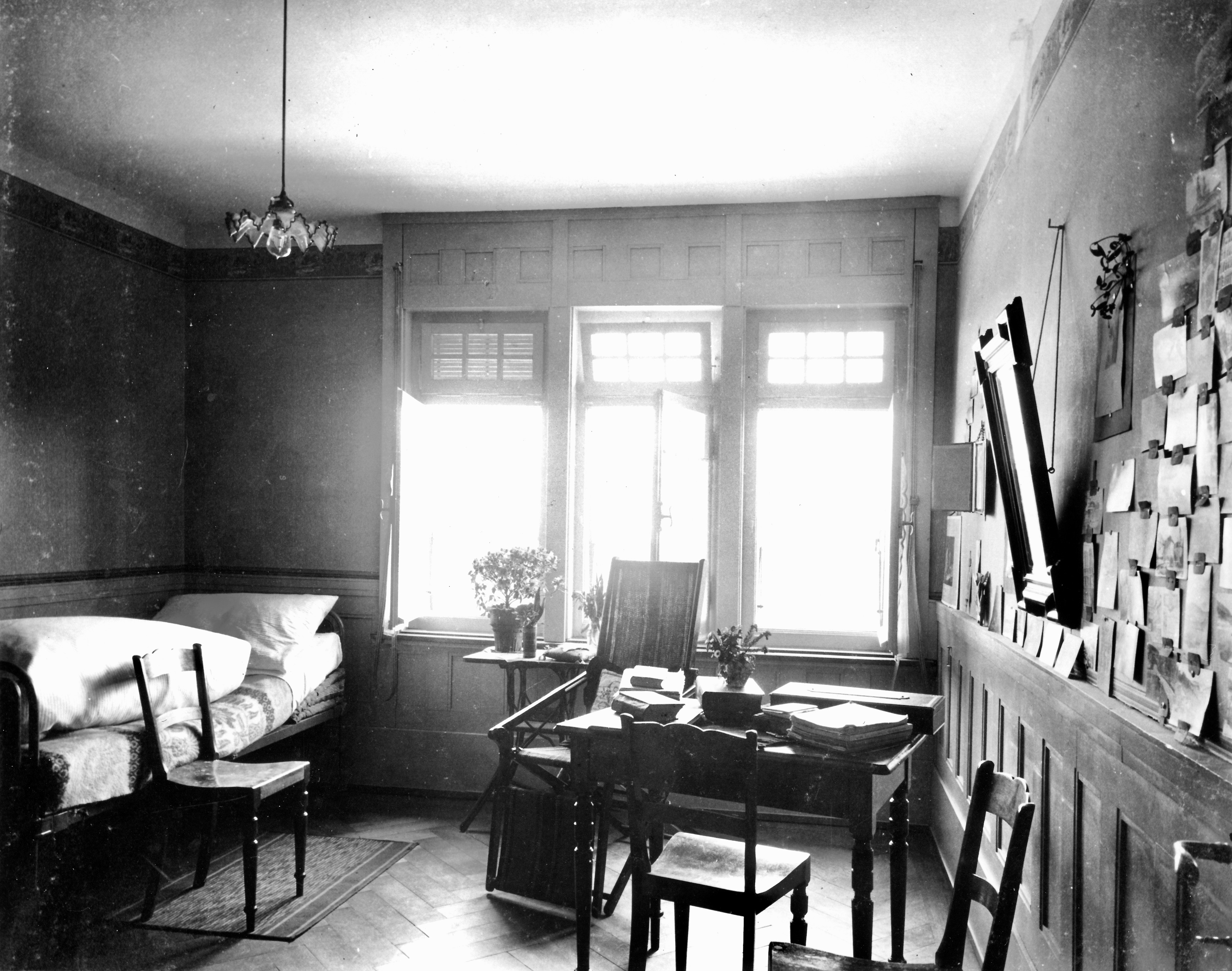
Einzelzimmer für weibliche Büroangestellte.

Da es an Unterkünften für alleinstehende Frauen fehlte, wurden den Textilfabriken Arbeiterinnenhäuser angegliedert. Für Minderjährige gab es von Nonnen oder Diakonissen geleitete Mädchenheime. Diese wurden von Unternehmerschaft und Kirche als Wohltätigkeitseinrichtungen dargestellt, von Gewerkschaftsseite als „klerikal-kapitalistische Strafanstalten“ bzw. „Treibhäuser für Streikbrecherinnen“. Die Insassen mussten die ganze Zeit unter Kontrolle im Kollektiv verbringen, erfuhren nichts über den Stand ihrer Ersparnisse, die durch Bussen und „Spenden“ an die Kirche geschmälert wurden, durften nicht mit Aussenstehenden sprechen und selbst den Angehörigen nicht ohne Zensur schreiben.

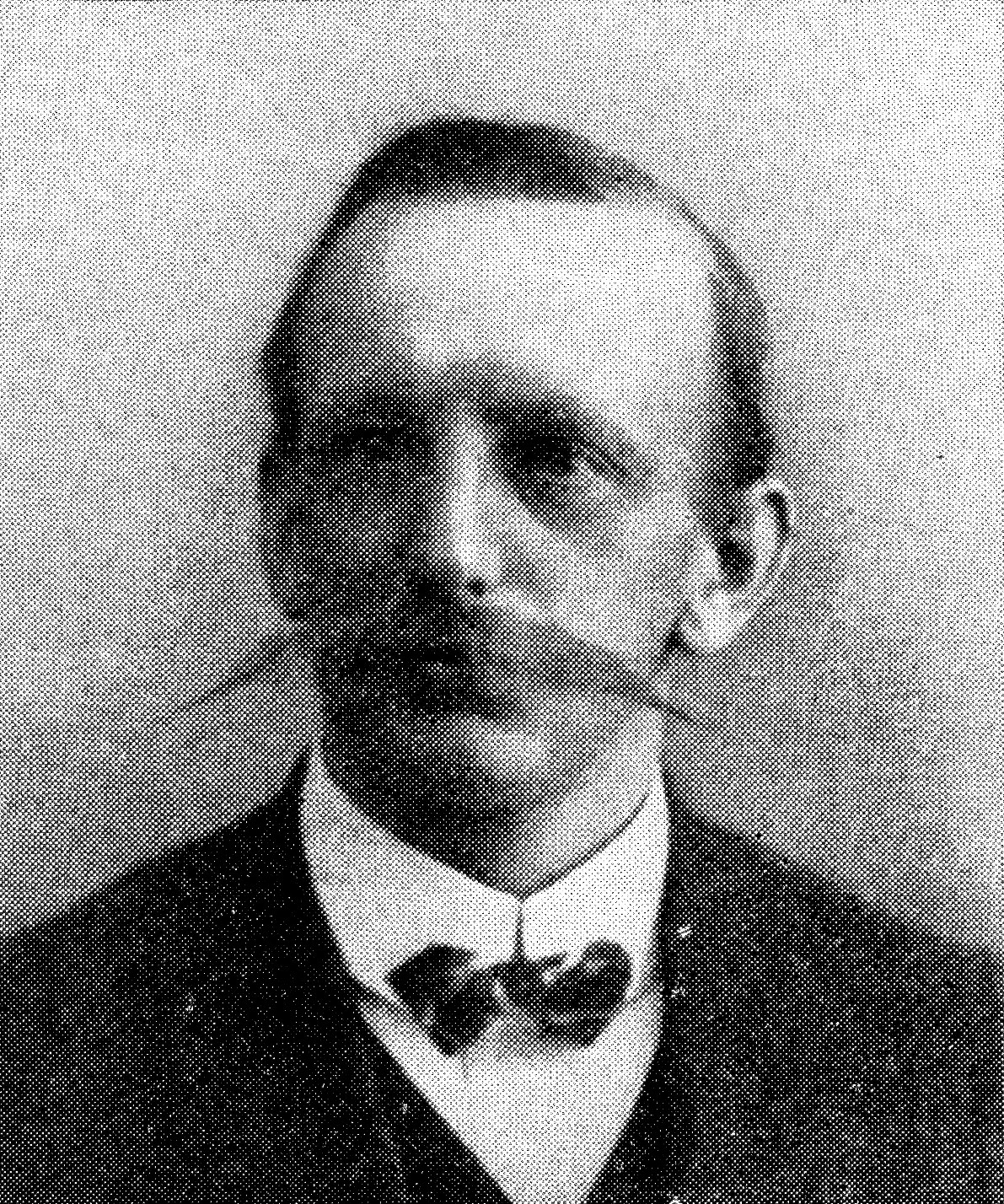
Gewerkschaftssekretär Albert Senn.

Auch Heine errichtete neben Arbeiterinnenhäusern 1902 ein solches von Menzinger Schwestern geleitetes Heim (St. Gallerstrasse 5). Die darin untergebrachten 250 Mädchen wurden meist als Nachstickerinnen eingesetzt, die Stickfehler korrigierten. Sie kosteten die Firma ein Drittel weniger als die organisierten Nachseherinnen, welche an den Stickmaschinen Nadeln, Spulen und Schiffchen beaufsichtigten. Die ersten Bewohnerinnen wurden von Heimleiterin Schwester Annetta und der für das weibliche Personal zuständigen Directrice Hedwig Habis persönlich ins Land geholt. Für Nachschub sorgten Geistliche und andere Vermittler, die der Textil-Arbeiter „negozianti di carne italiana“ nannte. 1903 protestierte die Arbeiterunion Arbon gegen die Zustände im Heim, worauf die Firma eine Busse wegen verbotener Beschäftigung unter 14-Jähriger erhielt. 1908 misshandelten italienische Sozialisten, die gegen das nun Istituto Bonomelliano genannte Heim demonstrierten, einen Geistlichen. Andererseits sollen die Mädchen im selben Jahr dem greisen Gründer der Opera di assistenza per gli italiani emigrati in Europa, Bischof Geremia Bonomelli, einen begeisterten Empfang bereitet haben.
Die Italienisch sprechenden Arbeitskräfte wurden von der übrigen Arbeiterschaft der Schmutzkonkurrenz und gleichzeitig – wegen ihrer Bereitschaft zu Streiks – der Störung des Arbeitsfriedens beschuldigt. 1906 traten Heines Nachseherinnen in einen wilden Streik und erzwangen damit, dass neun nicht organisierte Kolleginnen entlassen wurden.

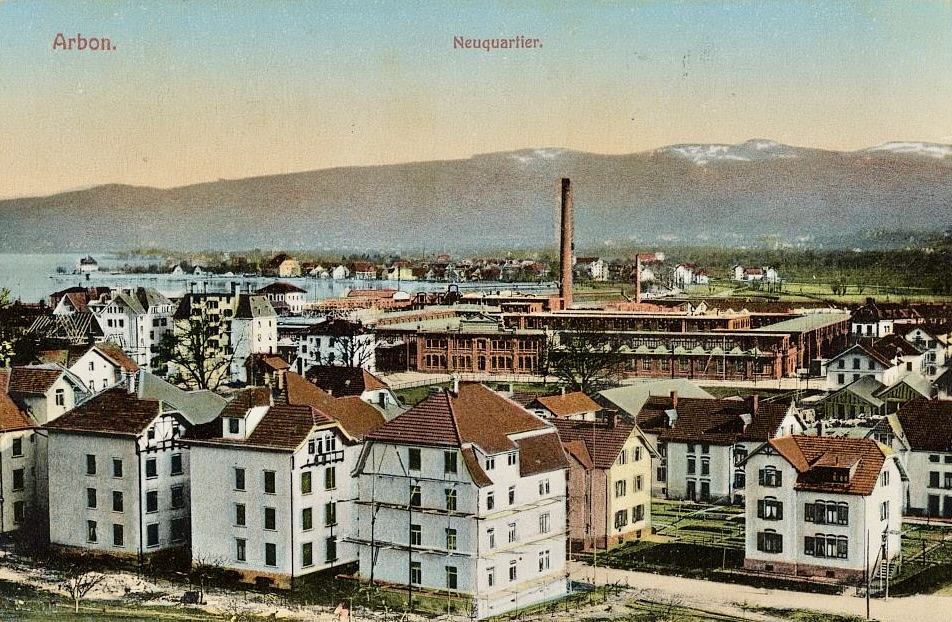
Neuquartier (Eichenstrasse) vor Fabrik I–IV, 1907.

Als 1907 Hochkonjunktur herrschte, verlangte Heines Personal Lohnerhöhungen. Der Textil-Arbeiter schrieb: „Da Herr Heine nicht abgeneigt ist, einen Tarif abzuschließen, bestand die beste Hoffnung, daß ein solcher zustande komme.“ Doch den Nachseherinnen hätten die Verhandlungen zu lange gedauert, und so seien sie ohne Vorankündigung in den Ausstand getreten. Einem Aufruf Senns zur Wiederaufnahme der Arbeit hätten nur die Deutschsprachigen Folge geleistet. Die Löhne der Sticker, die zum Feiern gezwungen waren, wurden weiterbezahlt, die Forderungen der Streikenden teilweise erfüllt. Letztere wollten aber – von ihren Landsleuten vom Bau unterstützt – auch noch die Entlassung von sechs Streikbrecherinnen erzwingen. Die Arbeiterunion Arbon verurteilte den Ausstand und erklärte sich mit den zur Arbeit Erschienenen solidarisch. Kathrin Ueltschi schrieb: „Es ärgerte die Genossen, dass die Frauen selbständig einen Streik führten, ohne sich an die Statuten des Textilarbeiterverbandes zu halten.“ In den Arboner Nachrichten wurden die Streikenden gar mit Ungeziefer verglichen.
In den Streik getreten waren die Italienerinnen kurz nach dem 100. Geburtstag des Nationalhelden Garibaldi, der mit dem Unabhängigkeitstag der USA zusammenfiel, weshalb Heine im Neuquartier Freibier hatte ausschenken lassen:

„Mitten im halben Tag liefen sie von der Arbeit weg, eine die andere animierend, ein gleiches zu tun. Als die Fabrikportale geschlossen wurden, nahmen die Streikenden den Weg durch die Fenster und überstiegen alsdann die Umzäunungen, nicht ohne hie und da ihre Röcke oder Schürzen am Stachelzaune zu zerreißen. Den Ansammlungen vor dem Fabrikareal suchte die Fabrikleitung dadurch zu begegnen, daß sie die Hydranten spielen ließ und so eine allgemeine Flucht in sichere Zonen bewirkte.“

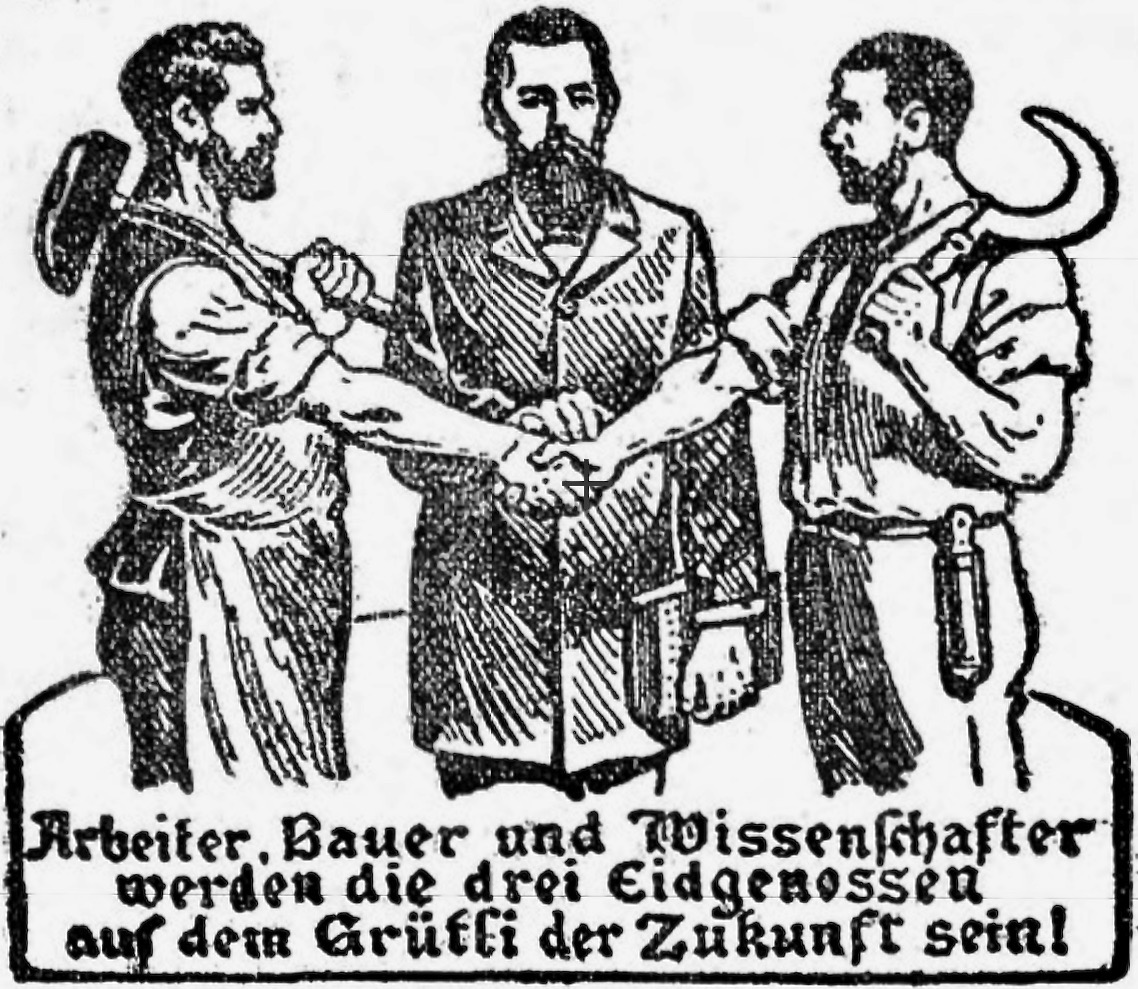
Männerbund mit Hammer und Sichel: Logo des Grütlianers, ab 1906.

Darauf liess Heine die Fenster zuschrauben, was einen Streik der Sticker zur Folge hatte. Laut dem Grütlianer – mittlerweile nicht nur Organ des Grütlivereins, sondern auch der Sozialdemokratischen Partei (SP) – titulierte Heine die Streikenden mit „Halunken, Schweinebande, Lügnerbande“. Senn habe er die Faust unter die Nase gehalten und gedroht, ihn totzuschlagen – ein Sechzigjähriger einen Dreissigjährigen. Nachdem er sich in einer Rede an die Arbeiter mit Kaiser Wilhelm II. verglichen hatte, dem seine Soldaten Gehorsam schuldeten, krebste er zurück, ja sprach Senn „das vollste Lob“ aus. Gesichtsverlust durch impulsives Handeln kreidete man ihm später auch in Aktionärskreisen an: Er habe Vorgesetzte vor den Ohren ihrer Untergebenen „Kamele“ genannt und sei über abwesende Verwaltungsräte hergezogen.
Im zitierten Geschäftsbericht heisst es, die Sticker hätten nach ihrem Streik trotz Lohnerhöhung gebummelt. Zudem seien die neuen Maschinen verspätet in Betrieb gegangen. Dies habe umso grössere Verluste verursacht, als die Geschäftslage die denkbar beste gewesen sei. Vereinbarte Liefertermine hätten nicht eingehalten werden können, Kunden die Annahme verspätet eingetroffener Ware verweigert und Bestellungen annulliert, was die Lagerbestände habe anschwellen lassen. Als es in den USA kurz darauf zum Börsenkrach von 1907 kam, hätten Konkurrenten mit Verlust verkaufen müssen und die Firma dadurch gezwungen, es ihnen gleichzutun, um nicht Marktanteile zu verlieren.

## Geld oder Liebe
Von Heines Kindern scheint Ben ledig geblieben zu sein. Camille heiratete den katholischen Engländer Peter Fogarty, der 1901 mit seinem Schwager Arthur und einem Dritten in New York eine Geschirrspüler- und eine Isolationsfirma mit einem Aktienkapital von je 500.000 Fr. (1 $ = 5 Fr.) gründete. Lulu und der jüdische Kalifornier Rudolf/Rudolph Reinhart (1865–1934) besuchten auf ihrer Hochzeitsreise 1906 Ägypten und die Türkei. Fotobücher, die sie von dort zurückbrachten, fanden den Weg ins Metropolitan Museum of Art.

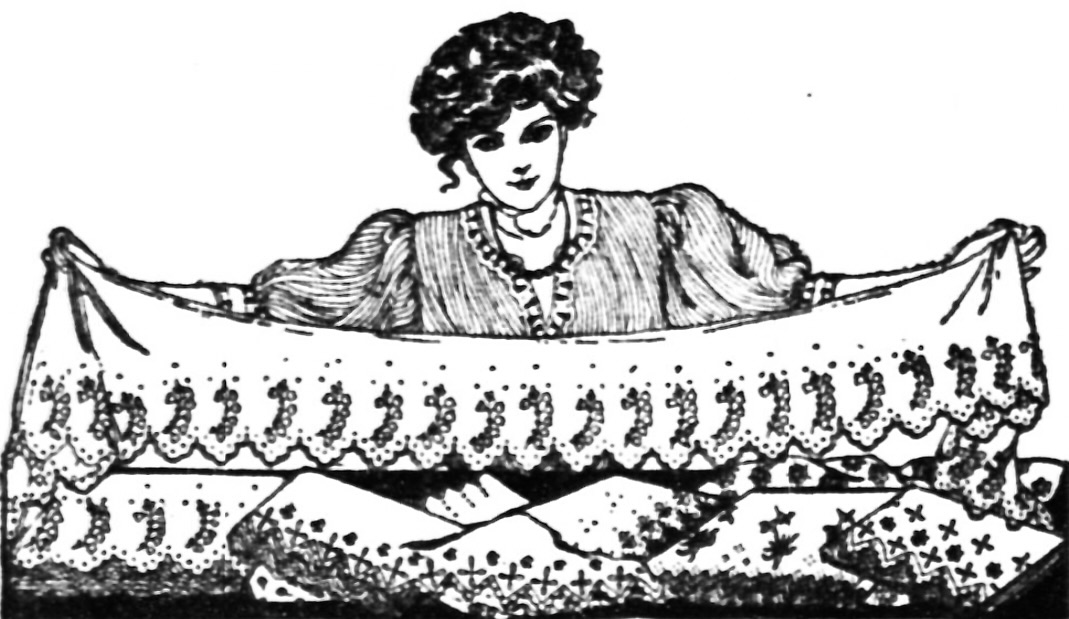
Reklame für Heine-Stickerei. The Washington Times, 1911.

1907 verklagte eine junge Frau die Heines auf Schadenersatz. Ein Reporter schilderte Anna M. Van Scoten als grosse, auffällige Erscheinung mit schwarzem Haar und dunklen Augen, die mit ihrem hellen Teint kontrastierten. Sie forderte von Arthur 750.000 Fr. (1 $ = 5 Fr.) wegen gebrochener Heiratsversprechen, von Reinhart 125.000 Fr. und von zwei Heine-Angestellten je 75.000 Fr. wegen nicht näher spezifizierter Verleumdung, weiter von der Firma Heine 10.000 Fr. wegen nicht bezahlter Saläre.
Die Romanze zwischen ihr und dem „Millionär und Clubman“ Arthur hatte sich zwischen New York (Theater, Annas Apartment im Hotel Majestic), Arbon (Hotel Baer) und St. Gallen abgespielt. Weitere Schauplätze waren der New Yorker Sitz der Firma Heine (503–505 Broadway), Vater Heines „Uptown Mansion“ beim Central Park (26 West 72nd Street) sowie seine Villen in Edgemere (Queens) und Arbon. Nach eigenen Angaben war Anna als Expertin für Spitzen (bzw. Stickerei) mit der Familie bekannt geworden. Diese habe sie zu sich eingeladen und zu gesellschaftlichen Anlässen mitgenommen. 1905 habe ihr Arthur erstmals die Heirat versprochen. 1906 sei sie für ein Jahr als Design-Managerin mit einem Gehalt von 24.000 Fr. in den Dienst der Firma Heine getreten. Sie habe am Schreibtisch neben jenem Arthurs gearbeitet. Jeden Abend sei sie von Vater und Sohn Heine im Automobil ins Majestic zurückgebracht worden. Bevor Arthur später in jenem Jahr in die Schweiz gefahren sei, habe er sein Heiratsversprechen erneuert.
Kurz darauf habe er sie telegrafisch gebeten nachzukommen, um das Design von Spitzen-Mustern für Millionärsgattinnen abzuschliessen. In Arbon und St. Gallen habe er ihr Verlöbnis bekräftigt. Doch Anfang 1907 sei sie vom General Manager der Firma in New York zurückbeordert worden. Am Pier habe ihr dieser erklärt, der Seniorchef habe von den Plänen des Sohnes erfahren und missbillige diese. Darauf habe sie sechzehn Wochen krank gelegen. Als ihr Verlobter nach New York zurückgekehrt sei, habe er ihr eröffnet, der Vater habe ihn vor die Wahl zwischen ihr und seinem Job gestellt. Arthur habe versprochen, zu ihr zu halten, sei aber verreist und habe nichts mehr von sich hören lassen. Weil er ihr Geschenke im Wert von 5000 Fr. gemacht habe, sei ihr der Rest des vereinbarten Gehalts vorenthalten worden. Dafür habe man ihr vergeblich 5000 Fr. für die Liebesbriefe Arthurs angeboten.

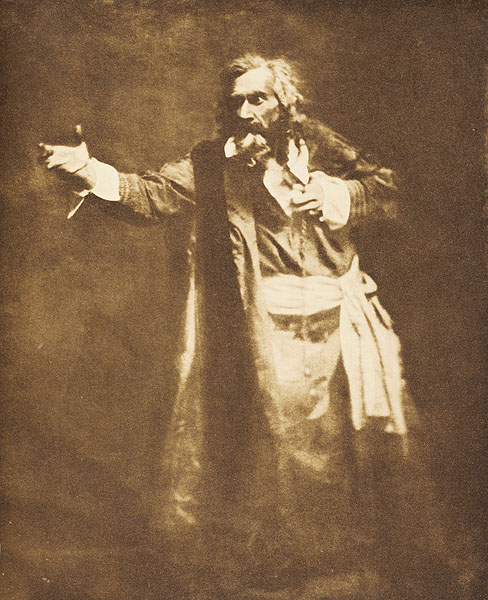
Der Jude Shylock im Kaufmann von Venedig. Foto Joseph Keiley, 1901.

Gemäss Anna hatte ihr Arthur aus den Stücken Shakespeares zitiert und sie in Aufführungen derselben geführt. Wie die Unternehmertochter Cora Mehrbach überliefert, die 1911 Arthurs Gattin wurde, hatte er das Interesse für den Dichter vom Vater geerbt, der in seiner Schweizer Zeit „used to walk through the woods there with an actor he hired to read Shakespeare to him“. Heines Stellvertreter als Verwaltungsratspräsident, Karl Guggenheim, war auch Vizepräsident des Stadttheaters St. Gallen. Arthur sammelte nicht nur Programmhefte von Shakespeare-Aufführungen, er präsidierte später den Shakespeare Club of New York und die Shakespeare Association of Amerika. Auch publizierte er über Aufführungen des Kaufmanns von Venedig und den Einfluss Shakespeares auf James Joyce. Mit Anna hatte er neben dem Theater dem „Automobiling“ gefrönt. Da er nach Meinung eines Bauern zu schnell fuhr, warf ihm dieser Sand ins Gesicht, was 1907 die Zürcher Justiz beschäftigte. Ob die sitzengelassene Miss Van Scoten mit ihrer Klage mehr erreichte als Publizität, ist nicht bekannt.
Mit einem Jahr Verspätung fand die Affäre den Weg in die Arbeiter-Zeitung (Töss), die mit identischem Inhalt auch unter dem Titel Thurgauer Post und Arboner Tagblatt erschien. Ihre amerikanische Quelle äusserte sich respektvoll über Heine, so dass das sozialdemokratische Blatt die Sache nicht politisch ausschlachtete. Dies tat erst 25 Jahre später STAV-Präsident Ernst Marti (1881–1968), der ehemals Arboner Korrespondent der Arbeiter-Zeitung gewesen war.

## Klassenkampf zur Unzeit

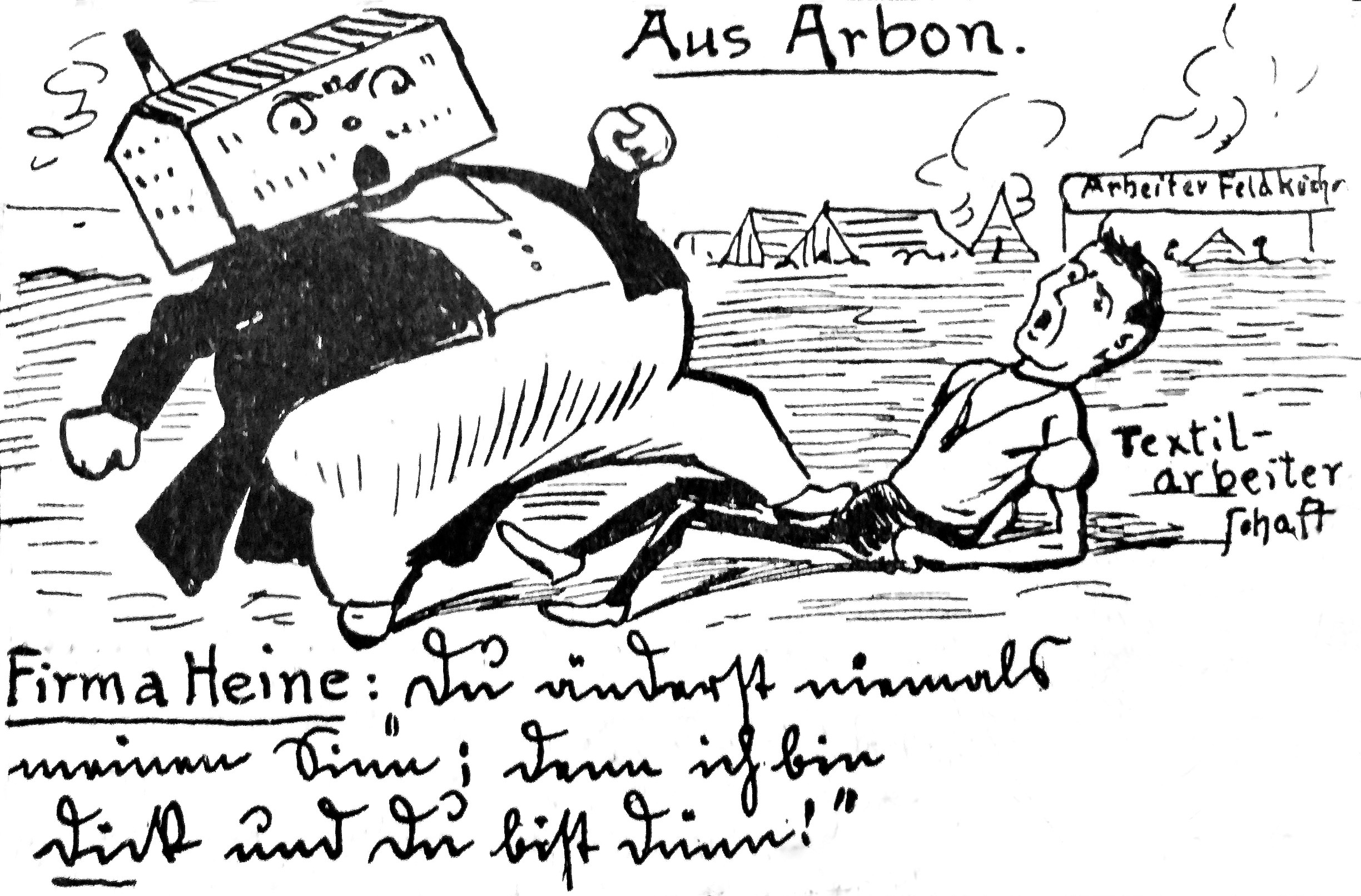
Firma Heine: Du änderst niemals meinen Sinn; denn ich bin dick und du bist dünn! Der Neue Postillon, 1908.

Nach dem „Fensterstreik“ hatte Heine versprochen, den Stickern ein Jahr lang dieselben Stichlöhne zu zahlen. Während er mit „hemmungslosem Heinischem Optimismus“ die Auswirkungen des Börsenkrachs kleinredete, senkten Konkurrenten die Tarife. Saurer begann damit, nahezu tausend Mann zu entlassen. Eine Kommission von Stickereiindustriellen forderte die Betriebe der Ostschweiz und Vorarlbergs auf, die Produktion um ein Drittel zu senken. Nachdem die anderen Arboner Stickereifabriken eine Lohnkürzung angekündigt hatten, tat dies schliesslich auch Heine. Gewerkschafter Marti meinte dazu, dieses Vorgehen sei immer noch besser als jenes von Saurer, „denn der schmeißt die Leute einfach zur Bude hinaus, Winter oder Sommer, hin oder her, das scheint demselben und seinem Stabe ganz schnuppe zu sein“.
Nach dem erwähnten Entscheid fuhr Heine nach New York: Vom 6. Januar bis zum 9. August 1908 war er von Arbon abwesend. Die Geschäftsleitung überliess er seinem Sohn Ben und dem Verwaltungsrat. Es ist daher oft unklar, welchen Heine die Quellen in diesen sieben Monaten meinen, und kein Versehen, dass die Arbeiter-Zeitung von der „Firma Heine jun.“ schrieb.
In Heines Abwesenheit kam es zum „Arboner Krieg“. Laut dem Textil-Arbeiter war es der „größte Kampf, der zwischen Arbeit und Kapital in der Schweiz je geführt wurde“. Dies gilt allerdings höchstens für die Dauer des Konflikts und die damit verbundene Publizität, nicht aber für die Zahl der Beteiligten. Auch kam es kaum zu Gewalt. Hingegen war zum Beispiel 1905 beim Streik in der Giesserei Amstutz, Levin & Co. in Rorschach ein ganzes Landwehrbataillon aufgeboten worden.
Anfang 1908 waren fabrikintern 1100 Frauen und 400 Männer beschäftigt. Die 250 Sticker beharrten auf den vereinbarten Löhnen, willigten aber auf Anraten Senns in eine Verkürzung der Arbeitszeit ein. Nun reichten die Nachseherinnen die Kollektivkündigung ein, worauf die Firma ihrerseits die Sticker entliess. In einer zweiten Phase einigte man sich auf eine Verkürzung der Arbeitszeit bei geringerer Senkung der Tarife. Weil aber die Bleicher und Appreteure wegen der Einführung von Kurzarbeit seit dem 4. März streikten, schloss die Geschäftsleitung die Sticksäle vom 30. März bis zum 31. August. Dadurch war arbeitswilliges Personal ausgesperrt und die Firma in den Augen der Öffentlichkeit diskreditiert. Da nicht der ganze Betrieb betroffen war, mussten die Streikposten einen Teil der Beschäftigten durchlassen. Eine eigens eingerichtete Küche für die Ausgesperrten blieb nur zwei Monate in Betrieb, da die Ledigen unter den Ausgesperrten bis dahin andernorts Arbeit angenommen hatten. Obwohl drei Viertel der Beschäftigten Frauen waren, sind auf einer von der Gewerkschaft vertriebenen Postkarte mit dem Aussperrungskomitee vor der Küche ausschliesslich Männer zu sehen.

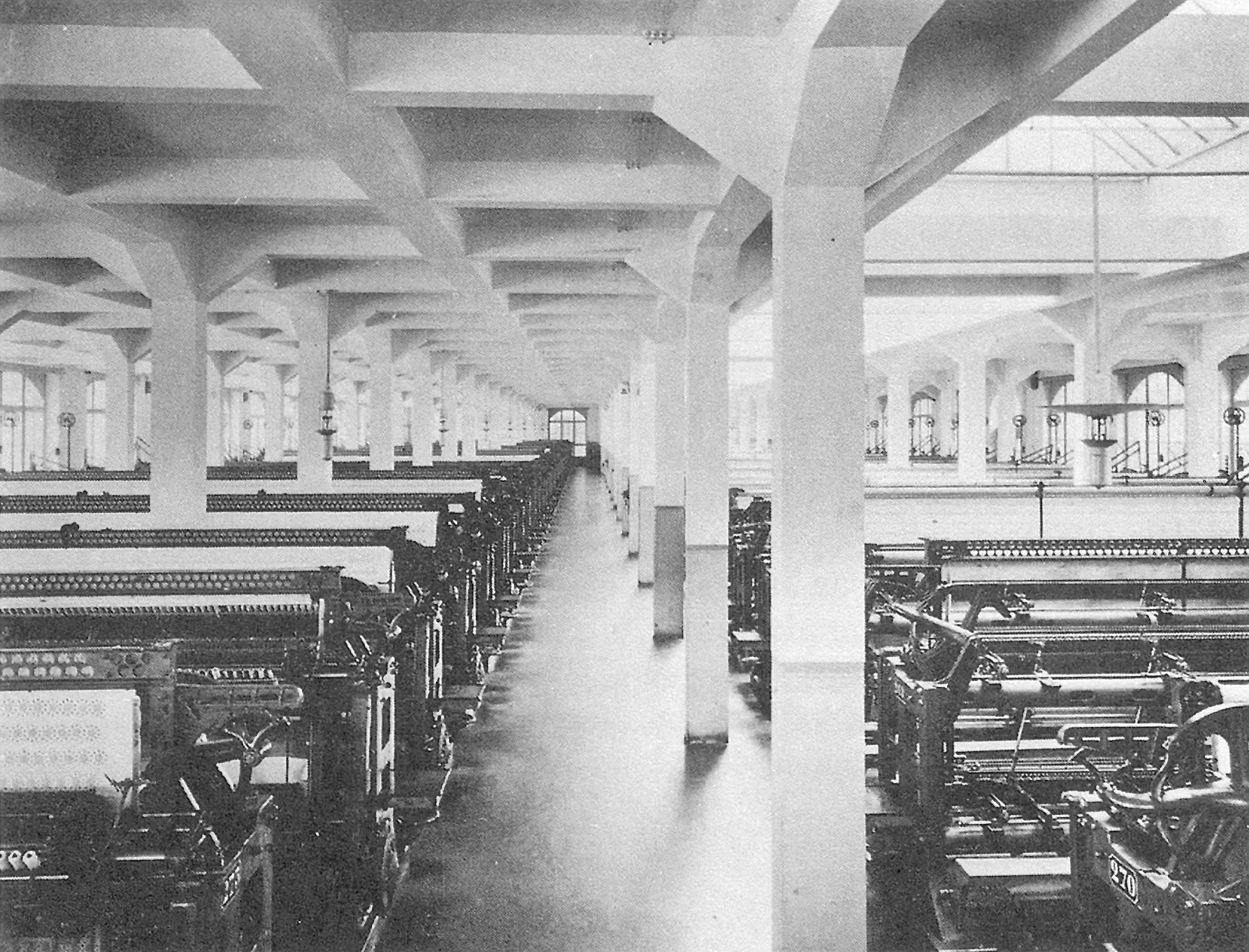
Leerer Sticksaal.
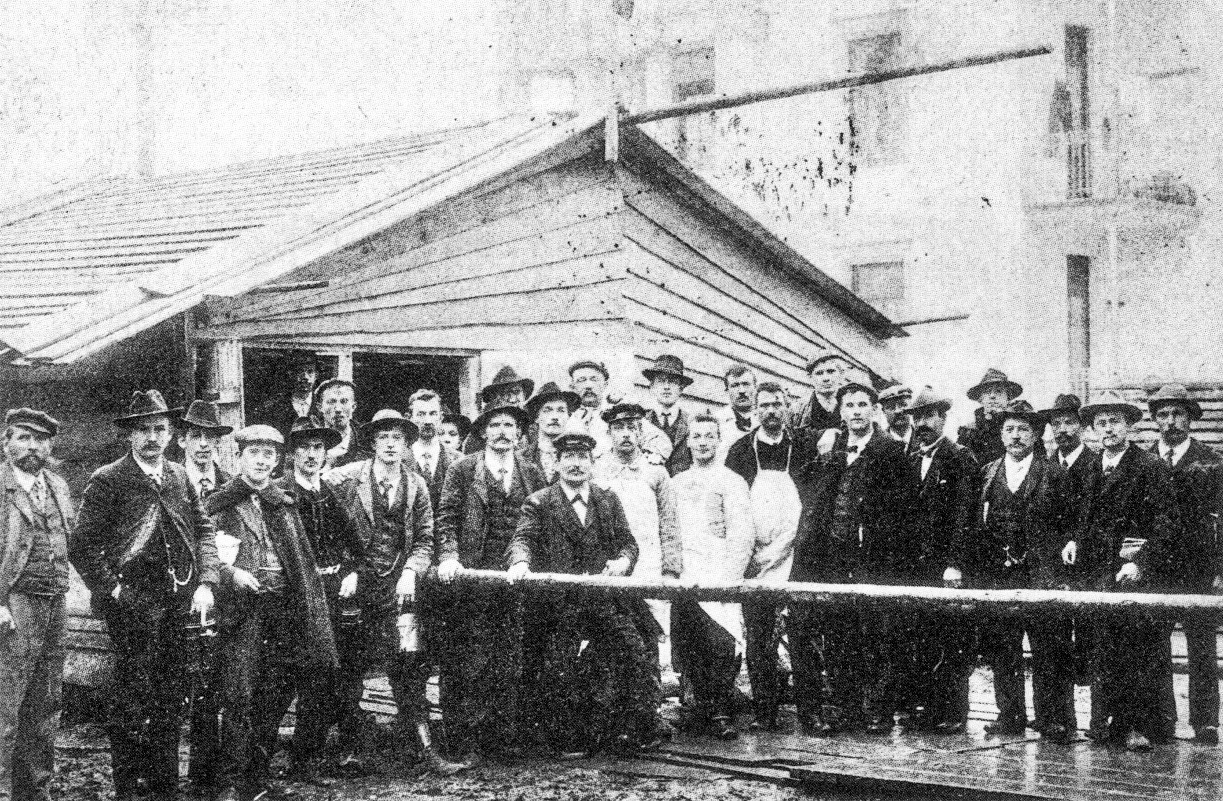
Aussperrungskomitee.

Eine von der Kantonsregierung anberaumte Einigungskonferenz kam nicht zustande, weil Senn davon ausgeschlossen wurde. Dieser sah den „Arboner Krieg“ als Chance, der Arbeiterschaft die Daseinsberechtigung der neuen Einheitsgewerkschaft zu demonstrieren, und mobilisierte die nationalen und internationalen Schwesterorganisationen des STAV gegen den Unternehmer aus der „schwefeligen Trustluft Amerikas“. Heines Konkurrenten aber waren nicht unglücklich, dass der Klassenkampf sich auf den Hecht im Karpfenteich konzentrierte.
Heine äusserte in der New-Yorker Handels-Zeitung, der Absatz könne nur aufrechterhalten werden, wenn die Produktionskosten gesenkt würden. Die Arbeiter müssten lernen, dass sie „den Leitern der Fabriketablissements und nicht den Agitatoren zu folgen haben.“ Und: „(…) wir werden in unseren Fabriken die Arbeit nicht eher wieder aufnehmen, als bis die Arbeiter zur Einsicht kommen, daß wir ihre Interessen besser beurteilen können und mehr am Herzen haben als ihre unverantwortlichen Führer.“ Ein St. Galler Grütliverein schrieb darauf: „Es ist nicht alles Unrecht auf Seite von Herrn Heine.“ Der Schweizerische Grütliverein habe sich im Schlepptau der SP radikalisiert. Den Schaden hätten die Arbeiter, „die sonst bei Heine immer noch besser gestanden, als bei manchem populären ,Rathsherrn-Fabrikanten‘“.

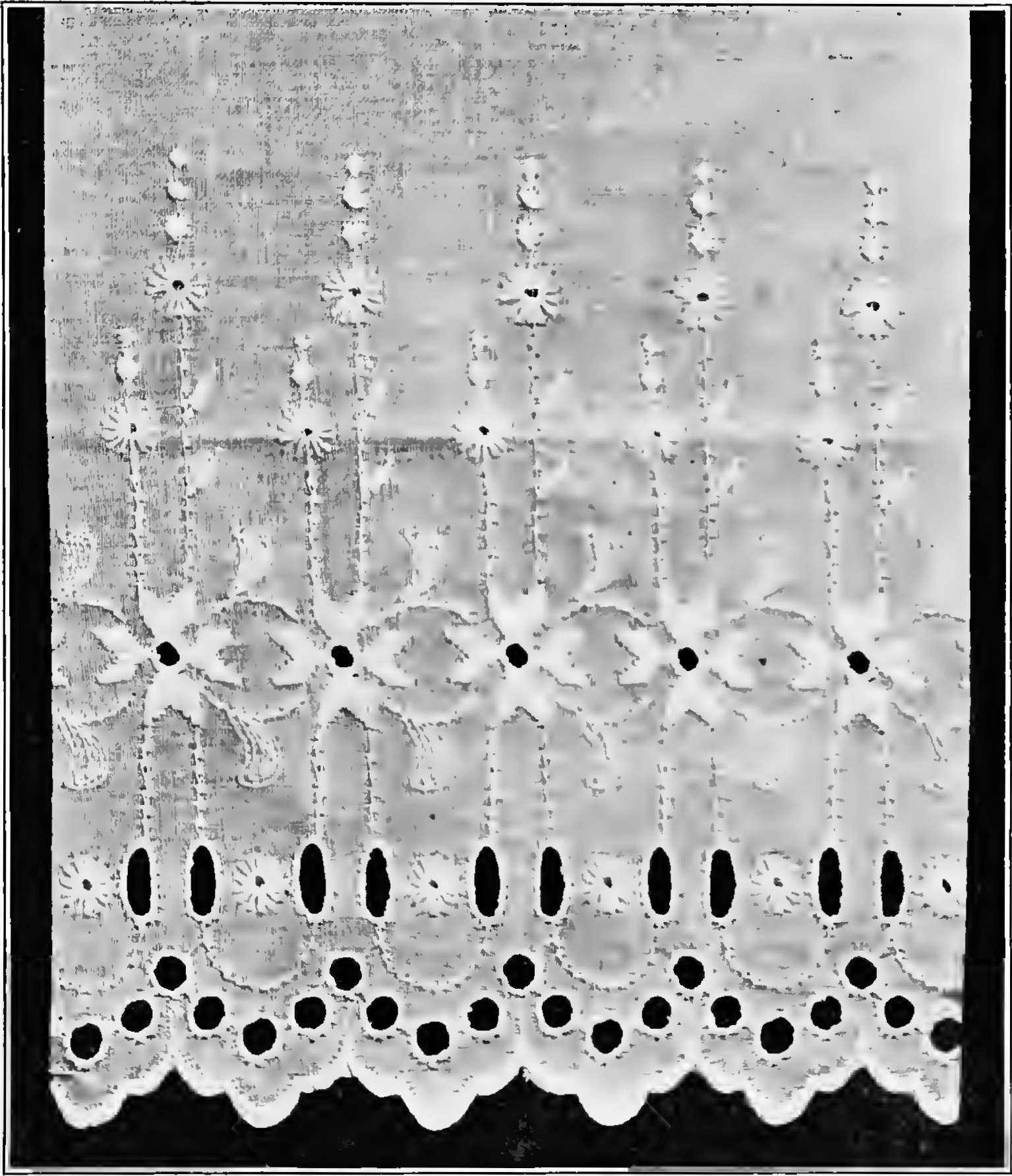
Stickmuster (Batist).
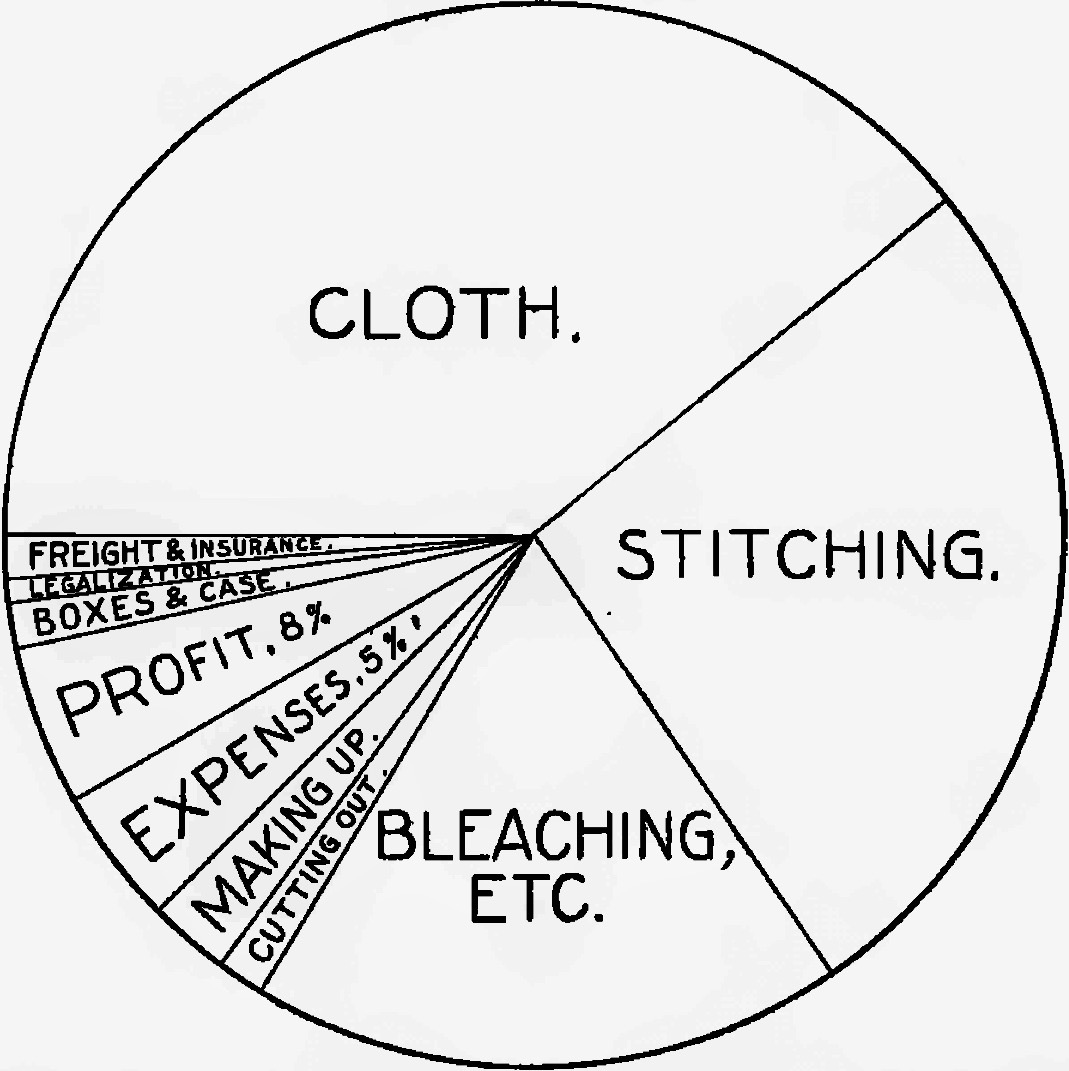
Zugehörige Kostenstruktur.

Unter der Bedingung, dass auch der Advokat der Firma Heine, Felix Stoffel, von der Einigungskonferenz ausgeschlossen werde, verzichteten die Ausgesperrten schliesslich auf die Teilnahme Senns. Doch befand sich mittlerweile die Mehrheit der Verwaltungsräte im Ausland. Als auch dieses Hindernis überwunden war, wurde zu Beginn der Verhandlungen eine „Anweisung aus New York“ verlesen, die deren Abbruch verlangte. SBG-Sekretär Calame fragte darauf, „ob die Instruktion von Heine sen. stamme oder in Arbon erteilt worden sei. Er kenne Herrn Heine sen. seit Jahren und halte es nicht für möglich, daß derselbe eine solche Instruktion erteilt habe.“ Darauf soll Heine jun. erklärt haben, „daß dies Privatsache sei und er keine Verpflichtung habe, hierüber Aufschluß zu erteilen.“
Der Grütlianer kritisierte, dass man sich auf einen Arbeitskampf eingelassen habe, der Heine gelegen komme, um die Gewerkschaft zu zerschlagen. Auch das Organ der christlichen Textilarbeiter, die Zeitung für Stickerei und übrige Textilindustrie, warf dem STAV mangelnde Kompromissbereitschaft vor.

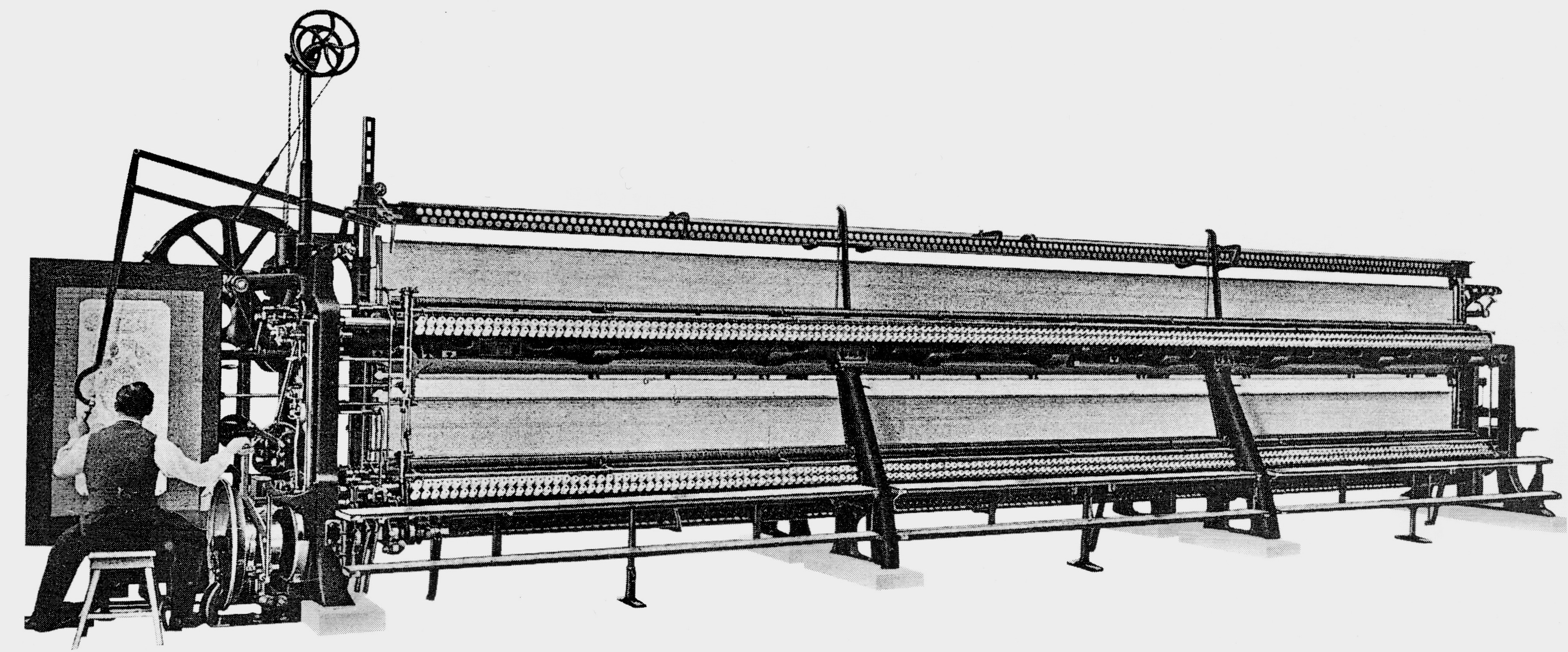
Schifflistickmaschine mit Pantografen-Steuerung (Arbeiterinnen nicht im Bild).

Nach seiner von den Arbonern ersehnten Rückkehr liess „Papa Heine“ die Arbeit wieder aufnehmen, welche während der Aussperrung zu Dumpinglöhnen – wohl namentlich nach Vorarlberg und ins St. Galler Rheintal – ausgegeben worden war. Er erklärte, bisher die höchsten Tarife der Branche bezahlt zu haben. Der Organisation der Arbeiterschaft stehe er positiv gegenüber. Die Leitung der Firma aber überlasse er nicht Agitatoren, die der Belegschaft Unmögliches versprächen und nur die Interessen der SP bzw. ihre eigenen verträten. Anschliessend versuchte Heine die Lösung des Konflikts zu beschleunigen, indem er verlauten liess, seiner angegriffenen Nerven wegen ein ausländisches Bad aufsuchen zu müssen. (Er war seit 1898 fast alljährlich ins böhmische Karlsbad gefahren.)
In zwei weiteren Einigungskonferenzen wurde in der Lohnfrage ein Kompromiss erzielt. Mit Ausnahme von vier besonders militanten Mitgliedern der Fabrikkommission sollten alle Ausgesperrten wieder eingestellt werden, ebenso die in Arbon verbliebenen übrigen Beschäftigten. Im demokratischen Thurgauer Tagblatt (Weinfelden) hiess es, Sieger und Besiegte habe es nicht gegeben. Immerhin werde Heine, den der Konflikt über eine Million gekostet haben solle, gelernt haben, dass die Schweiz „für amerikanische Geschäftsmethoden noch nicht reif ist“. Laut NZZ verursachte die Aussperrung einen Lohnausfall von einer halben Million Franken, während die Gewerkschaft die Ausgesperrten nur mit 90.000 Fr. habe unterstützen können.
Für die Arbeiterschaft endete der Konflikt ohne sichtbaren Erfolg. Die Wochenlöhne blieben weitgehend unverändert, wobei die Unterschiede zwischen den Geschlechtern etwas weniger extrem waren als in St. Gallen: Sticker 27.60–50.40 Fr. (St. Gallen: ca. 41.50–62.20 Fr.), Nachseherinnen 15.60–18.60 Fr. (St. Gallen: ca. 11.80–17.70 Fr.), Schifflifüllerinnen 10.80–15.60 Fr. (St. Gallen: ca. 11.80 Fr.).
An den Börsen wurde der Betrieb „mit seinen musterhaften Anlagen und seinen vortrefflichen maschinellen Einrichtungen“ für fähiger gehalten als die Konkurrenz, von der erwarteten Erholung des Stickereimarkts zu profitieren. Durch den Arbeitskampf hatte er jedoch qualifiziertes Personal an die Feldmühle verloren. Auch boykottierte ihn der STAV nach einem kurzen Unterbruch vier weitere Jahre, weil mehr Ausgesperrte als vereinbart von einer erneuten Einstellung ausgeschlossen und Gewerkschaftsmitglieder schikaniert wurden. Dazu schrieb Marti, „daß an den Mißständen und Maßregelungen weit mehr die oberen Angestellten schuld sind als Herr Heine selbst“.

## Sündenbock für Absatzkrise

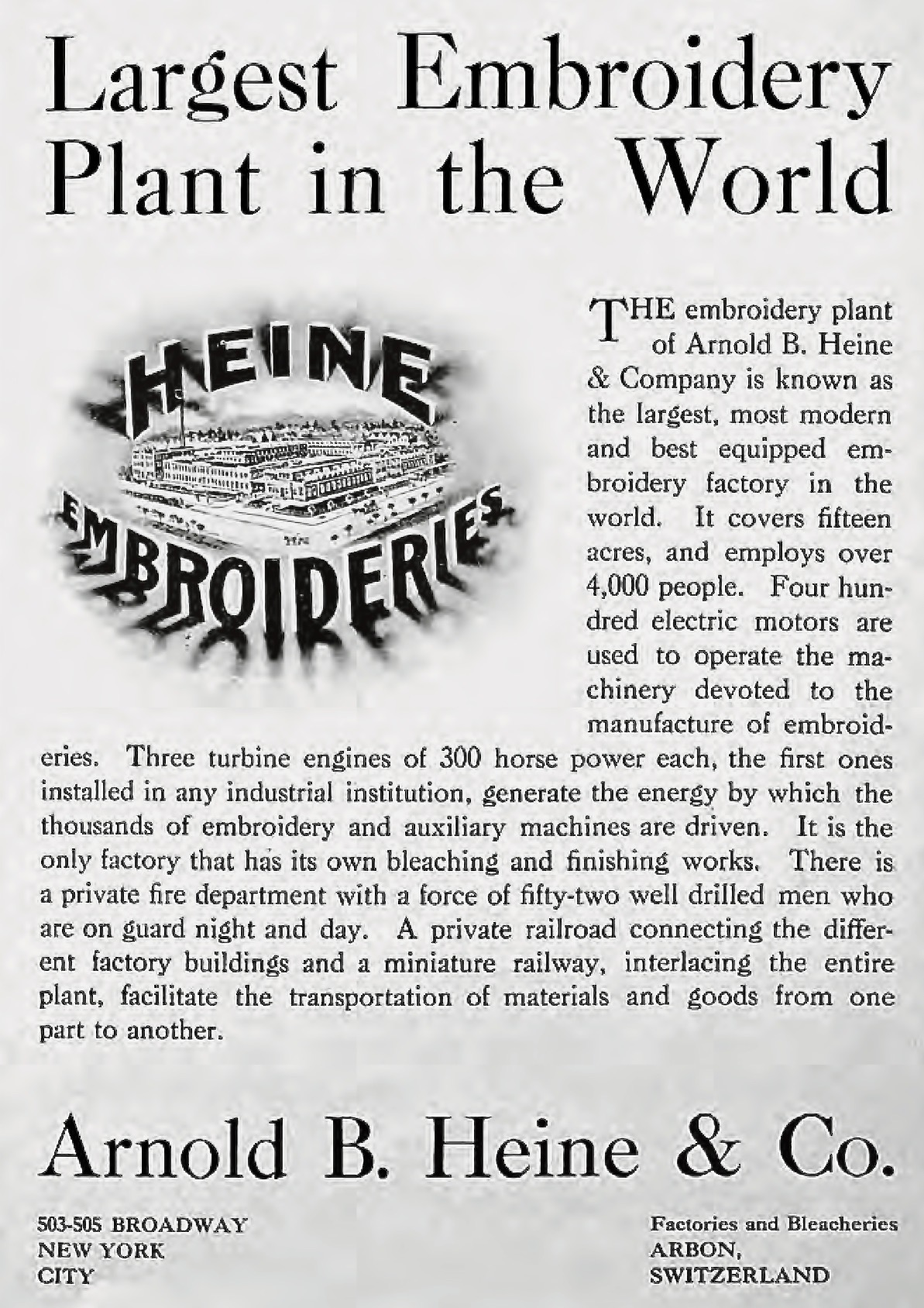
The Lace and Embroidery Review (New York), 1909.

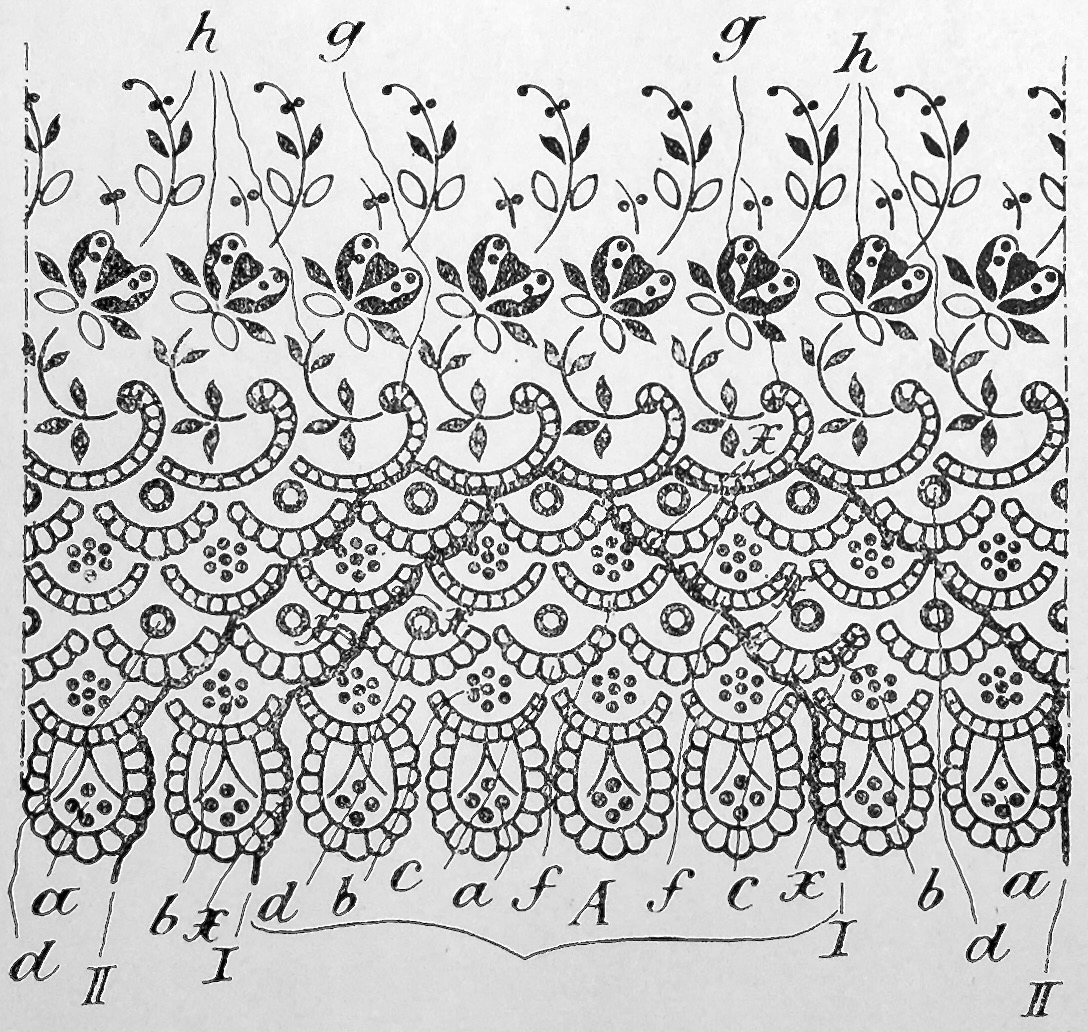
Illustration aus Patentschrift der AG Arnold B. Heine & Co., 1909.

1908 wurde der Verwaltungsrat um den designierten Nationalratspräsidenten Adolf Germann aus Frauenfeld (1857–1924) verstärkt. Der freisinnige Politiker stand der Thurgauischen Hypothekenbank vor, die bald darauf wie die Firma Heine in finanzielle Schieflage geraten sollte.
US-Präsident William Howard Taft (1909–1913) versprach in seiner Wahlkampagne tiefere Einfuhrzölle. Eine von Heine gegründete Vereinigung von Kaufleuten, die 85 % der Importe von Spitzen und Stickereien tätigten, verlangte darauf vor dem Committee on Ways and Means des Repräsentantenhauses eine Senkung des Tarifs von 60 auf 50 %. Selbst der Textil-Arbeiter zollte Heine dafür Anerkennung. Die amerikanischen Fabrikanten aber, die erst 20 % Marktanteil hatten, forderten im Gegenteil eine Erhöhung des Tarifs. Zusammen mit einer Senkung des Einfuhrzolls auf Stickmaschinen hätte dies die Existenz der für Amerika produzierenden Schweizer Fabriken gefährdet. Der Payne-Aldrich Tariff Act von 1909 beliess es schliesslich beim Status quo.
Nach Heines eigenen Angaben hatte ihn der Fensterstreik gezwungen vorzusorgen, so dass die Lager in New York erneut voll waren. 1909 liess er 1500 Beschäftigte unterschreiben, die Sperre gegen die Firma sei ohne ihr Wissen und ihren Willen erneuert worden. Die Gewerkschaft verhinderte Zuzug aus Mailand, Böhmen und Württemberg, so dass keine Ausländerinnen mehr rekrutiert werden konnten. Gemäss dem Textil-Arbeiter standen im erwähnten Jahr wegen der Sperre hundert von Heines Stickmaschinen still.
Nach dem ungünstigen Verlauf des Geschäftsjahrs 1908/09 war Heine gegen die Ausschüttung einer Dividende, ermöglichte aber schliesslich die Zahlung von 5 %, indem er der Firma Patente abkaufte. Damit hatte er seit Gründung der AG insgesamt über 700.000 Fr. in diese eingeschossen – zusätzlich zu den 4,5 Mio. Fr., für die er Aktien erwarb. Dies hatten der Verwaltungsrat und die Kontrollstelle – die SBV-eigene Schweizerische Treuhandgesellschaft (STG) – den Aktionären verschwiegen. Derweil wiederholte die linke Presse unentwegt, dass die Firma höher besteuert werden müsse.
Arnold B. Heine & Co. nannten sich „the largest, most modern and best equipped embroidery factory in the world“ und verwiesen auf ihre mehr als 4000 Beschäftigten. Weiter heisst es in einer Anzeige in der Lace and Embroidery Review (New York), drei Turbogruppen von je 300 PS – angeblich „the first ones installed in any industrial institution“ – würden den Strom für 400 Elektromotoren liefern und damit Tausende von Maschinen antreiben. Als einzige Fabrik bleiche und appretiere man selber. Eine 52 Mann starke Werkfeuerwehr halte Tag und Nacht Wache. Normal- und schmalspurige Werksbahnen würden den Gütertransport erleichtern. Erwähnenswert ist, dass die betriebseigene Lokomotive mit Dampf aus dem Kraftwerk (also rauchfrei) betrieben wurde und die 120 installierten Telefone wegen des Ratterns der Maschinen nicht klingelten, sondern Anrufe durch Blinkleuchten anzeigten.

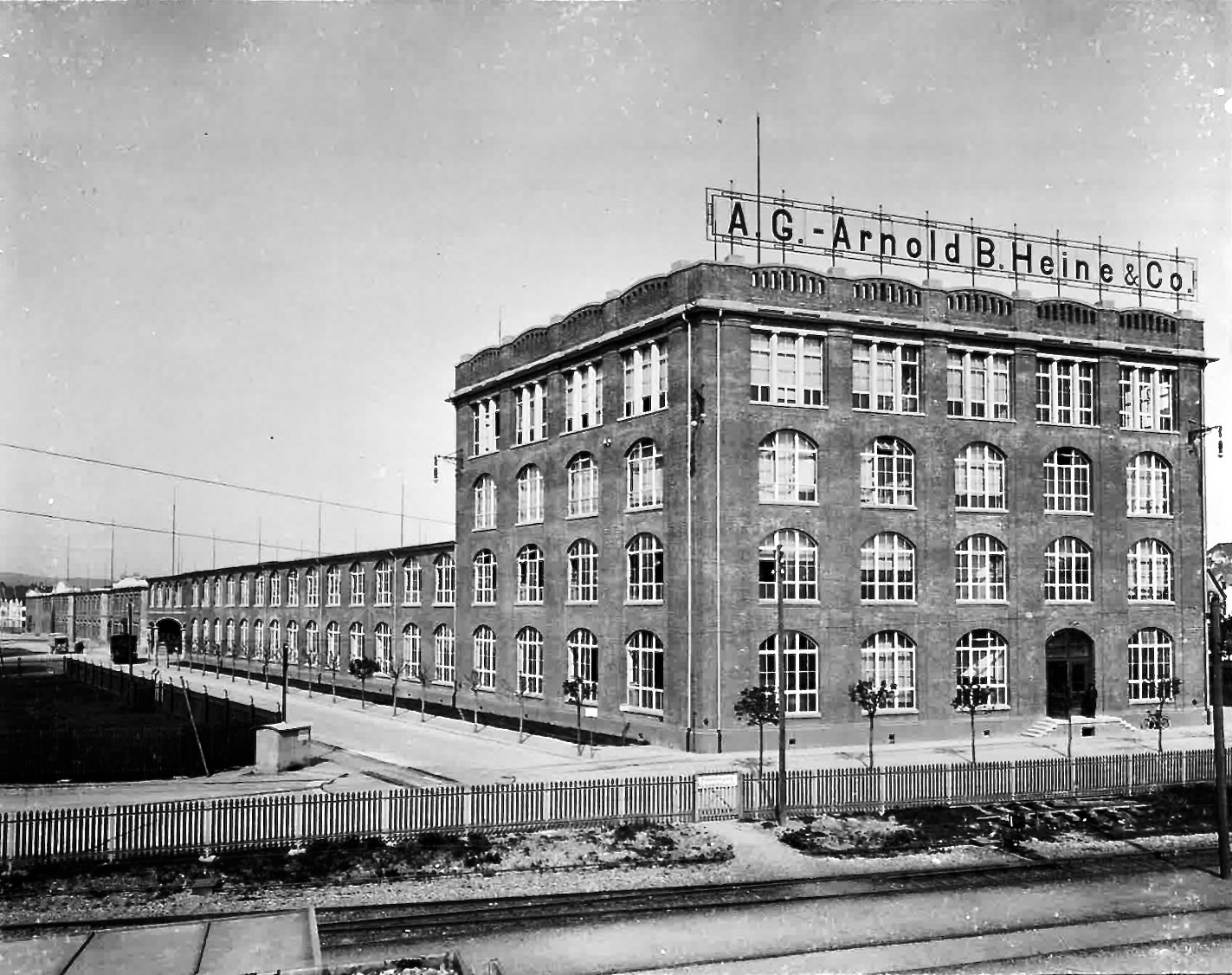
Verwaltungstrakt, Heinestrasse.
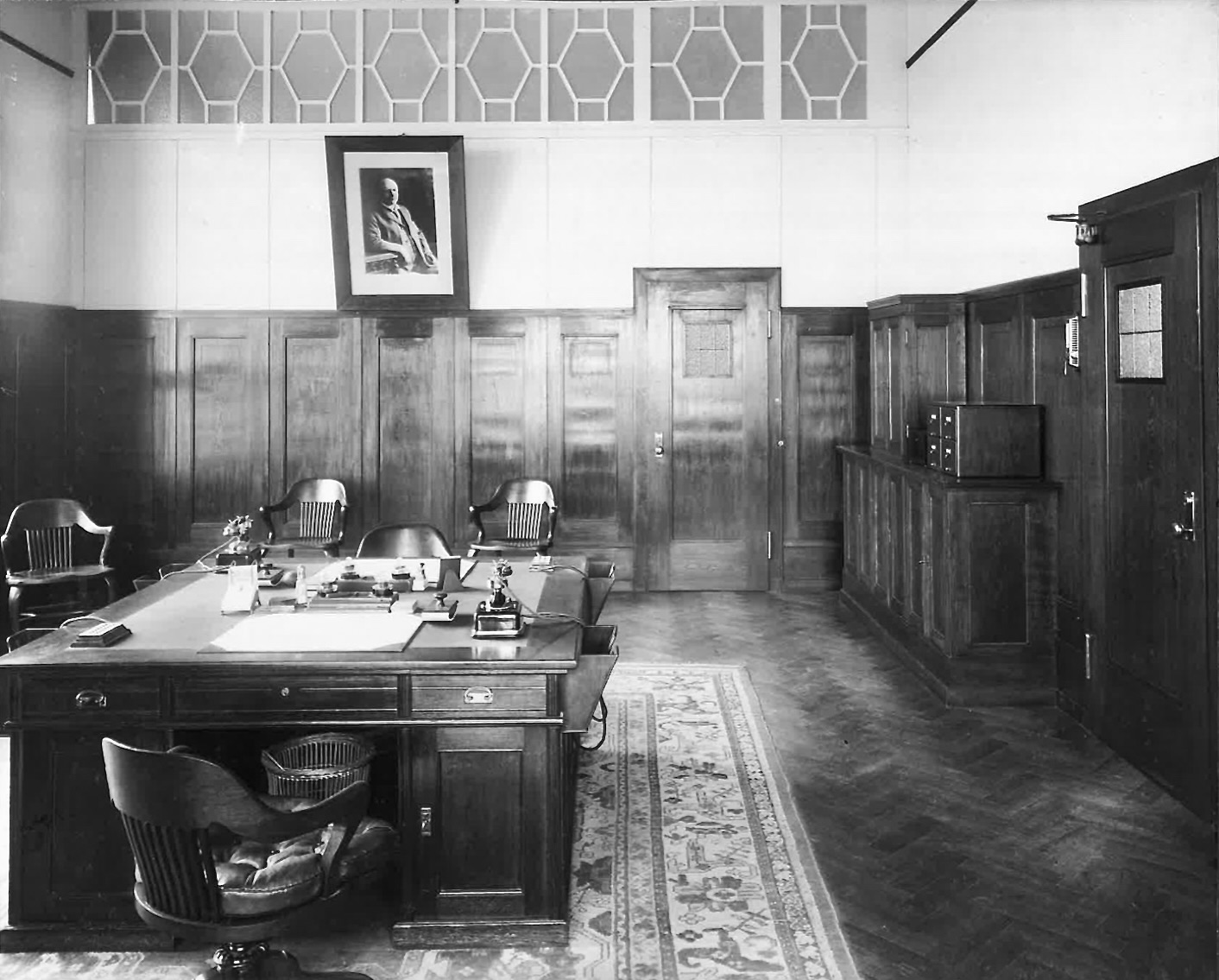
Direktionsbüro mit Heine-Porträt.
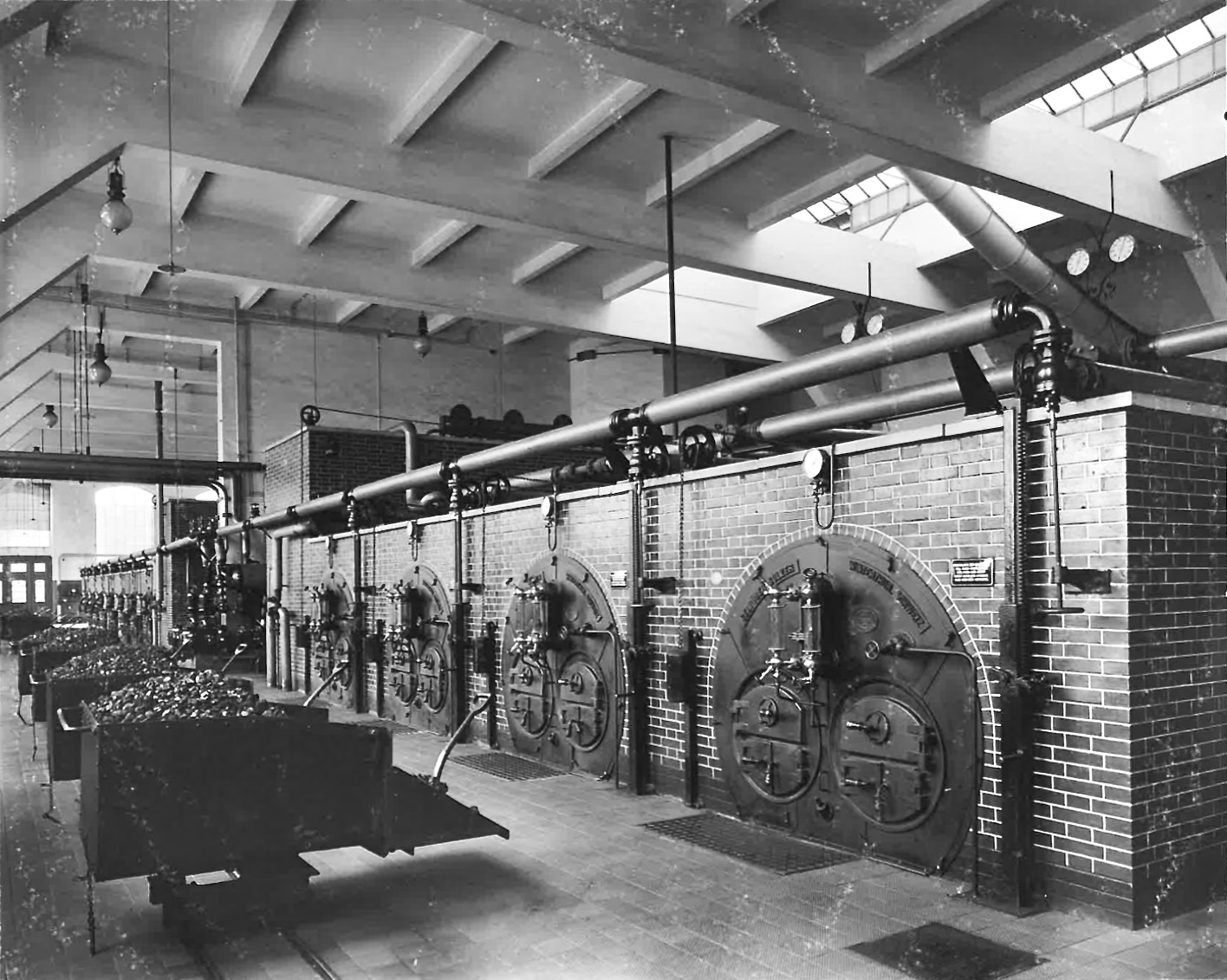
Kesselraum der Kraftzentrale.
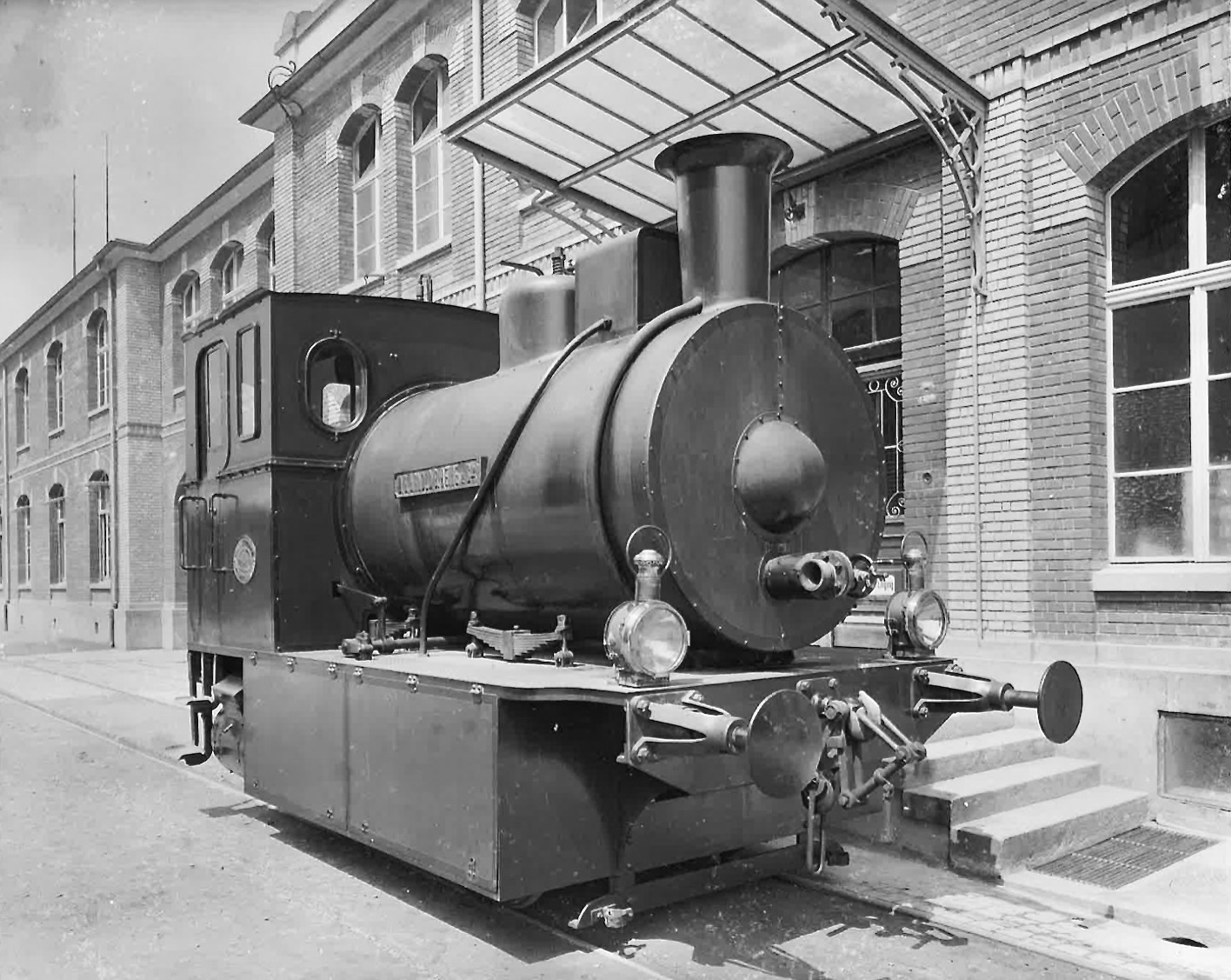
Feuerlose Dampflokomotive.
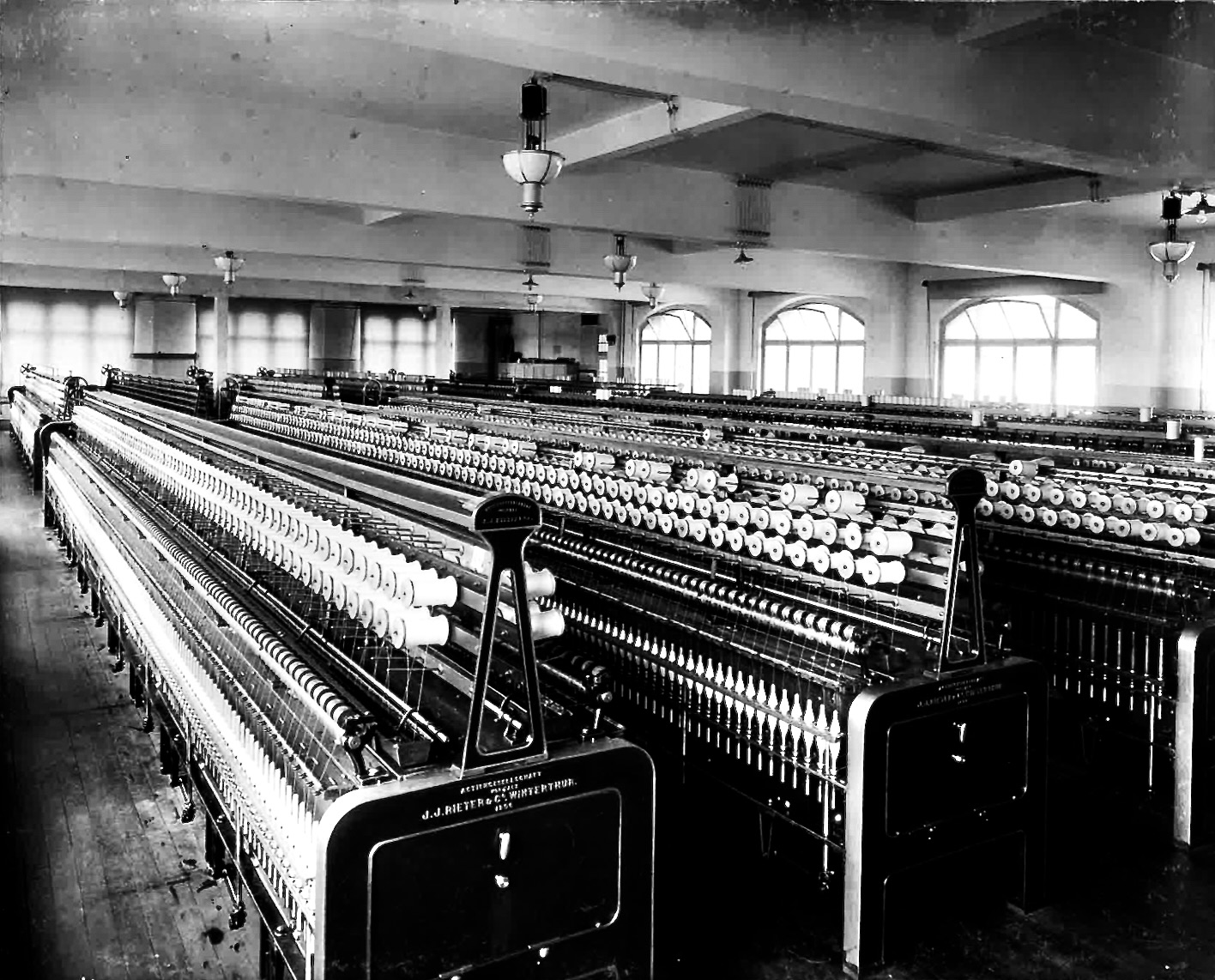
Zwirnen des Stickgarns.
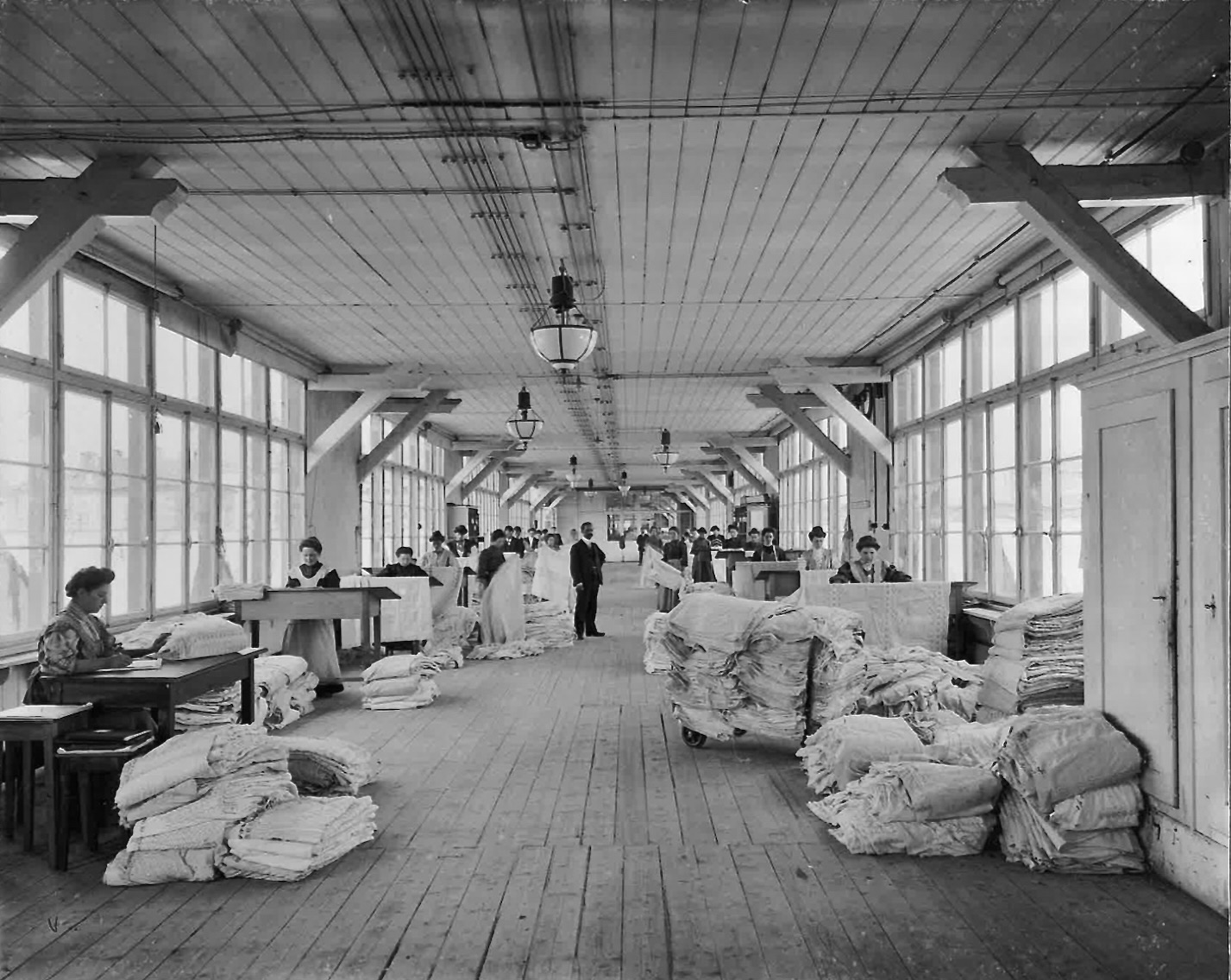
Kontrolle der Rohware.
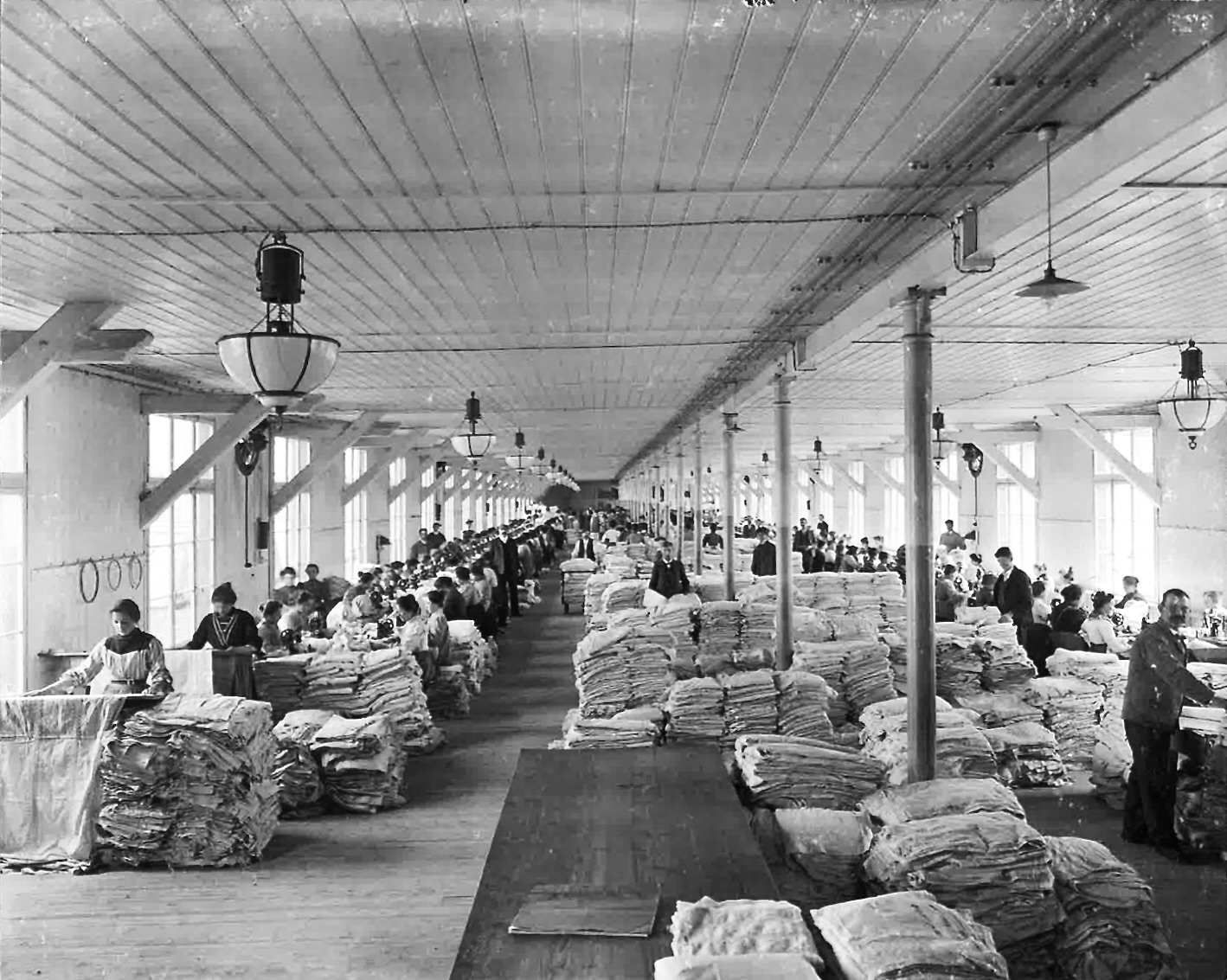
Vorbereitung zum Bleichen.
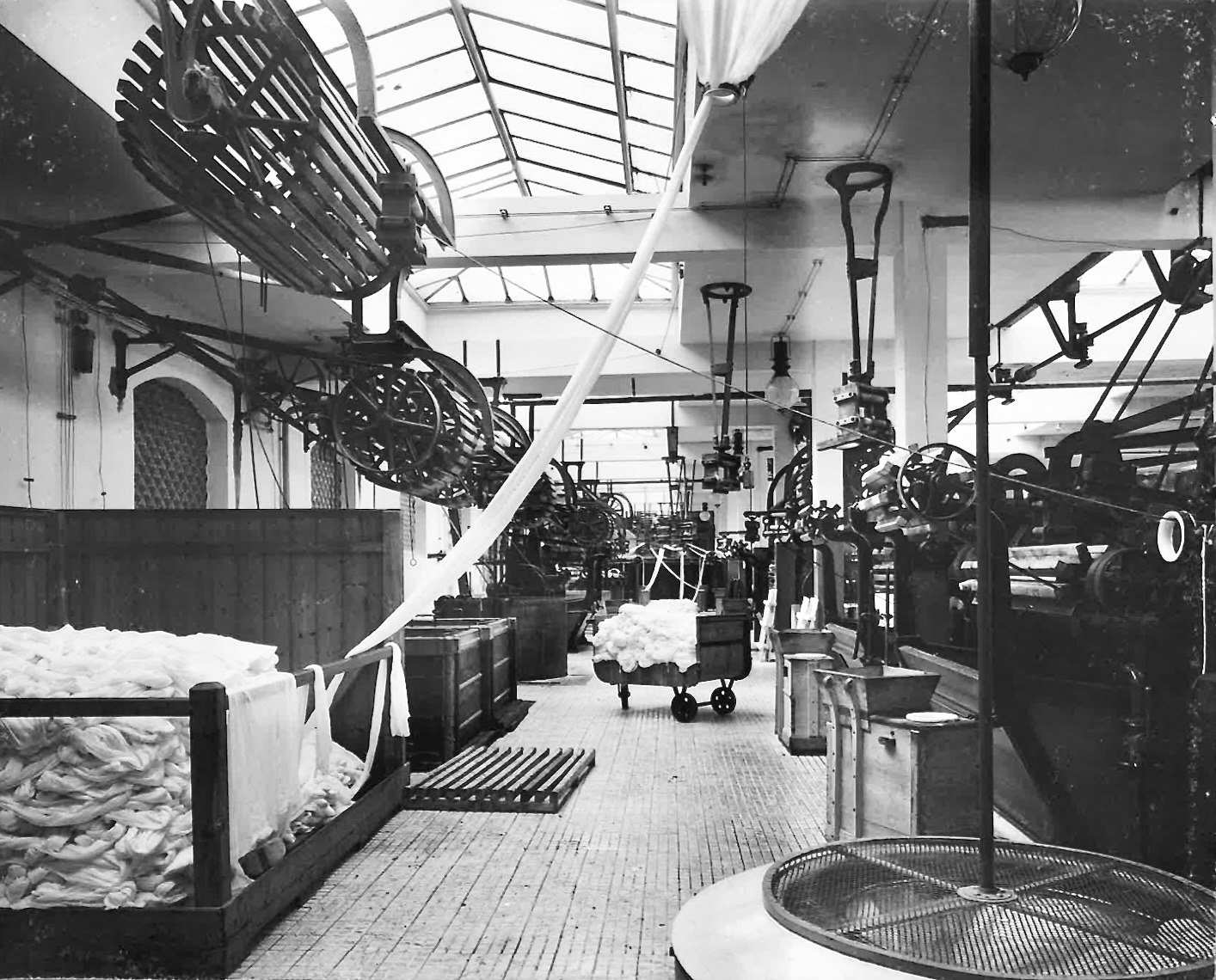
Kontinuierliches Bleichen.
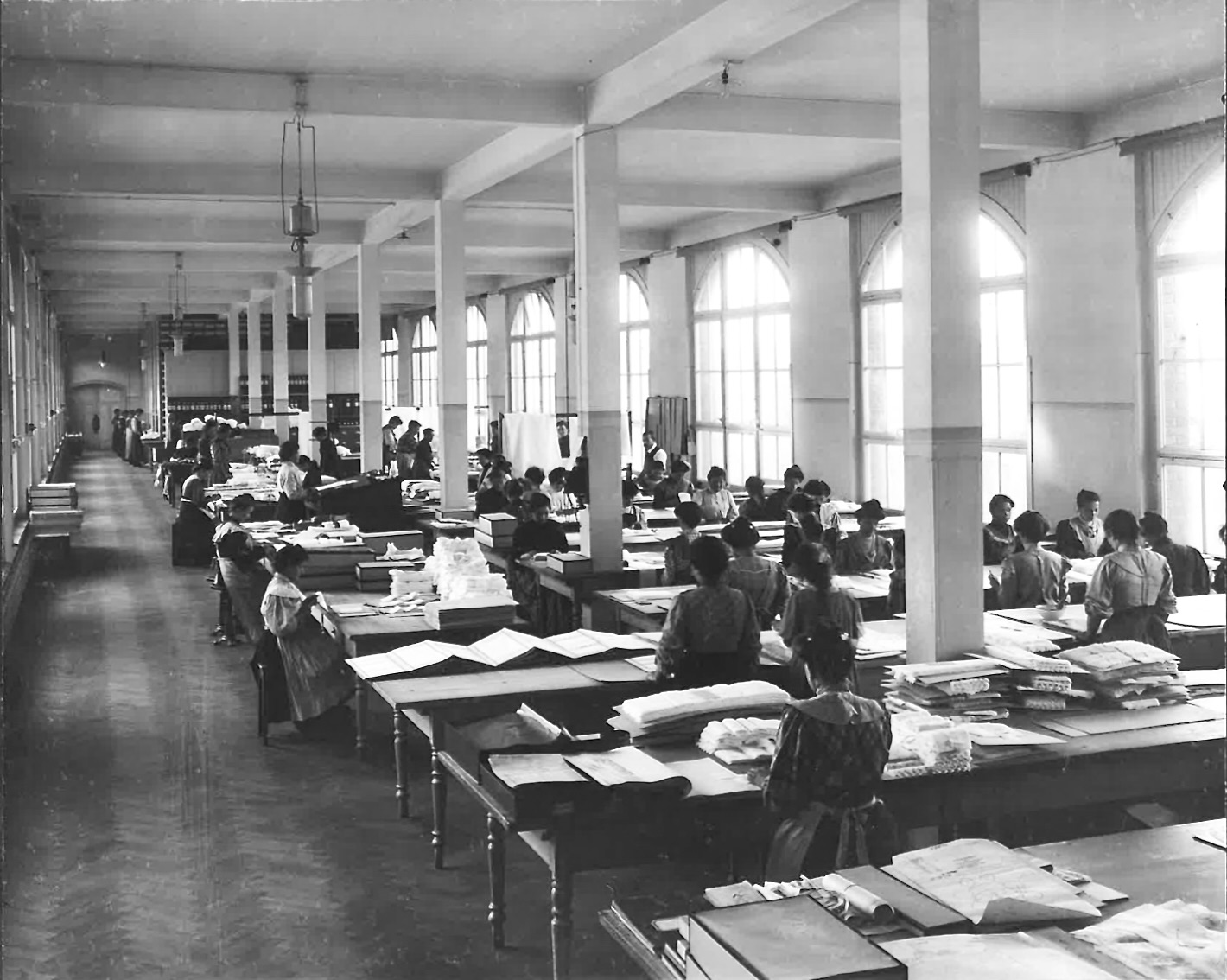
Musterabteilung.
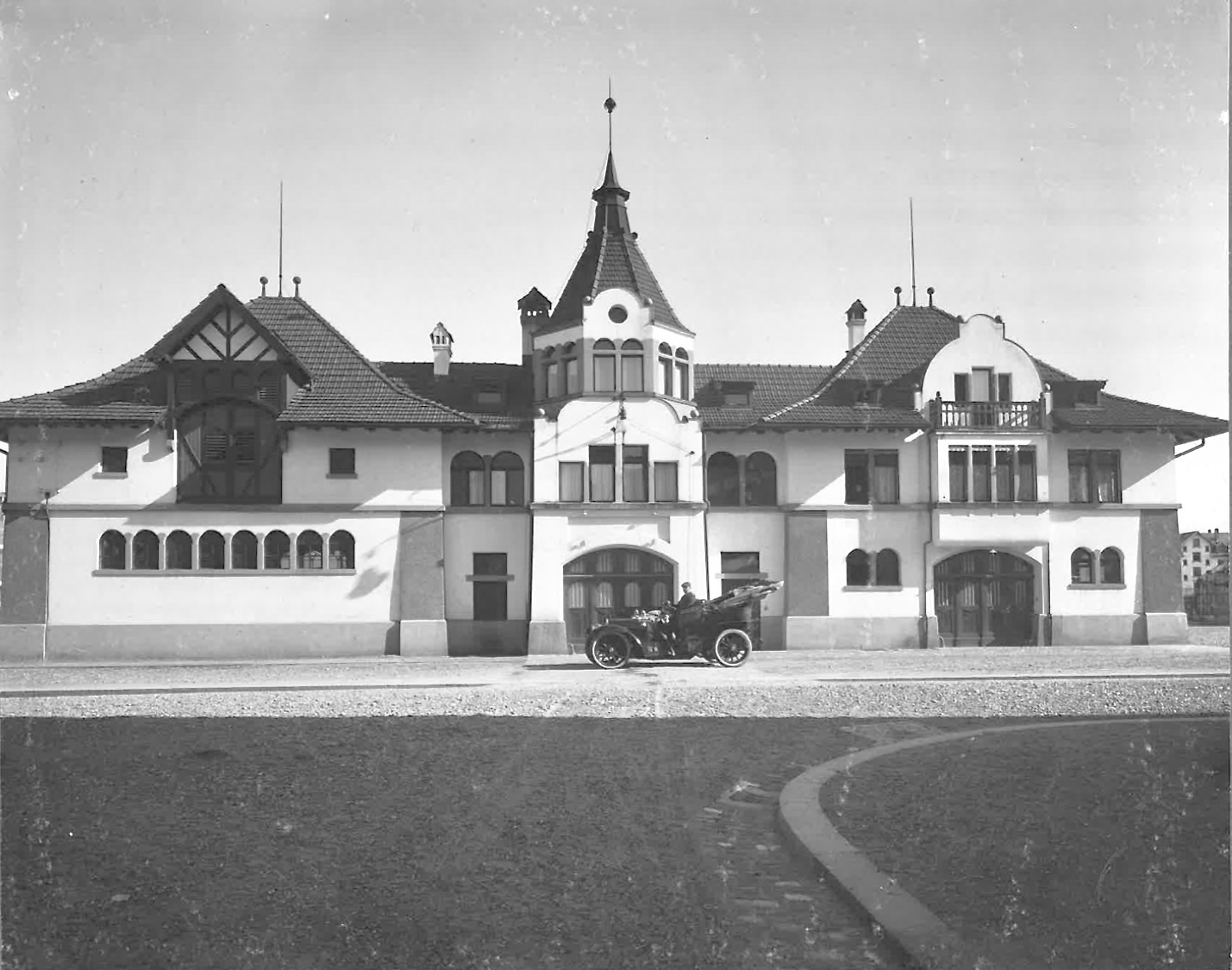
Schlossartiges Stallgebäude.
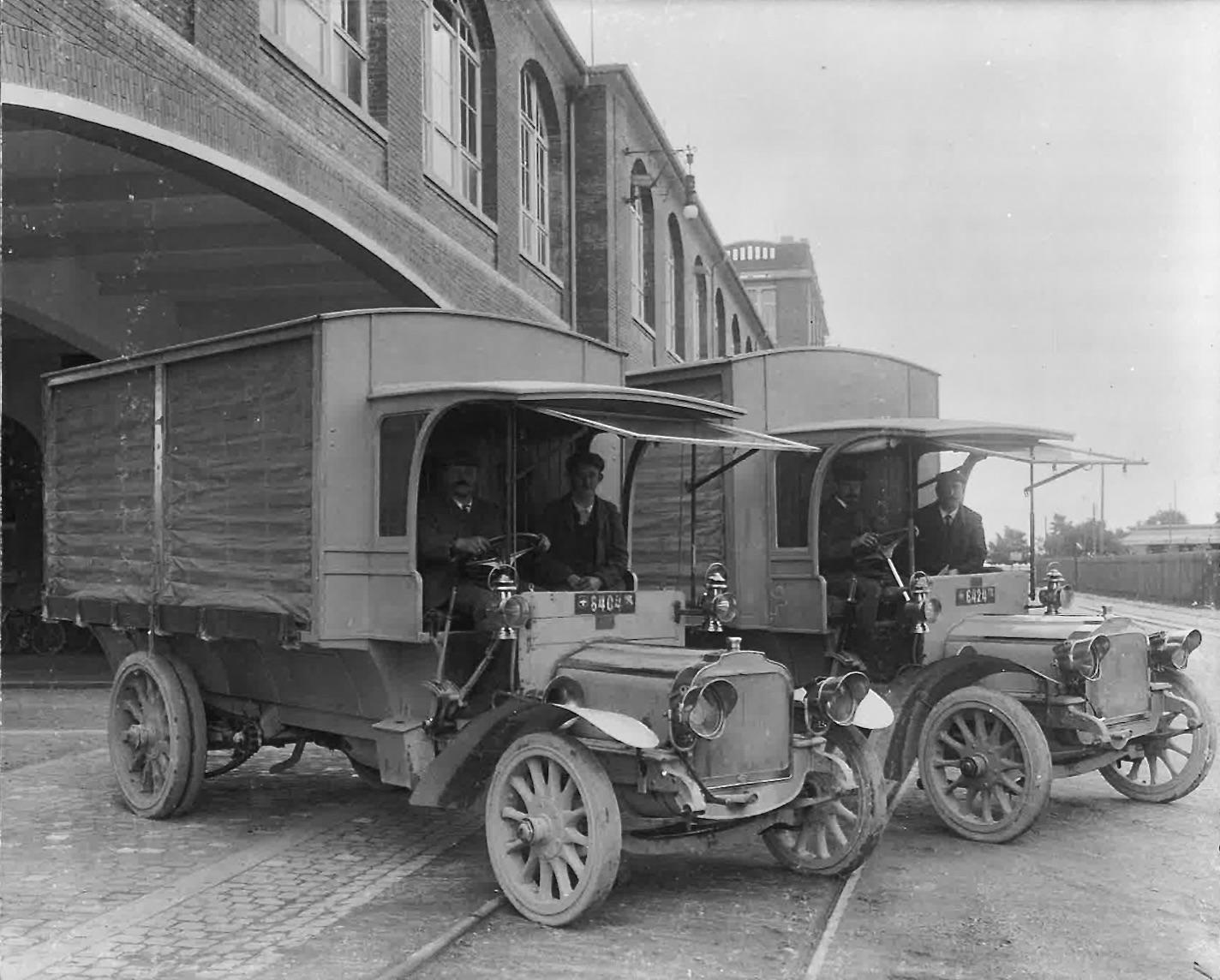
Firmenlastwagen vor Passerelle.
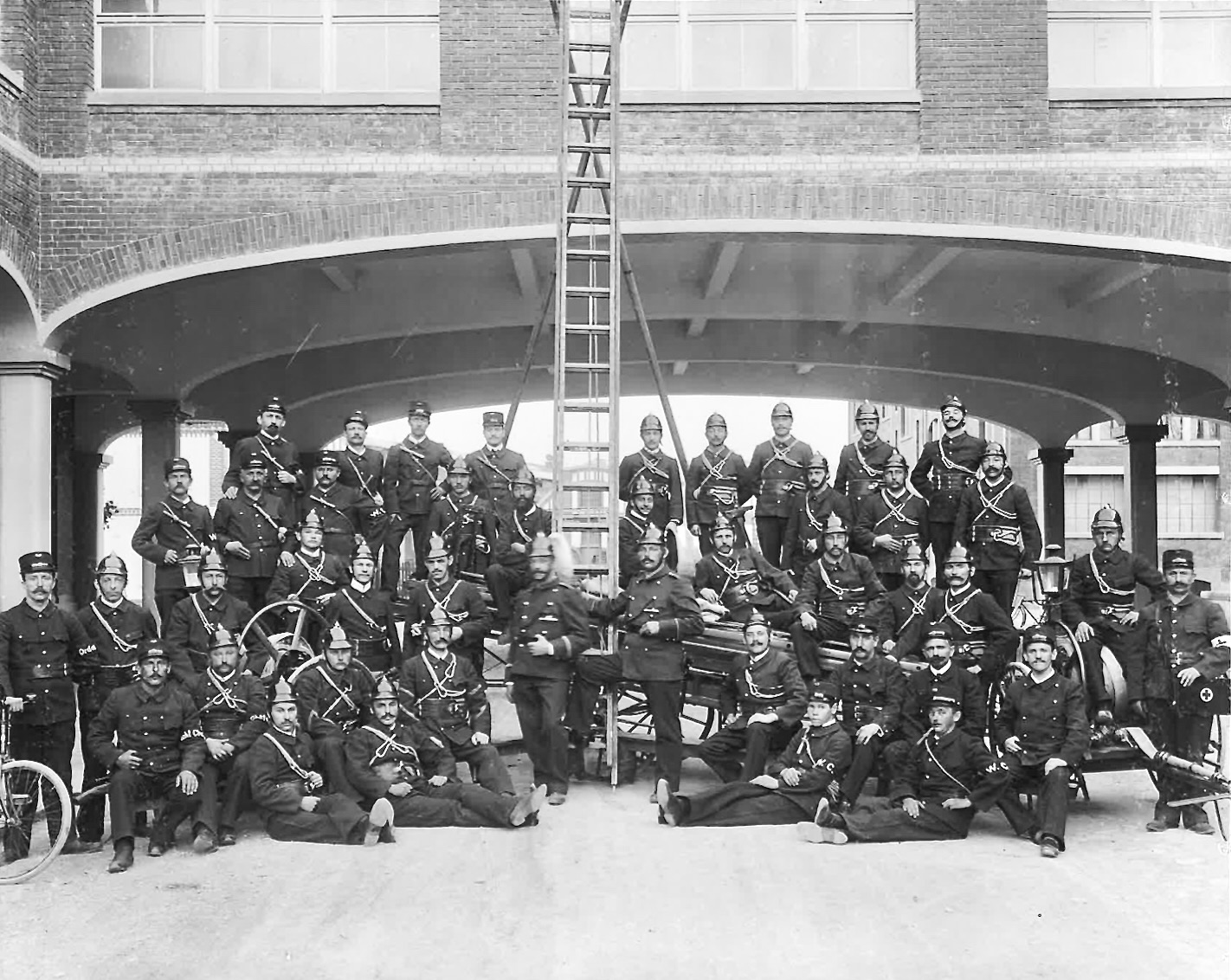
Werkfeuerwehr.

1910 sank der Absatz von Stickerei in den USA wegen schlechter Witterung. Mit Albert Schmidheiny/Schmidheini-Hafner aus St. Gallen (1854–1919) bekam der Verwaltungsrat ein siebentes Mitglied. Über diesen wenig bekannten Stickereifachmann schrieb ein Branchenkenner, er habe in anderen Zeiten andere Ware hergestellt als Heine und nur zum kleinsten Teil für Amerika, weshalb er Gefahr laufe, „stets von der bedeutenden Persönlichkeit seines Generaldirektors überragt und in den Schatten gestellt zu werden“. Auch deutete der Kommentator an, dass es bereits Heines sachkundigem Stellvertreter Guggenheim so ergangen war.
Als Erstes wurde Schmidheiny zusammen mit Glinz auf Inspektionsreise nach New York geschickt. Er diagnostizierte einen hohen Abschreibungsbedarf; andererseits lobte er: „(…) der Zustand der Waren war vorzüglich, die Ordnung auf dem Lager musterhaft.“ Anschliessend trat Heine das Verwaltungsratspräsidium an Schmidheiny ab, der aber nur zwei Jahre in dieser Stellung blieb. Heine hatte nach seinen Angaben „während dreier Jahre keinen Rappen bezogen, sondern umsonst gearbeitet“, auch keine Aktien verkauft und nicht an der Börse gespielt. Diese Aussage blieb unwidersprochen und passt schlecht zu Bäblers These, der luxuriöse Lebensstil des Firmenchefs sei dem Verwaltungsrat ein Dorn im Auge gewesen.
Im Geschäftsjahr 1909/10 resultierte erstmals ein Verlust (1,95 Mio. Fr., wovon 225.000 Fr. Rückstellungen für Bücherrevision und juristische Beratung). Der Nominalwert der Stammaktien (Inhaberaktien) wurde von 500 auf 350 Fr. herabgesetzt und das Unternehmen durch Ausgabe von 4500 Prioritätsaktien (Vorzugsaktien) zu 500 Fr. mit einer garantierten Dividende von 6 % rekapitalisiert. „Von diesem Moment an,“ schrieb Heine später, „schien der Verwaltungsrat seine Hauptaufgabe darin zu erblicken, der Direktion – nicht zum Vorteil des Geschäftes – offen und geheim entgegenzuarbeiten.“
Der abwesende Generaldirektor wurde samt seinen Söhnen auf Mitte 1911 entlassen. Die Ausrüsterei verpachtete man hinter seinem Rücken an die neu gegründete AG Seeriet. Darauf anerboten sich Heine und sein Sohn Arthur, den New Yorker Teil der Firma zu kaufen, und schlossen mit dem einstimmigen Verwaltungsrat einen entsprechenden Vertrag. Heine meldete sich in Arbon ab und fuhr nach New York. Dort nahmen Schmidheiny und Glinz eine neuerliche Inspektion vor, zeigten aber dabei gemäss Heine der herrschenden Hitze wegen wenig Eifer. Mit der Umsetzung des Vertrags wurde noch vor dessen Genehmigung durch die Aktionäre begonnen. In Arbon fand derweil eine internationale Sozialistenkundgebung mit Karl Liebknecht statt, an der 10.000 Personen teilgenommen haben sollen.

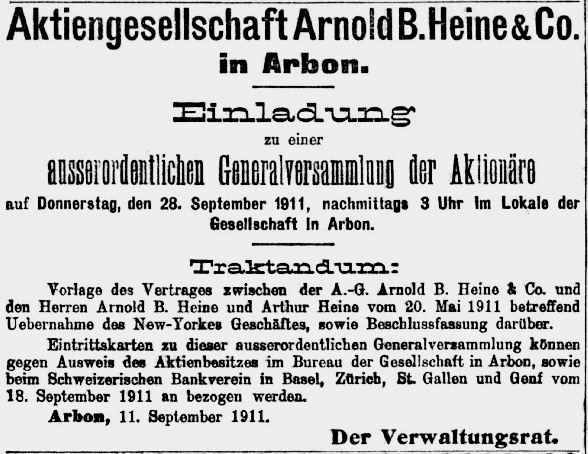
Ausserordentliche Generalversammlung, 1911.

Während Heine zur ausserordentlichen Generalversammlung reiste, die den Vertrag am 28. September absegnen sollte, trafen das neue „erste Mitglied der Direktion“, der wenig bekannte amerikanische Stickereifachmann Arnold Roos-Cohen, und STG-Direktor Max Staehelin/Stähelin am 16. bzw. 20. September in New York ein – offensichtlich, um in Abwesenheit Heines eine weitere Inspektion durchzuführen, die aber bis zur Generalversammlung kaum gesicherte Erkenntnisse zeitigen konnte.
An der Versammlung verlas Nationalrat Germann einen Bericht, in dem der Verwaltungsrat die Entlassung Heines unter anderem damit begründete, dass ihm dieser unzutreffende Auskünfte erteilt habe und dass die Unkosten in New York gleich hoch geblieben seien wie im Vorjahr. Nach Vereinbarung der Firmenteilung habe der Verwaltungsrat bzw. dessen nach Amerika entsandte Delegation feststellen müssen, dass die Heines „nicht streng rechtlich gesinnt“ seien und sich „aller erlaubten und unerlaubten Mittel bedienten, um ihre Interessen zu fördern und diejenigen der Gesellschaft zu schädigen“. So hätten sie während der Verhandlungen unverzollte Kisten auf Rechnung der AG verzollt und dieser für 10.000 Fr. ein Werk des Malers der Gotthardpost, Rudolf Koller, überschrieben, das im Direktionsbüro in New York hing.

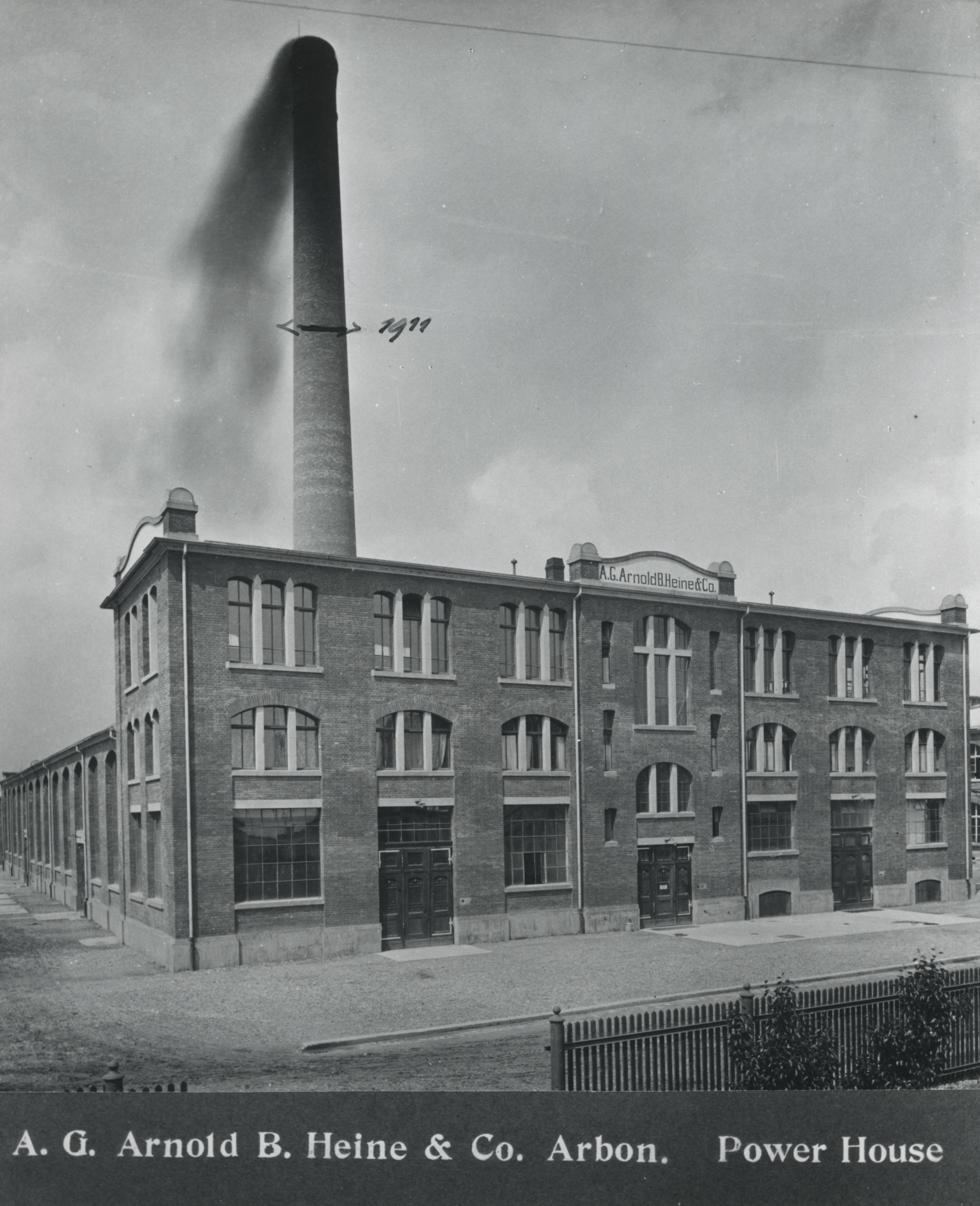
Am 16. November 1911 beschädigte ein Erdbeben den 70 m hohen Fabrikschornstein, dessen oberer Teil neu errichtet werden musste.

Die Angeschuldigten, welche zuvor „keinerlei Kenntnis von der umfangreichen Anklage und deren unerhört scharfen Form“ gehabt hatten, fanden „kein Wort der Verteidigung oder auch nur der Entrüstung“. Selbst der „sonst so temperamentvolle“ Seniorchef, welcher erst in der Nacht zuvor in Arbon eingetroffen war, blieb stumm. Unter dem Eindruck des Berichts wurde der Vertrag – auf Antrag desselben Verwaltungsrats, der ihn geschlossen hatte – zurückgewiesen. Den Heines blieb nichts anderes übrig, als durch Advokat Stoffel gegen die erhobenen Vorwürfe zu protestieren. Drei Tage später schiffte Heine sich nach New York ein.
In der NZZ kommentierte ein Einsender, die Ablehnung des Vertrags habe wohl bezweckt, „ein vollgerüttelt Maß von Verantwortlichkeit vieler auf ein einziges, wenn auch nicht schuldloses Haupt abzuwälzen“. Der Verwaltungsrat erwirkte die vorübergehende Beschlagnahmung von 5650 Stammaktien, welche die Heines in Arbon deponiert hatten, sowie weiterer Vermögenswerte; Einzelne Aktionäre forderten gar die Verhaftung des Firmengründers. Mit einigen Tagen Verzögerung veröffentlichte die NZZ schliesslich dessen „Rechtfertigung gegenüber den unberechtigten Anschuldigungen, die mir vom Verwaltungsrat (…) unvermittelt und ohne vorgängige Aussprache zwecks Abwälzung der ihn treffenden Verantwortung, entgegengeschleudert wurden“.
Erst als der Gründer entmachtet war, hob der STAV 1912 den Boykott der Firma Heine auf. Im selben Jahr reisten Roos und kurz darauf Alfons Simonius-Blumer aus Basel (1855–1920), der seit 1906 Verwaltungsratspräsident des SBV war, in Begleitung Staehelins nach New York. Dabei erlebten Letztere den Untergang der Titanic mit, wurden aber von der Carpathia gerettet. Nun kam es erneut zu einer „gütlichen Verständigung“ mit den Heines: Ein Konsortium unter Führung des SBV kaufte zu einem Preis weit über dem Börsenkurs deren Anteil an der Firma, der aus insgesamt 6815 von 15.000 Stammaktien und 2000 von 4500 Prioritätsaktien bestand. Im Gegenzug erwarben die Heines für 2,75 Mio. Fr. in bar (1 $ = 5 Fr.) das New Yorker Geschäft und übernahmen noch für mindestens ein Jahr den Verkauf der Produkte aus Arbon. Ein Leser der NZZ zog folgendes Fazit:

„Was ist aus all den schweren Anschuldigungen gegenüber den Herren Heine, insbesondere gegenüber dem Generaldirektor geworden? Schon auf seine öffentliche Rechtfertigung konnte der Verwaltungsrat nur mit beredtem Schweigen antworten und heute ist allgemein bekannt, dass eine minutiöse Prüfung der Bücher keine für die frühere Geschäftsleitung belastenden Momente ergeben hat. Der angehobene Millionenprozess wird zurückgezogen, der Vermögensarrest ist aufgehoben, die angedrohten strafrechtlichen Maßnahmen wurden nicht einmal eingeleitet, der verworfene Vertrag ist im wesentlichen neu erstanden und die Herren Heine haben erreicht, was sie im letzten Jahre angestrebt (…)“

Übrigens mussten sich 1911 auch Heines Konkurrenten rekapitalisieren. Loeb und Schoenfeld hatten einen Teil der automatisierten Produktion, bei der die höheren Lohnkosten in den USA weniger ins Gewicht fielen, nach Camden, New Jersey, und Fishkill, New York, ausgelagert. Nun gingen ihre dortigen Firmen zusammen mit jenen in Rorschach und New York ins Eigentum der Holding Schweizerisch-Amerikanische Stickerei-Industrie-Gesellschaft (SASIG) über, an deren Aktienkapital von 50 Mio. Fr. die Schweizerische Kreditanstalt und die Bank Leu beteiligt waren. Ebenfalls 1911 überführte Jacob Rohner seine 1873 gegründete Firma in eine Aktiengesellschaft.

## Erfundene Verfolgung mit derTitanic
Auch in der Schweiz ist der Antisemitismus tief verwurzelt, wie etwa ein Blick auf das Werk Pestalozzis oder Gotthelfs zeigt. Gemäss dem Antisemitismus-Forscher Friedrich Külling leisteten Juden trotz ihrer späten rechtlichen Gleichstellung einen wichtigen Beitrag zur Modernisierung der Wirtschaft, waren damit aber auch am Absterben lieb gewordener Traditionen beteiligt. Heine habe zusammen mit den Gründern der Feldmühle die Stickerei rationalisiert, wodurch deren Erzeugnisse breiteren Kreisen, in Nordamerika sogar der Arbeiterschaft zugänglich geworden seien. Nur die Verbilligung der Produktion habe die weitere Zunahme des Exports ermöglicht. Külling fügte bei: „Die beiden Grossunternehmungen zeichneten sich auch auf sozialem Gebiete aus: ihre Werkhallen gestalteten sie fortschrittlich, Arbeiter und Angestellte bezahlten sie überdurchschnittlich.“ Diesem positiven Bild stand die eingewurzelte Meinung gegenüber, dass Juden „nur den mühelosen Erwerb suchen und zumeist durch Wucher oder zweifelhafte Geschäfte zu ihrem mit Ostentation zur Schau getragenen Reichtum gelangen“. Die katholisch-konservative Ostschweiz glaubte einen Juden zu ehren, indem sie schrieb: „Würden alle Israeliten handeln wie der heute Verstorbene, wir hätten keinen Antisemitismus.“ Und auch in der Schweiz gab es Sozialdemokraten wie August Bebel, die Antisemiten als nützliche Idioten betrachteten, die sich für den Kampf gegen den Kapitalismus instrumentalisieren liessen.

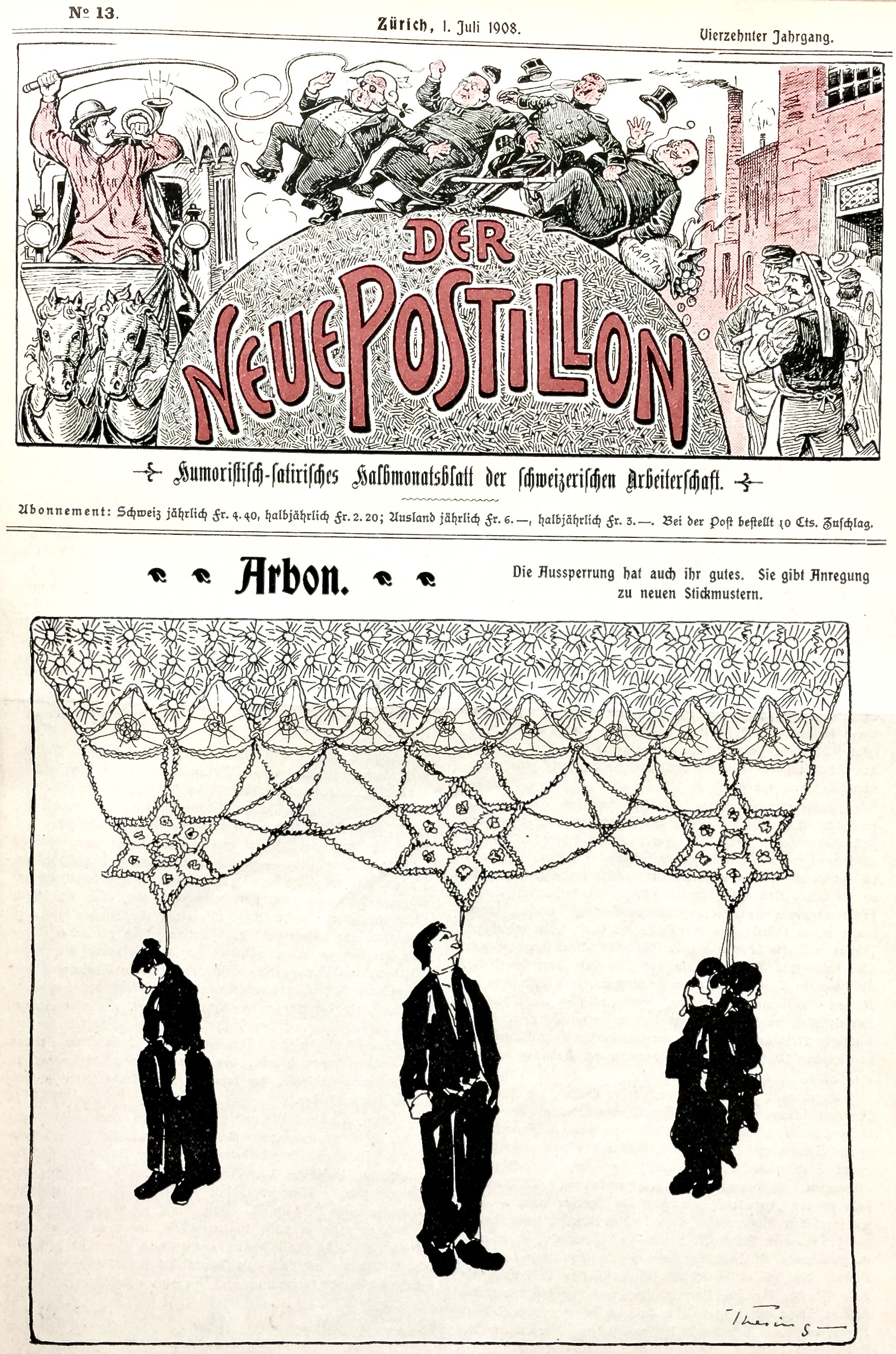
Antisemitisches Titelbild des Neuen Postillons, 1908.

Dass er wie ein Komet aufgetaucht war, prädestinierte den „Stickerkönig“ zum Buhmann der Gewerkschaften. Die von „Weberpfarrer“ Howard Eugster redigierte Ostschweizerische Industrie-Zeitung schrieb 1903 über ihn: „Fast hat es den Anschein, daß der Herr sich nicht wohl befinde, wenn er mit seinen Arbeitern nicht auf Kriegsfuß steht.“ In Anspielung auf das Verbot des Schweinefleischs in der Tora und das 1893 in die Bundesverfassung aufgenommene Schächtverbot fügte das Blatt hinzu: „Schade, daß er sich nicht an der Fleischverteuerung beteiligen kann (…)“ Die Arbeiter-Zeitung witzelte an Fasnacht über die „unchristliche Handlungsweise des Herrn Heine“. Der Neue Postillon veröffentlichte zum „Arboner Krieg“ ein offen antisemitisches Titelbild von Paul Thesing mit einer Arbeiterfamilie, die an einer Stickete mit Davidsternen hängt. Der Grütlianer schrieb, der „ökonomische Mastmensch“ Heine reise auf Geschäftskosten nach Paris, Nizza etc. und habe während der Aussperrung (von den jüdischen Speisegesetzen verbotene) Austern gegessen und Champagner getrunken.
Heines Gegenspieler Senn war in Arbon Logisgeber und Mentor Martis, der ihm 1918–1944 als Präsident des STAV nachfolgte. In seiner 1954 erschienenen Geschichte des Verbands führte Marti die Streiks bei Heine auf dessen „amerikanischen Großbeuterallüren“ zurück. Heines Söhne bezeichnete er als „nichtsnutzig“, Ben als „Bubi-Heine“. Marti signalisierte sogar Verständnis dafür, dass ein Sticker in einem Knittelvers Gott gebeten habe, den „alten Heine“ und seinen „Jungen“ im See „ers…“ zu lassen.
Mit besonderem Vergnügen bedienten Heines Gegner von Sexualneid inspirierte Vorurteile gegenüber Juden. So machte der Neue Postillon Ben Heine – „mit rötlichen Haaren unter seiner Sportkappe“ – zum „Paris Hai-Fischi“, der wie der mythologische Paris unter den schönsten Frauen auswählen kann. Marti nannte Heines weibliche Büroangestellte „seine (und seiner Söhne) besondere Lieblinge“, mit dem Hinweis, die Arboner hätten deren Unterkunft – die firmeneigene Töchterpension Flora – „Harem“ genannt. Oder noch eindeutiger: „Er soll dort häufig Gast gewesen sein, und sein Junger zeigte bald die gleichen Anlagen. Man munkelte gar, daß zwei von Papa Heine in Villen am Bodensee und in der Westschweiz ausgehaltene Damen gemeinsames Eigentum von Vater und Sohn gewesen seien.“ In Anlehnung daran schrieb Gisèle Habersaat-Ory über Ben: „Il est particulièrement détesté autant pour sa dureté que pour sa morale défaillante.“

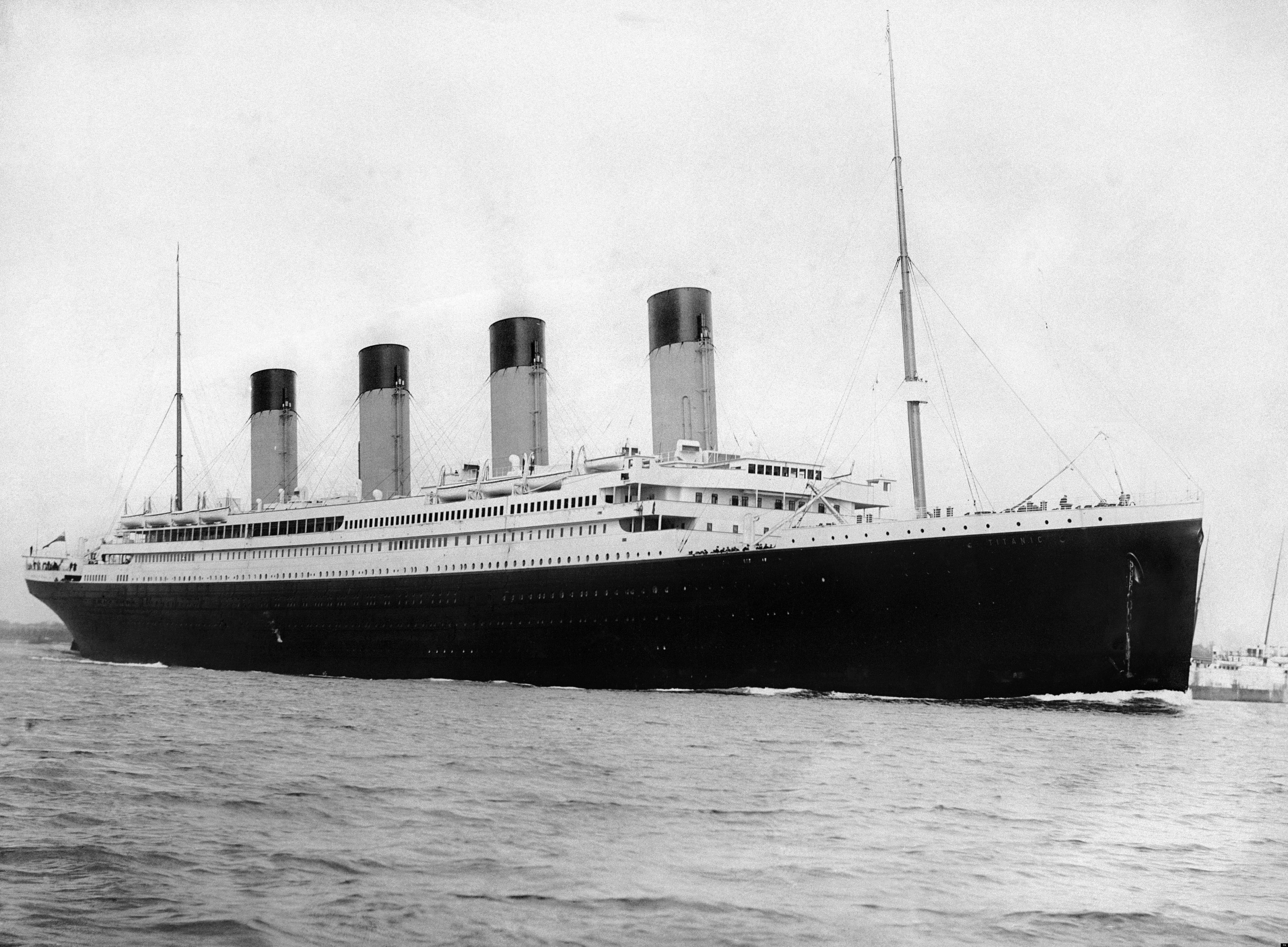
Bei der Verfolgung Heines mit der Titanic handelt es sich um eine weiterkolportierte Räuberpistole.

Grosse Resonanz findet bis heute die Legende, wonach Heine zwecks Unterschlagung von Vermögenswerten 1912 mit der Carpathia nach New York geflüchtet sei, wo er sich in Wirklichkeit schon seit dem Vorjahr aufhielt. Simonius und Staehelin – die ihm als Bittsteller nachreisten – sollen ihn dabei mit der Titanic verfolgt und ausgerechnet wegen deren Untergang eingeholt haben. Diese weiterkolportierte Räuberpistole wurde vom früheren Präsidenten der Schweizerischen Zentrale für Handelsförderung, Fritz Hummler, in die Welt gesetzt und von der gesamten Literatur für bare Münze genommen. Selbst dem Biografen des Judenretters Paul Grüninger, Stefan Keller, entging ihre antisemitische Tendenz. Titanic-Forscher Bäbler erkannte als erster, dass es sich dabei um eine Erfindung handelte, stellte aber das zugrundeliegende einseitig negative Bild von Heine nicht in Frage. So findet der Leser auf dem Umschlag seiner neuesten Publikation das Stereotyp des jüdischen Kapitalisten: „Er (…) drückt die Löhne der Arbeiter. Er selbst lebt in Saus und Braus (…)“

## Bendix, nicht Baruch
Als zweiten Vornamen trug Heine jenen seines Vaters. Dieser hiess Baruch oder latinisiert Benedikt – in der norddeutschen Kurzform Bendix –, was beides „der Gesegnete“ bedeutet. Pfarrer Eugster bezeichnete Heine deshalb als „Dividenden-Gesegneten“ (obwohl ihm das Ausschütten von Dividenden mehr Kosten verursachte als Segen brachte). Er selber schrieb sich nur Arnold B. Heine. Als das B. auf dem Passantrag für seine letzte Europareise ausgeschrieben werden musste, entschied er sich für Bendix. Auf dem Totenschein und im Sterbebuch steht Benedikt.
Baruch findet sich in dem kleinen Teil der Schweizer Presse, der bereits digitalisiert ist, von 1906 bis 1912 24-mal, 14-mal davon im Grütlianer. Dort erscheint Heine auch als „amerikanischer Jude“, seine Firma als „amerikanische Juden-Aktiengesellschaft“. 1903 hatte das Blatt über David Klauber, den jüdischen Besitzer einer Stickereifabrik in Weinfelden, und deren katholischen Direktor Joseph Schmucki geschrieben:

„Noch heute reichen sich oft genug Herodes und Pilatus, Juden und Römlinge die Hand, um den Heiland, um das verwundete und zerschlagene Arbeitervolk zu strangulieren.“

Von der christlichsozialen Neuen Zürcher Nachrichten wurde Heine Baruch genannt, nachdem ihn der Anwalt der Ostschweizerischen Ausrüstergenossenschaft vor Bezirksgericht St. Gallen als lohndrückenden Juden bezeichnet hatte. Dass die hebräische Namensform verwendet wurde, „um seine jüdische Abstammung zu unterstreichen“, verdeutlicht ein Artikel der sozialdemokratischen Arbeiter-Zeitung durch dreimalige Wiederholung von Baruch. Obwohl dieser „jüdische“ Vorname Heine aufgezwungen wurde wie den Deutschen jüdischer Herkunft, aber ohne „jüdische“ Vornamen zur Zeit des Dritten Reiches Israel bzw. Sara, hält die Literatur bis heute unreflektiert daran fest.

## Damnatio memoriae
Von der Gewerkschaft dämonisiert, von den Profiteuren seines anfänglichen Erfolgs fallengelassen, verfiel Heine der Damnatio memoriae. Sein Name war „zum Reizwort geworden und sollte vergessen werden“. Nachdem die von ihm gegründete Firma im Geschäftsjahr 1910/11 einen noch höheren Verlust von 2,77 Mio. Fr. erlitten hatte, für den der Verwaltungsrat Heine verantwortlich machte, wurde sie an der bis Mitte 1912 hinausgeschobenen Generalversammlung in AG Stickereiwerke Arbon umbenannt. Simonius übernahm das Präsidium des Verwaltungsrats, Schmidheiny wurde anstelle Guggenheims Vizepräsident. Roos erklärte Ende 1912, er sei letztes Jahr durch einen großen Teil der Welt gereist, unter anderem nach Konstantinopel, und in seiner Branche gebe es überall gute Geschäfte – außer in den USA.

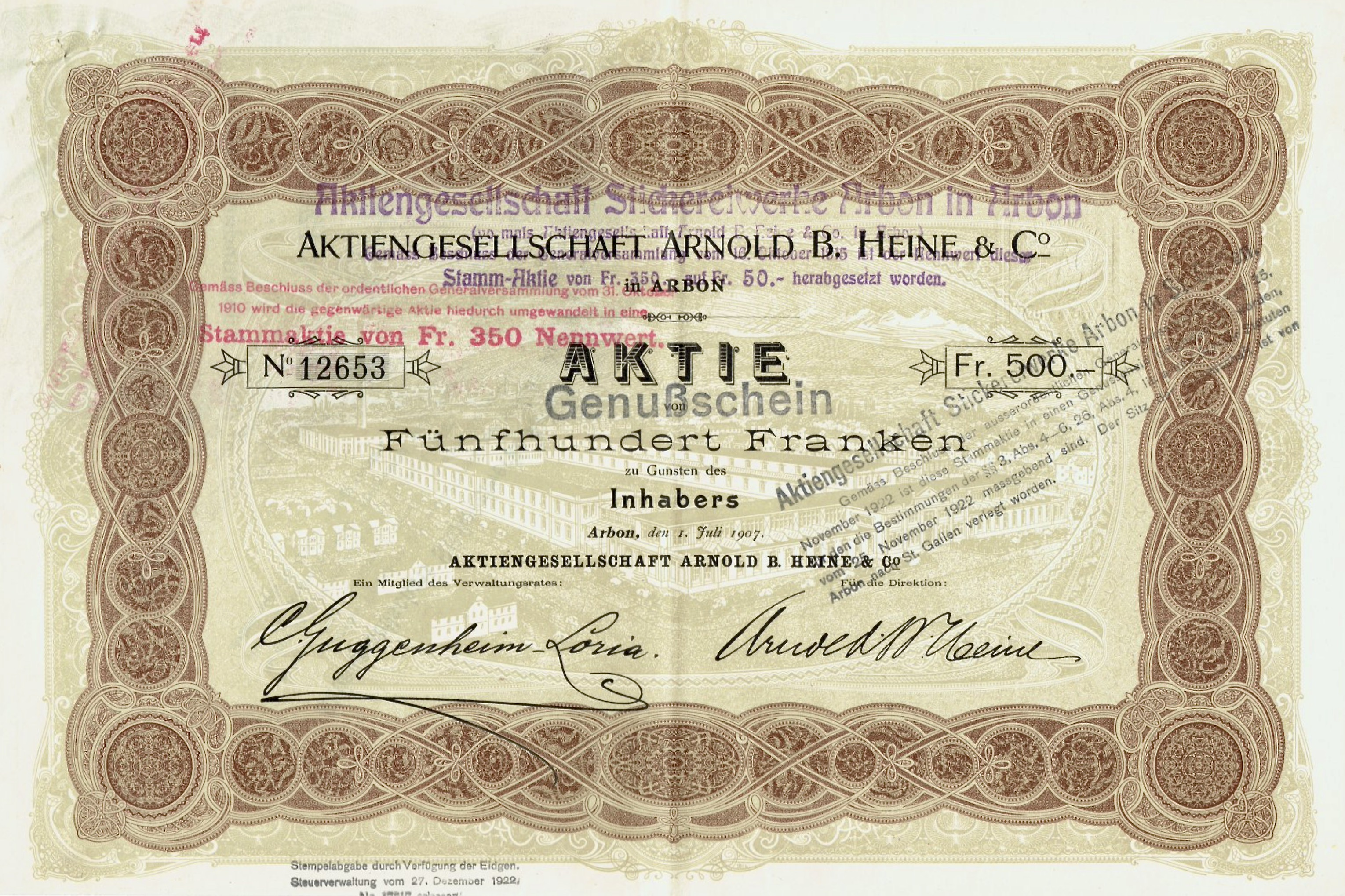
Aktie mit Überstempelungen.

Im Gegensatz zu ihrer Konkurrentin in Rorschach schütteten die Stickereiwerke einzig 1916/17–1919/20 nochmals Dividenden aus. 1915 und 1922 mussten sie weitere Kapitalschnitte vornehmen. Im erstgenannten Jahr hatte Roos den Hut zu nehmen. 1919 verkaufte man die Fabriken II und IV an die erwähnte AG Seeriet, 1923 Fabrik V an die Textilmaschinenfabrik Carl Hamel AG in Chemnitz (Sachsen), 1928 die Fabriken I und III an die Kunstseidenfabrik Novaseta AG. 1930 war die Liquidation der Firma abgeschlossen. Insgesamt hatte diese (grösstenteils unter Heines Leitung – die Jahre 1898–1903 nicht eingerechnet) 40,9 Mio. Fr. an Löhnen, 7 Mio. Fr. an Gehältern, 3,4 Mio. Fr. an Dividenden und 2,4 Mio. Fr. an Steuern bezahlt.
1912 kündigte Heine an, er werde in Hoboken, New Jersey, einen neuen Produktionsbetrieb errichten. Stattdessen zog er sich nach einer Europareise aus der Firma zurück und überliess diese unter dem alten Namen den Söhnen. 1913 verlor er die Gattin. Die Söhne eröffneten eine Filiale in St. Gallen. Den New Yorker Sitz verlegten sie von 503–505 Broadway in den Neubau 11–13 East 26th Street beim Madison Square, wo sie 90.000 Fr. (1 $ = 5 Fr.) Miete zahlten und Bestellungen in Rekordzeit abzuwickeln versprachen. Nachdem man sich gegenseitig Vertragsverletzungen vorgeworfen hatte, fuhr Schmidheiny nochmals nach New York und schloss einen Vergleich, der die Stickereiwerke Arbon 75.000 Fr. kostete. Heine unternahm darauf eine weitere Europareise.
Nach Ausbruch des Ersten Weltkriegs sprach sein Sohn Ben zuerst noch von einer Verbesserung des Geschäftsgangs infolge Stockens der Zufuhr. Als einer der Brüder die neue Direktion in Arbon kritisierte, entgegnete die NZZ, dass der Niedergang des Unternehmens schon unter seinem Vater begonnen habe, der sich von seinem „Zug ins Grosse, um es nur gelinde zu sagen“, habe mitreissen lassen. 1915 machten Benjamin und Arthur Konkurs. Hauptgläubiger waren mit Guthaben von 1.050.000 bzw. 365.000 Fr. (1 $ = 5 Fr.) Heine sen. und Jacob Rohner, dessen Produkte sie vertrieben hatten. Der Verlust von 73 % der Guthaben könnte zum Bruch Heines mit den Söhnen geführt haben, während sein Verhältnis zu den Töchtern und den Schwiegersöhnen ungetrübt geblieben zu sein scheint. 1918 mietete er ein Apartment an der 124 West 72nd Street, das er mit einer deutschen Haushälterin bewohnte.

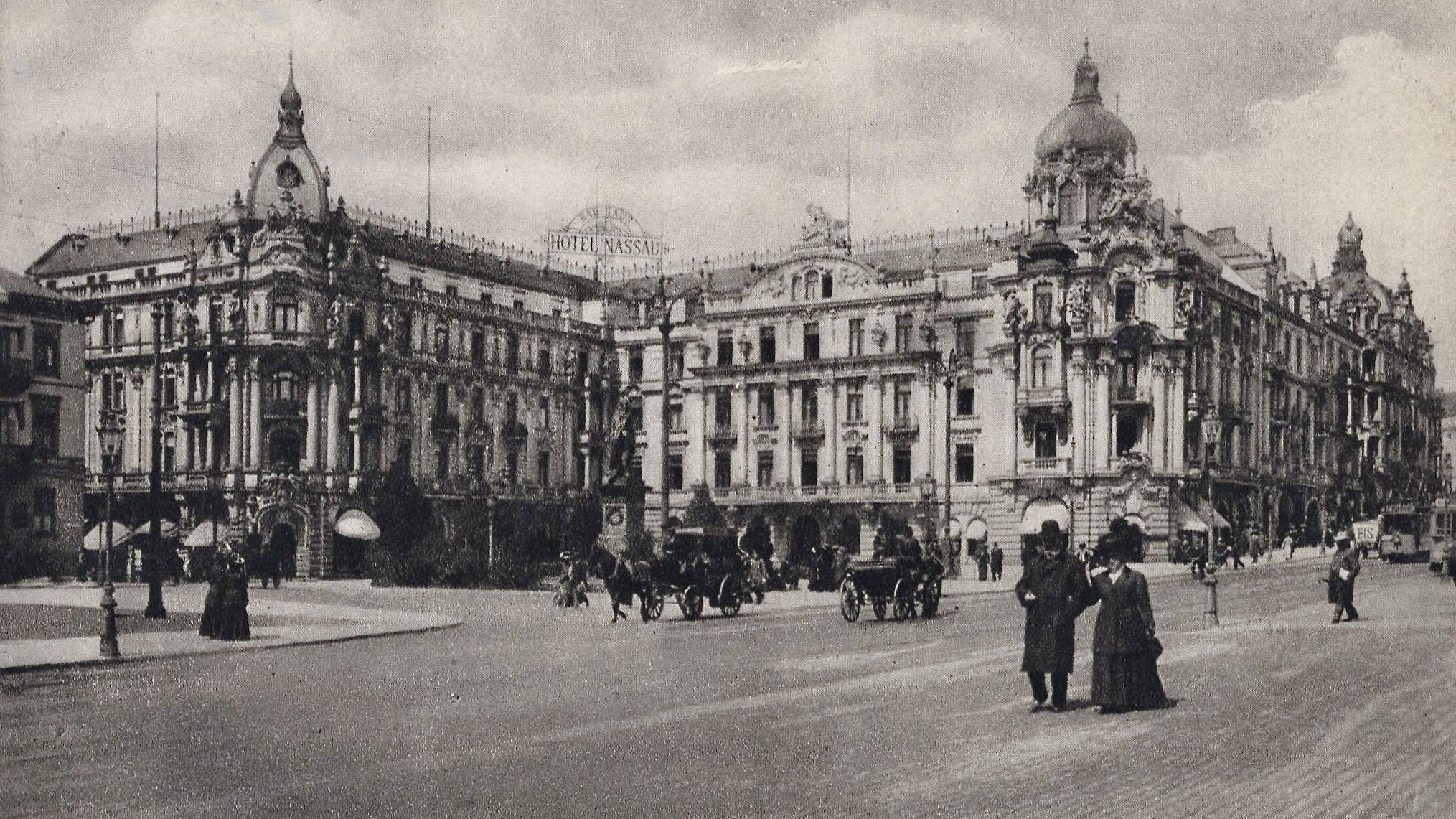
Nassauer Hof, Wiesbaden. Postkarte, 1916.

Hans Geisser lässt Heine „vereinsamt (…) in einem Männerheim in seiner Heimatstadt Wiesbaden“ sterben. In Wirklichkeit logierte der gebürtige Herforter in der „Weltkurstadt“ – nach einer letzten Europareise im Jahr 1921 – im Luxushotel Nassauer Hof. Dort starb der 75-Jährige zwei Jahre später in Anwesenheit der Fogartys. Die diagnostizierte Todesursache „Gehirnerweichung“ wurde von Bäbler mit der Geschlechtskrankheit Neurolues gleichgesetzt, ist aber am häufigsten die Folge eines Gefässverschlusses. Heines Sohn Arthur liess sich 1933 anglikanisch taufen. Dessen Tochter Georgette Charles starb als letztes von Heines fünf Enkelkindern im Jahr 2000 in New York.

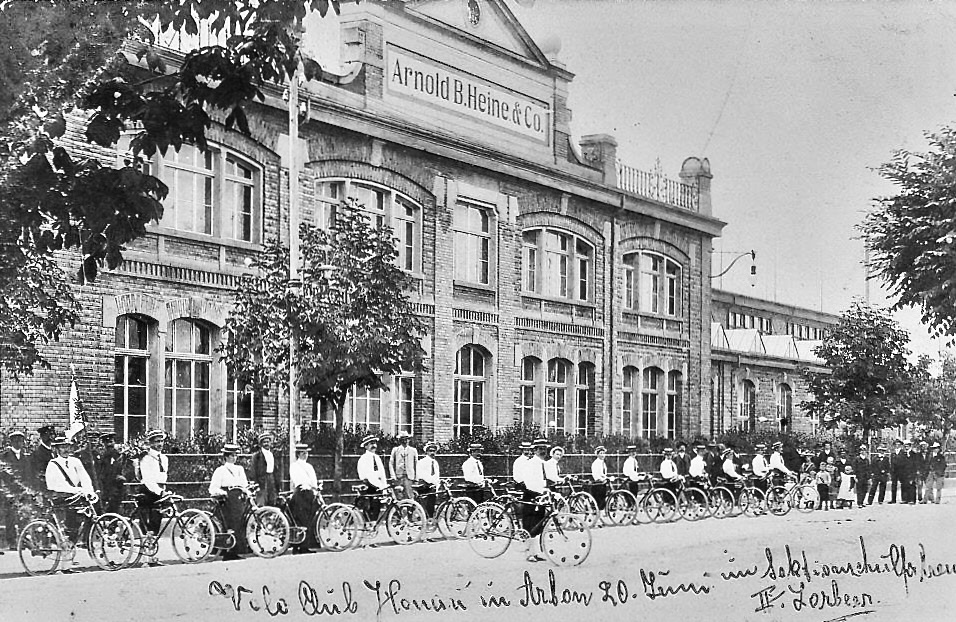
Fassade der 1990 abgebrochenen Fabrik I, vor 1912. Staatsarchiv Thurgau.

Während Rorschach in Erinnerung behielt, dass ihm Loeb und Schoenfeld Ansehen und Wohlstand verschafft hatten, suchte Arbon, das 1925–1957 von der SP regiert wurde, die „unrühmliche Heine-Episode“ zu vergessen. So kommt es, dass die beiden Geschäftssitze der Firma Heine in Manhattan noch existieren, das Herzstück des „unbedingt schönsten Etablissements der Schifflistickerei mit seinen Prachtbauten“ aber 1990 dem Abbruchhammer überantwortet wurde. Die entstandene Lücke im ehemaligen Quartier Heine wird teilweise vom Einkaufszentrum Novaseta geschlossen, benannt nach der erwähnten Kunstseidenfabrik, die das Recht auf diesen Markennamen vor Bundesgericht verlor und gerade einmal drei Jahre produzierte. 2003 wurden auch das schlossartige Stallgebäude und das Werkstattgebäude abgerissen. Wo sich Heines Arbeiterinnenhäuser und sein Tennisplatz befanden, ist eine Grossüberbauung namens Stadthof geplant.
Renoviert wurde von den architektonisch wertvollen Fabriken mit den zweifarbigen Sichtbacksteinfassaden nur Nummer V (einschliesslich des Verwaltungstrakts und einer funktionslos gewordenen Passerelle). Sie heisst nach der Filiale der Firma Hamel, die nach dem Zweiten Weltkrieg als deutsches Eigentum beschlagnahmt wurde. Heute befinden sich darin Loftwohnungen, die Post, ein Café sowie Gewerbeflächen. Ein neu geschaffener Durchgang gibt den Blick auf die Tragstruktur aus Eisenbeton frei. Die ebenfalls renovierte Kraftzentrale wird nun – nach ihrer späteren Verwendung durch Saurer – Presswerk genannt. Sie beherbergt unter einer freitragenden Betondecke das Depot des Oldtimer-Clubs Saurer, ferner einen Gastronomiebetrieb und die lokale Musikschule. Heines renovierte Villa und der angrenzende Heinehof mit 14 Arbeiterhäusern, die saniert werden sollen, sind Teil einer Ortsbildzone. Rechtskräftig geschützt ist auch der Jugendstilbau der ehemaligen Töchterpension Flora. Während in Rorschach immer noch Strassen nach Kolumbus, Franklin, Washington und Lincoln heissen, wurde in Arbon die nach Garibaldi benannte in Pestalozzistrasse und die Heinesche Privatstrasse teils in Stickerei-, teils in Hamelstrasse umbenannt. Die ursprünglich ebenfalls private Klarastrasse dagegen behielt den Namen der Gattin ihres Erbauers, von der sonst wenig überliefert ist.

## Bibliografie
Es existieren kein Nachlass und keine umfassende, unparteiische Biografie.
Am meisten zitiert
- Günter Bäbler: Stickereiverstrickungen auf der Titanic. Ein Wirtschaftsdrama zwischen Arbon und New York. Museumsgesellschaft Arbon 2022 (vermittelt einseitig negatives Bild, ohne Anmerkungsapparat, hervorragend illustriert).

Stellungnahme eines „hervorragenden Stickerei-Fachmanns“
- Neue Zürcher Zeitung (NZZ). 11. Nov. 1910 (Digitalisat), (Schluss: Digitalisat).

Rechtfertigung Heines gegenüber den Anschuldigungen des Verwaltungsrats
- NZZ. 6. Okt. 1911 (Digitalisat).

Presse (Auswahl)
- Arbeiter-Zeitung (Töss) bzw. die inhaltlich identischen Thurgauer Post und Arboner Tagblatt (1908/09) und Thurgauer Post (1910/11). Schweizerisches Sozialarchiv (Zürich), ZZ 382, Z 19 (sozialdemokratisch).
- Arboner Nachrichten. Kantonsbibliothek Thurgau (Frauenfeld), Z 49.
- Der Bund (Bern). e-newspaperarchives.ch (freisinnig).
- Grütlianer (Zürich). e-newspaperarchives.ch (grütlianisch/sozialdemokratisch).
- Der neue Postillon: Humoristisch-satirisches Halbmonatsblatt der schweizerischen Arbeiterschaft (Zürich). Zentralbibliothek Zürich, ZS 152 (sozialdemokratisch), 15. Apr., 1. Mai, 1. Juni, 15. Juni, 1. Juli, 1. Sept. 1908, 15. Okt. 1911.
- Neue Zürcher Nachrichten (NZN). e-newspaperarchives.ch (christlichsozial).
- NZZ. e-newspaperarchives.ch (freisinnig).
- The New York Times. https://www.newspapers.com./
- Der Oberthurgauer (Arbon). Kantonsbibliothek Thurgau, Z 18 (freisinnig).
- Die Ostschweiz (St. Gallen). e-newspaperarchives.ch (katholisch-konservativ).
- Ostschweizerische Industrie-Zeitung, ab 1904 Der Textil-Arbeiter (Rheineck, ab 1907 Zürich). e-newspaperarchives.ch (gewerkschaftlich).
- Thurgauer Zeitung (Frauenfeld). Kantonsbibliothek Thurgau, Z 31 (freisinnig).

Antisemitismus
- Antisemitismus und Sozialdemokratie. In: Protokoll über die Verhandlungen des Parteitages der Sozialdemokratischen Partei Deutschlands. Abgehalten zu Köln a. Rh. vom 22. bis 28. Oktober 1893. Vorwärts, Berlin 1893, S. 223–240 (Digitalisat).
- Friedrich Külling: Antisemitismus – bei uns wie überall? Juris, Zürich 1979, ISBN 3-260-04283-0, S. 126 f.
- Aaron Kamis-Müller: Antisemitismus in der Schweiz 1900–1930 (Diss. phil., Universität Zürich). Chronos, Zürich 1990, ISBN 3-905278-61-8 (erwähnt Heine nicht).
- Uri Robert Kaufmann (Hrsg.): Bibliographie zur Geschichte der Juden in der Schweiz (…). De Gruyter Saur, München 1993, ISBN 3-598-11139-8.
- Aram Mattioli (Hrsg.): Antisemitismus in der Schweiz, 1848–1960. Orell Füssli, Zürich 1998, ISBN 3-280-02329-7.
- Max Lemmenmeier: Stickereiblüte und Kampf um einen sozialen Staat. In: Sankt-Galler Geschichte 2003. Amt für Kultur des Kantons St. Gallen, ISBN 3-908048-43-5, Band 6, S. 8–103, hier S. 62 f.
- Sabine Schreiber: Hirschfeld, Strauss, Malinsky – Jüdisches Leben in St. Gallen 1803 bis 1933 (Beiträge zur Geschichte und Kultur der Juden in der Schweiz, Band 11). Chronos, Zürich 2006, ISBN 3-0340-0777-9 (erwähnt Heine nicht).
- Gerhard Henschel: Neidgeschrei – Antisemitismus und Sexualität. Hoffmann und Campe, Hamburg 2008, ISBN 978-3-455-09497-8.
- Wolfgang Benz (Hrsg.): Handbuch des Antisemitismus. Judenfeindschaft in Geschichte und Gegenwart. Band 2/1, De Gruyter Saur, Berlin 2009, ISBN 978-3-598-24072-0, S. 300 f.
- Gaby Knoch-Mund, Jacques Picard: Antisemitismus. In: Historisches Lexikon der Schweiz.  18. November 2009.
- Friedrich Külling: Schächtverbot. In: Historisches Lexikon der Schweiz.  11. Januar 2012.

„Verfolgung“ mit der Titanic
- Fritz Hummler: Beginn mit dem Jahrhundert. In: Thurgauer Jahrbuch. Frauenfeld, 57/1982, S. 9–38 (Digitalisat), hier S. 26–38.
- Günter Bäbler: Reise auf der Titanic. Das Schicksal der Schweizer. Chronos, Zürich 1998, ISBN 3-905312-62-X, S. 21 et passim.
- Stefan Keller: Verfolgung mit der „Titanic“. In: Die Zeit der Fabriken. Von Arbeitern und einer roten Stadt. In: WoZ im Rotpunktverlag, Zürich 2001, ISBN 3-85869-228-X, S. 47–66.
- Stefan Keller: Course poursuite en Titanic. In: Le temps des fabriques : des cadences à la décadence (…), übers. v. Ursula Gaillard, Éditions d’en bas, Lausanne 2003, ISBN 2-8290-0293-8, S. 41–55.
- Hans Geisser: Verfolgungsjagd auf der „Titanic“. An Bord der vor hundert Jahren gesunkenen „Titanic“ jagten zwei hochkarätige Banker den Arboner Industriellen Arnold B. Heine. In: Thurgauer Zeitung. 2. Apr. 2012, S. 53.
- Rico Bandle: Verfolgungsjagd auf der Titanic. In: Die Weltwoche. 12. April 2012, S. 48–51.
- Hans Geisser: Verfolgungsjagd auf der Titanic. In: Tagblatt. St. Gallen, 7. Mai 2012 (Digitalisat).
- Günter Bäbler: Stickereiverstrickungen: Verfolgung mit der Titanic. In: Titanic Post. Jahrbuch 2020. Titanic-Verein Schweiz, Glattbrugg, ISBN 978-3-7526-8800-9, S. 51–77.

Übrige Literatur bis 1980
- Heine versus Commonwealth. In: Pennsylvania State Reports. Band 91, Kay & Brothers, Philadelphia 1881, S. 145–149 (Digitalisat).
- The Trow Copartnership and Corporation Directory. 38, New York City 1890, S. 130 (Digitalisat); 48/1900, S. 304 (Digitalisat).
- Appellate Division of the Supreme Court of New York: Heine v. Rohner. Entscheid vom 1. Mai 1898 (Digitalisat).
- The Customs Administrative Laws. Hearings before a Subcommittee of the Committee of Finance of the United States Senate (…) Government Printing Office, Washington 1898, S. 136 (Digitalisat).
- Aktiengesellschaft Arnold B. Heine & Co. bzw. Stickereiwerke Arbon: Statuten, Geschäftsordnungen, Zirkularmitteilungen, Jahres- sowie Geschäftsberichte. 1903–1930. Universitätsbibliothek Basel, Wirtschaft, SWA H + I Bd 1.
- Angelica Balabanoff: Von der Ausbeutung jugendlicher Arbeiterinnen in den religiösen Arbeiterinnenheimen der Schweiz. In: Der Vorbote. Zürich, 21. Jan. 1905.
- Love and Lace Cause Big Suit. In: The Evening Star Washington, D.C., 11. Juni 1907 (Digitalisat).
- Das Endresultat des Kampfes bei A. B. Heine, A.-G., Arbon. In: Mittheilungen über Textil-Industrie. Zürich, 15. Sept. 1908, S. 285 (Digitalisat).
- W. A. Graham Clark (Department of Commerce and Labor): Swiss Embroidery and Lace Industry. Government Printing Office, Washington, D.C. 1908 (Digitalisat).
- Streik und Aussperrung bei der Firma Arnold B. Heine, Arbon (Dokumentensammlung). 1908, Kantonsbibliothek Appenzell Ausserrhoden, Trogen, ZSA; Fa Eugster 01 : 045-01.
- Édouard Chabloz, Ernest de Saugy (Crédit Suisse): Vade-mecum des Bourses de Bâle, Zurich et Genève. Orell Füssli, Zurich 1907/08; 2. Ausg., 1910/11.
- Adolf Jenny: Stickerei. In: Naum Reichesberg (Hrsg.): Handwörterbuch der Schweizerischen Volkswirtschaft, Sozialpolitik und Verwaltung. 3. Band, 1. Teil, Verlag Encyklopädie, Bern 1911, S. 917–931.
- Jacob Lorenz: Die wirtschaftlichen und sozialen Verhältnisse in der schweiz. Heimarbeit (…) 1. Band (mehr nicht erschienen), Schweiz. Grütliverein, Zürich 1911.
- Schweizerisches Statistisches Bureau: Ergebnisse der eidg. Betriebszählung vom 9. August 1905, Band 3 (Schweizerische Statistik, 176), Alexander Francke, Bern 1911, S. 657–660 (Digitalisat).
- Hans Bächler: Die Pflichten der Verwaltungs- und Aufsichtsorgane von Aktiengesellschaften. Ein Beitrag zur Revision des schweizerischen Aktienrechts. (…) Sonderabdruck aus dem Schweizerischen Kaufmännischen Centralblatt, Nr. 33/37, Zürich 1912, S. 26–28.
- Max Schoenfeld. In: Rorschacher Neujahrsblatt. 1912 (Digitalisat), S. 28 f.
- New York Court of Appeals. Records and Briefs. New York 1917, S. 382, 413 f. (Digitalisat).
- Hans Beerli: Industrie und Handel des Kantons St. Gallen 1901–1910. Fehr, St. Gallen 1921.
- Uri Mulford: Pioneer Days and Later Times in Corning and Vicinity 1789–1920. Selbstverlag, Corning (1922), S. 259 (Digitalisat).
- Jakob Schiess: Die Kartelle der schweizerischen Textil-Veredlungsindustrie vor dem Ersten Weltkrieg (Diss. jur., Universität Zürich). Weinfelden 1922.
- Schweizerisches Finanz-Jahrbuch (Bern). 25/1923, S. 558 f. (Digitalisat).
- Ernest Iklé: La broderie mécanique 1828–1930. 2 Bände, Selbstverlag/A. Calavas, Paris 1931 (Textilbibliothek St. Gallen).
- Josef Lukas: Die Textilarbeiter-Bewegung der Schweiz im 19. Jahrhundert (Aussentitel: Geschichte der Textilarbeiter). Schweiz. Textilarbeiter-Verband, Zürich 1933, S. 160–168, 299–301.
- Egon Isler: Industrie-Geschichte des Thurgaus. Chronik thurgauischer Firmen. Franz Brun, Zürich 1945, S. 98–106, 171.
- Birthday. In: The New Yorker. 10. Mai 1947, S. 24 f.
- Arthur Heine, Laurie Schwab Strauss: Productions of „The Merchant of Venice“. In: The Shakespeare Association Bulletin. 23/4 (1948), S. 183–187 (Digitalisat).
- Arthur Heine: Shakespeare in James Joyce. In: The Shakespeare Association Bulletin. 24/1 (1949), S. 56–70 (Digitalisat).
- Ernst Marti: 50 Jahre Schweizerische Textil- und Fabrikarbeiter-Organisationen 1903–1953. Schweizerischer Textil- und Fabrikarbeiterverband, Zürich 1954, S. 199–211 et passim.
- Hans Bauer: Schweizerischer Bankverein 1872–1972. Schweizerischer Bankverein, Basel 1972, S. 173–175, 237 f., 450.
- Jürgen Kocka: Unternehmer in der deutschen Industrialisierung. Vandenhoeck & Ruprecht, Göttingen 1975, ISBN 3-525-33381-1 (Digitalisat).
- Louis Specker: „Weberpfarrer“ Howard Eugster-Züst 1861–1932, Leben und Werk des Vaters der Schweizerischen Textilarbeiterorganisation (Diss. phil., Universität Basel). Fehr, St. Gallen 1975, ISBN 3-908048-29-X, S. 169, 173–176.
- Hans-Ulrich Wepfer: Damals bei uns im Thurgau. Huber, Frauenfeld 1978, ISBN 3-7193-0622-4, S. 120 f.

Übrige Literatur ab 1980
- Mogens Rafn Mogensen: Arbon am Anfang unseres Jahrhunderts. 2., erw. Auflage. Eurotext, Arbon 1983, passim (behandelt das Jahr 1907).
- Peter Röllin: Der Stickereihandelsplatz St. Gallen: bemerkenswerte Fabrik- und Geschäftshausbauten aus der Zeit der Stickereiblüte. In: Unsere Kunstdenkmäler. 34/1983, S. 224–239 (Digitalisat), hier S. 231.
- Georg Wyler: Aufstieg und Niedergang der thurgauischen Stickereiindustrie. In: Thurgauer Jahrbuch. 58/1983, S. 9–33 (Digitalisat), hier S. 18, 21–24.
- Albert Tanner: Das Schiffchen fliegt – die Maschine rauscht. Weber, Sticker und Unternehmer in der Ostschweiz. Unionsverlag, Zürich 1985, ISBN 3-293-00084-3, S. 121, 146, 169, 178–180.
- Elisabeth Joris, Heidi Witzig (Hrsg.): Frauengeschichte(n). Dokumente aus zwei Jahrhunderten zur Situation der Frauen in der Schweiz. Limmat, Zürich 1986, ISBN 3-85791-102-6.
- Albert Schoop et al.: Geschichte des Kantons Thurgau. 3 Bände, Registerband, Huber, Frauenfeld 1987–1994, ISBN 3-7193-0976-2, ISBN 3-7193-1066-3, ISBN 3-7193-1082-5.
- Kurt Bünzli: Arbon vor dem Ersten Weltkrieg. Wirtschaftlicher und sozialer Wandel in der Kleinstadt (1880–1914). Lizentiatsarbeit, Universität Zürich, 1987. In: Thurgauer Beiträge zur Geschichte. 129/1992, S. 5–120 (Digitalisat), hier S. 5, 21–29, 54–65, 90–93, 98–102.
- Annette Frei: Rote Patriarchen. Arbeiterbewegung und Frauenemanzipation in der Schweiz um 1900. Chronos, Zürich 1987, ISBN 3-905278-13-8.
- Erich Gruner (Hrsg.): Arbeiterschaft und Wirtschaft in der Schweiz 1880–1914. Band 2/2, Chronos, Zürich 1988, ISBN 3-905278-15-4, S. 1035–1105, 1527–1582.
- Markus Mäder: Drei Generationen Saurer: Franz Saurer (1806–1882), Adolph Saurer (1841–1920), Hippolyt Saurer (1878–1936). (Schweizer Pioniere der Wirtschaft und Technik, Band 48). Verein für Wirtschaftshistorische Studien, Meilen 1988.
- Yvonne Pesenti: Beruf Arbeiterin. Soziale Lage und gewerkschaftliche Organisation der erwerbstätigen Frauen aus der Unterschicht in der Schweiz, 1890–1914 (Diss. phil., Universität Zürich). Chronos, Zürich 1988, ISBN 3-905278-28-6.
- Kurt Bünzli: Arbon. In: Detlef Stender (Hrsg.): Industriekultur am Bodensee. Ein Führer zu Bauten des 19. und 20. Jahrhunderts. Stadler, Konstanz 1992, ISBN 3-7977-0262-0, S. 95–100, hier S. 23, 37, 98–100.
- Kurt Bünzli: Arnold Baruch Heine (1847–1923). Stickereiindustrieller. In: Thurgauer Beiträge zur Geschichte. 132/1995, S. 153–161 (Digitalisat).
- Kathrin Ueltschi: "Die Heissglut der Südländerinnen": Frauenstreik in Arbon 1907. In: bodenständig und grenzenlos. 200 Jahre Thurgauer Frauengeschichte(n). Huber, Frauenfeld 1998, ISBN 3-7193-1159-7, S. 54–56.
- Kathrin Ueltschi: Mädchenheime: Treibhäuser für Streikbrecherinnen? In: bodenständig und grenzenlos. 200 Jahre Thurgauer Frauengeschichte(n). Huber, Frauenfeld 1998, ISBN 3-7193-1159-7, S. 56–59.
- Margrit Früh: Der Thurgau um 1900: nicht nur grün. In: Rorschacher Neujahrsblatt. 1999/2000 (Digitalisat), S. 83–86, hier S. 84 f.
- Louis Specker: Rorschach im 19. Jahrhundert (…) Löpfe-Benz, Rorschach 1999, ISBN 3-9521222-4-6, S. 118–122, 153–157 et passim.
- Claudia Bieler: Der Neue Postillon. Ein sozialistisches Arbeiterwitzblatt (Diss. phil., Universität Zürich). 2003, Band 2, S. 810–812.
- Ernst Halter (Hrsg.): Das Jahrhundert der Italiener in der Schweiz. Offizin, Zürich 2003, ISBN 3-907496-17-5.
- Markus Kübler: Arnold Calame. In: Historisches Lexikon der Schweiz.  14. Juli 2003.
- Peter Röllin, Daniel Studer: St. Gallen. In: Gesellschaft für Schweizerische Kunstgeschichte (Hrsg.): INSA Inventar der neueren Schweizer Architektur 1850–1920. Band 8. Orell Füssli, Zürich 1996, ISBN 3-280-02410-2, S. 13–183, doi:10.5169/seals-9217 (171 S. 185 Abb., e-periodica.ch – Separatdruck 2003 ISBN 3-9520597-2-2). S. 77, 116, 124, 147, 158 f., 163.
- Isabella Studer-Geisser, Daniel Studer-Geisser: Sankt-Galler Jugendstil. In: Sankt-Galler Geschichte 2003. Amt für Kultur des Kantons St. Gallen, ISBN 3-908048-43-5, Band 6, S. 207–234, hier S. 213–215.
- Anne Wanner-JeanRichard, Marcel Mayer: Vom Entwurf zum Export: Produktion und Vermarktung von Sankt-Galler Stickereien 1850–1914. In: Sankt-Galler Geschichte 2003. Amt für Kultur des Kantons St. Gallen, ISBN 3-908048-43-5, Band 6, S. 143–168, hier S. 165–168.
- Hans Ulrich Wipf et al.: Saurer. Vom Ostschweizer Kleinbetrieb zum internationalen Technologiekonzern. Hier + jetzt, Baden 2003, ISBN 3-906419-55-X.
- Hans Ulrich Wipf et al.: Saurer. From a small eastern Swiss company to an international technology group. Hier + jetzt, Baden 2003, ISBN 3-906419-65-7, S. 49, 79, 102.
- Hans Geisser: Geschichten erzählen Geschichte. Ein Streifzug durch Arbons Vergangenheit. Museumsgesellschaft Arbon 2005, ISBN 3-033-00580-2, S. 134–138.
- André Salathé: Adolf Germann. In: Historisches Lexikon der Schweiz.  29. August 2005.
- Verena Rothenbühler: Fritz Hummler. In: Historisches Lexikon der Schweiz.  13. Juli 2005.
- Irwin Unger, Debi Unger: The Guggenheims: A Family History. HarperCollins, New York 2005, ISBN 0-06-018807-3, S. 52–57.
- Bernard Degen: Neue Krisen, neue Wege. In: Valérie Boillat et al. (Hrsg.): Vom Wert der Arbeit. Schweizer Gewerkschaften – Geschichte und Geschichten. Rotpunktverlag, Zürich 2006, ISBN 3-85869-323-5.
- André Salathé: Arnold Baruch Heine. In: Historisches Lexikon der Schweiz.  28. August 2006.
- Richard Lehner: Feldmühle – Geschichten von Arbeitern, einem Patron, von Mädchen und einer Stadt. Schwan, Rorschach 2007, ISBN 978-3-9522628-1-8, S. 34–43, 177–180 et passim.
- Verena Rothenbühler: Edmund Richard Hamel. In: Historisches Lexikon der Schweiz.  27. November 2007.
- André Salathé: Jakob Müller. In: Historisches Lexikon der Schweiz.  26. März 2007.
- Thomas Gürber: Der Neue Postillon. In: Historisches Lexikon der Schweiz.  20. Juli 2009.
- Caspar Meili, Eric Häusler: Swiss Ermbroidery. Erfolg und Krise der Schweizerischen Stickerei-Industrie in transnationaler Perspektive (1850–1950). Bibliografie, Universität Zürich, 2009 (Digitalisat).
- Kurt Buenzli et al.: Arbon. In: Historisches Lexikon der Schweiz.  20. Oktober 2010.
- Bernard Degen: Gewerkschaft Textil, Chemie, Papier (GTCP). In: Historisches Lexikon der Schweiz.  18. November 2010.
- Martin Lüpold: Der Ausbau der ”Festung Schweiz”: Aktienrecht und Corporate Governance in der Schweiz, 1881–1961 (Diss. phil., Universität Zürich). 2010 (Digitalisat), S. 122, 168 f. et passim.
- Peter Müller: Schmidheiny. In: Historisches Lexikon der Schweiz.  17. August 2011.
- Hans-Peter Bärtschi: Industriekultur in der Ostschweiz und im Fürstentum Liechtenstein. Rotpunktverlag, Zürich 2012, ISBN 978-3-85869-479-9, S. 77.
- Peter Müller: Max Schoenfeld. In: Historisches Lexikon der Schweiz.  21. November 2012.
- Albert Tanner: Stickerei. In: Historisches Lexikon der Schweiz.  23. März 2012.
- Ortsartikel Herford. In: Historisches Handbuch der jüdischen Gemeinschaften in Westfalen und Lippe. Münster 2013, S. 406–418 (Digitalisat), hier S. 413.
- Willi Loepfe: Aufstieg und Untergang der Thurgauischen Hypothekenbank (1851–1914). Thurgauer Beiträge zur Geschichte. 151/2014, S. 72, 144, 156.
- Eric Häusler, Caspar Meili: Swiss Embroidery – Erfolg und Krise der Schweizer Stickerei-Industrie 1865–1929. In: Neujahrsblatt hg. v. Historischen Verein des Kantons St. Gallen, 155/2015, S. 5–103 (Digitalisat), hier S. 15, 47–49, 81–83, 92, 97, 100.
- Jolanda Spirig: Sticken und Beten. Die Textildynastie Jacob Rohner (…) Chronos, Zürich 2015, ISBN 978-3-0340-1314-7, S. 20–23, 36.
- Patricia Bauer: Payne-Aldrich Tariff Act. In: Encyclopædia Britannica. (englisch).
- André Holenstein: Schweizer Migrationsgeschichte. Von den Anfängen bis zur Gegenwart. Hier + jetzt, Baden 2018, ISBN 978-3-03919-414-8.
- Stefan Keller: Spuren der Arbeit. Von der Manufaktur zur Serverfarm. Reportage. Rotpunktverlag, Zürich 2020, ISBN 978-3-85869-869-8, S. 86, 126–146, 192, 210, 215, 222, 225 f.

Weblinks
- Jüdischer Friedhof Herford: Baruch ben Chajim Jehuda Halevi (Bendix Heine), 21. 6. 1870 (Digitalisat); Julie Heine geb. Lion, 25. 1. 1852 (Digitalisat); Friederike Heine geb. Lion, 18. 11. 1859 (Digitalisat).
- Malte Holler: Oekonomiekritik und Antisemitismus. Auf: Anders denken. Die Onlineplattform für Antisemitismuskritik und Bildungsarbeit. (Digitalisat)
- Ruedi Baer: Geschichte des Saurer-Depot. auf YouTube, 2017, Dialekt, Ausschnitt von 20 min. (unkritische Wiedergabe von Legenden).
- Video über eine historische Maschinenstickerei mit Schweizer Wurzeln in New Jersey: The Cultural Thread El Hilo Cultural. auf YouTube, engl./span., 2006, 11 min.
- Rimaplan AG: Gewerbehaus Hamel in Arbon. auf YouTube, 2018, 2 min.
- Museumsgesellschaft Arbon: Leben in der Industriestadt Arbon um 1900. auf YouTube, 3 min.
- Historisches Museum Arbon (Digitalisat).

## Nachweise und Anmerkungen
1. ↑  Günter Bäbler: Stickereiverstrickungen auf der Titanic. Ein Wirtschaftsdrama zwischen Arbon und New York. Museumsgesellschaft Arbon 2022, S. 9, 104.
2. ↑  Namentlich durch Stefan Keller: Verfolgung mit der „Titanic“. In: Die Zeit der Fabriken. Von Arbeitern und einer roten Stadt. WoZ im Rotpunktverlag, Zürich 2001, ISBN 3-85869-228-X, S. 47–66.
3. ↑  Schächten: von der Halacha vorgeschriebenes Schlachten der Tiere ohne vorherige Betäubung.
4. ↑  Birthday. In: The New Yorker. 10. Mai 1947, S. 24 f.
5. ↑  Aus der Geschichte der jüdischen Gemeinden im deutschen Sprachraum: Herford (Nordrhein-Westfalen). (Digitalisat).
6. ↑  Ortsartikel Herford. In: Historisches Handbuch der jüdischen Gemeinschaften in Westfalen und Lippe, Münster 2013, S. 406–418 (Digitalisat), hier S. 413. Jüdischer Friedhof Herford: Baruch ben Chajim Jehuda Halevi (Bendix Heine), 21. 6. 1870 (Digitalisat); Julie Heine geb. Lion, 25. 1. 1852 (Digitalisat); Friederike Heine geb. Lion, 18. 11. 1859 (Digitalisat).
7. 1 2  Günter Bäbler: Stickereiverstrickungen auf der Titanic. Ein Wirtschaftsdrama zwischen Arbon und New York. Museumsgesellschaft Arbon 2022.
8. ↑  The Wayne County Herald (Honesdale, Pennsylvania). 28. April 1870 (Digitalisat).
9. ↑  Mercerie- und Bonneterie-Laden.
10. ↑  The Tioga County Agitator (Wellsboro, Pennsylvania). 6. Juli 1870 (Digitalisat); 31. Aug. 1870 (Digitalisat); 7. Nov. 1870 (Digitalisat); Uri Mulford: Pioneer Days and Later Times in Corning and Vicinity 1789–1920. Selbstverlag, Corning (1922), S. 259 (Digitalisat).
11. ↑  Heine versus Commonwealth. In: Pennsylvania State Reports. Band 91, Kay & Brothers, Philadelphia 1881, S. 145–149 (Digitalisat).
12. ↑  Mit dem Import von Stickerei hatte schon der Schweizer Meyer Guggenheim den Grundstock seines Millionenvermögens gelegt. Irwin Unger, Debi Unger: The Guggenheims: A Family History. HarperCollins, New York 2005, ISBN 0-06-018807-3, S. 52–57.
13. ↑  Eric Häusler, Caspar Meili: Swiss Embroidery – Erfolg und Krise der Schweizer Stickerei-Industrie 1865–1929. In: Neujahrsblatt hg. v. Historischen Verein des Kantons St. Gallen, 155/2015, S. 5–103 (Digitalisat), hier S. 92.
14. ↑  Peter Röllin: Der Stickereihandelsplatz St. Gallen: bemerkenswerte Fabrik- und Geschäftshausbauten aus der Zeit der Stickereiblüte. In: Unsere Kunstdenkmäler. 34/1983, S. 224–239 (Digitalisat), hier S. 231; Sabine Schreiber: Hirschfeld, Strauss, Malinsky – Jüdisches Leben in St. Gallen 1803 bis 1933 (Beiträge zur Geschichte und Kultur der Juden in der Schweiz, Band 11). Chronos, Zürich 2006, ISBN 3-0340-0777-9, S. 80. Die erste Schweizer Bundesrätin Elisabeth Kopp-Iklé entstammte einer dieser Familien.
15. ↑  Adolf Jenny: Stickerei. In: Naum Reichesberg (Hrsg.): Handwörterbuch der Schweizerischen Volkswirtschaft, Sozialpolitik und Verwaltung. 3. Band, 1. Teil, Verlag Encyklopädie, Bern 1911, S. 917–931, hier S. 927, 930.
16. ↑  Peter Müller: Max Schoenfeld. In: Historisches Lexikon der Schweiz.  21. November 2012.
17. ↑  Louis Specker: Rorschach im 19. Jahrhundert (…) Löpfe-Benz, Rorschach 1999, ISBN 3-9521222-4-6, S. 118–122, 153–157 et passim; Richard Lehner: Feldmühle – Geschichten von Arbeitern, einem Patron, von Mädchen und einer Stadt. Schwan, Rorschach 2007, ISBN 978-3-9522628-1-8, S. 34–43, 177–180 et passim.
18. ↑  Schweizerisches Handelsamtsblatt. 12. Dez. 1885 (Digitalisat). Der Firma trat auch Heines Bruder bei.
19. ↑  Ehem. St.-Leonhard-Str. 33. NZZ. 15. Nov. 1922 (Digitalisat); Günter Bäbler: Stickereiverstrickungen auf der Titanic. Ein Wirtschaftsdrama zwischen Arbon und New York. Museumsgesellschaft Arbon 2022, S. 11 (Abb.).
20. ↑  Günter Bäbler: Stickereiverstrickungen auf der Titanic. Ein Wirtschaftsdrama zwischen Arbon und New York. Museumsgesellschaft Arbon 2022, S. 115 (Liste von Atlantiküberquerungen).
21. ↑  Adolf Jenny: Stickerei. In: Naum Reichesberg (Hrsg.): Handwörterbuch der Schweizerischen Volkswirtschaft, Sozialpolitik und Verwaltung. 3. Band, 1. Teil, Verlag Encyklopädie, Bern 1911, S. 917–931, hier S. 923.
22. ↑  The Trow Copartnership and Corporation Directory (New York). 38/1890, S. 130 (Digitalisat).
23. ↑  Jolanda Spirig: Sticken und Beten. Die Textildynastie Jacob Rohner (…) Chronos, Zürich 2015, ISBN 978-3-0340-1314-7, S. 20.
24. ↑  Appellate Division of the Supreme Court of New York: Heine v. Rohner. Entscheid vom 1. Mai 1898 (Digitalisat); The Customs Administrative Laws. Hearings before a Subcommittee of the Committee of Finance of the United States Senate (…) Government Printing Office, Washington 1898, S. 136 (Digitalisat); Jolanda Spirig: Sticken und Beten. Die Textildynastie Jacob Rohner (…) Chronos, Zürich 2015, ISBN 978-3-0340-1314-7, S. 23. Heines Bruder beteiligte sich an Neuburger, Heine & Co., St. Gallen, und Leumann, Boesch & Co., Wittenbach (Kanton St. Gallen).
25. ↑  NZZ. 12. Jan. 1934 (Digitalisat).
26. ↑  Saurers Bedeutung für Arbon illustriert, dass das Arbeiterwitzblatt Der Neue Postillon die damals noch von einem Obstwald umgebene Kleinstadt „Sauri-Mosti“ nannte. Der Neue Postillon: humoristisch-satirisches Halbmonatsblatt der schweizerischen Arbeiterschaft (Zürich). 1. Mai 1908.
27. ↑  Die Ostschweiz  (St. Gallen). 4. Febr. 1899 (Digitalisat).
28. ↑  Herald and Review (Decatur, Illinois). 19. März 1898 (Digitalisat).
29. 1 2  NZZ. 28. Okt. 1926 (Digitalisat).
30. ↑  NZZ. 29. Okt. 1907 (Digitalisat).
31. ↑  NZZ. 15. Sept. 1898 (Digitalisat). Der Stickautomat wurden mittels eines Lochkartenbandes gesteuert. Dieses Verfahren war von Vaucanson erfunden, von Jacquard verbessert und in der Seidenweberei schon im 18. Jahrhundert eingeführt worden.
32. ↑  Grütlianer. 12. Jan. 1910 (Digitalisat); NZZ. 20. Jan. 1911 (Digitalisat).
33. ↑  Hans Geisser: Geschichten erzählen Geschichte. Ein Streifzug durch Arbons Vergangenheit. Museumsgesellschaft Arbon 2005, ISBN 3-033-00580-2, S. 134.
34. ↑  NZZ. 8. Nov. 1910 (Digitalisat).
35. ↑  Adolf Jenny: Stickerei. In: Naum Reichesberg (Hrsg.): Handwörterbuch der Schweizerischen Volkswirtschaft, Sozialpolitik und Verwaltung. 3. Band, 1. Teil, Verlag Encyklopädie, Bern 1911, S. 917–931, hier S. 926.
36. ↑  Zum Teil im Staatsarchiv Thurgau. Sign. 4'121'64, Dossier 6/24 (1903), 6/28 (1905); Sign. 4'121'66, Dossier 6/51 (1904).
37. ↑  Isabella Studer-Geisser, Daniel Studer-Geisser: Sankt-Galler Jugendstil. In: Sankt-Galler Geschichte 2003. Amt für Kultur des Kantons St. Gallen, ISBN 3-908048-43-5, Band 6, S. 207–234, hier S. 213–215. Heene erstellte in St. Gallen auch die Stickereifabriken J. D. Einstein & Co. (1897/98), Muser Brothers (1899), Iklé Frères (1901/06), Zähner & Schiess (1905), Billwiller Brothers (1906), Neuburger & Co. (1906/07). Peter Röllin, Daniel Studer: St. Gallen. Architektur und Städtebau 1850–1920. Historisches Museum St. Gallen 2003, ISBN 3-9520597-2-2, S. 77, 116, 124, 147, 158 f., 163. Zu seinen Werken zählt auch die Stickereifabrik Alder & Rappold (1900) in Gossau (Kanton St. Gallen).
38. ↑  Dotted Swisses = Getupfte transparente Stoffe.
39. ↑  Walliser Nachrichten (Siders). 6. Nov. 1902 (Digitalisat).
40. ↑  St. Galler Volksblatt. 13. Juni 1900 (Digitalisat). Einzelne Mädchen waren mit falschen Papieren ausgestattet, weil sie das vom Fabrikgesetz geforderte Mindestalter von 14 Jahren noch nicht erreicht hatten. Richard Lehner: Feldmühle – Geschichten von Arbeitern, einem Patron, von Mädchen und einer Stadt. Schwan, Rorschach 2007, ISBN 978-3-9522628-1-8, S. 158.
41. ↑  Staatsarchiv Thurgau (Frauenfeld), Protokoll Regierungsrat 1900 I, 196 (10. Febr. 1900).
42. ↑  Grütlianer. 29. Mai 1900 (Digitalisat).
43. ↑  Josef Lukas: Die Textilarbeiter-Bewegung der Schweiz im 19. Jahrhundert (Aussentitel: Geschichte der Textilarbeiter). Schweiz. Textilarbeiter-Verband, Zürich 1933, S. 295.
44. ↑  Die Ostschweiz  (St. Gallen). 18. Juni 1900 (Digitalisat); 20. Juni 1900 (Digitalisat).
45. ↑  Adolf Jenny: Stickerei. In: Naum Reichesberg (Hrsg.): Handwörterbuch der Schweizerischen Volkswirtschaft, Sozialpolitik und Verwaltung. 3. Band, 1. Teil, Verlag Encyklopädie, Bern 1911, S. 917–931, hier S. 927.
46. ↑  Grütlianer. 30. Okt. 1900 (Digitalisat).
47. ↑  Feldkircher Zeitung. 7. Nov. 1900. Abb. bei Günter Bäbler: Stickereiverstrickungen auf der Titanic. Ein Wirtschaftsdrama zwischen Arbon und New York. Museumsgesellschaft Arbon 2022, S. 24.
48. ↑  Der Bund (Bern). 9. Nov. 1900 (Digitalisat).
49. ↑  Grütlianer. 13. Nov. 1900 (Digitalisat).
50. ↑  Grütlianer. 15. Nov. 1900 (Digitalisat).
51. ↑  Markus Kübler: Arnold Calame. In: Historisches Lexikon der Schweiz.  14. Juli 2003.
52. ↑  NZZ. 16. Nov. 1900 (Digitalisat).
53. ↑  Grütlianer. 27. Nov. 1900 (Digitalisat).
54. ↑  NZZ. 24. Nov. 1900 (Digitalisat).
55. ↑  Annette Frei: Rote Patriarchen. Arbeiterbewegung und Frauenemanzipation in der Schweiz um 1900. Chronos, Zürich 1987, ISBN 3-905278-13-8.
56. ↑  Günter Bäbler: Stickereiverstrickungen auf der Titanic. Ein Wirtschaftsdrama zwischen Arbon und New York. Museumsgesellschaft Arbon 2022, S. 18.
57. ↑  Karl [Carl] Guggenheim. In: Hohenems-Genealogie. Jüdische Familiengeschichte in Vorarlberg und Tirol. (Digitalisat).
58. ↑  André Salathé: Jakob Müller. In: Historisches Lexikon der Schweiz.  26. März 2007.
59. ↑  NZZ. 15. Nov. 1903 (Digitalisat); 20. Nov. 1903 (Digitalisat).
60. 1 2  NZZ. 11. Nov. 1910 (Digitalisat).
61. ↑  The New York Times. 13. Dez. 1903 (Digitalisat).
62. ↑  Der Textil-Arbeiter. 28. März 1906 (Digitalisat).
63. ↑  NZZ. 29. Nov. 1904 (Digitalisat); 18. Febr. 1907 (Digitalisat); Jakob Schiess: Die Kartelle der schweizerischen Textil-Veredlungsindustrie vor dem Ersten Weltkrieg. Diss. jur., Universität Zürich, Weinfelden 1922.
64. ↑  The New York Times. 14. Mai 1906 (Digitalisat).
65. ↑  New-York Tribune. 2. Mai 1903 (Digitalisat).
66. ↑  Ostschweizerische Industrie-Zeitung. 17. Februar 1904 (Digitalisat).
67. ↑  Schweizerisches Statistisches Bureau: Ergebnisse der eidg. Betriebszählung vom 9. August 1905, Band 3 (Schweizerische Statistik, 176), Alexander Francke, Bern 1911, S. 657–660 (Digitalisat).
68. ↑  NZN. 10. Okt. 1906 (Digitalisat).
69. ↑  NZZ. 10. Okt. 1906 (Digitalisat)
70. ↑  NZZ. 12. Juli 1907 (Digitalisat).
71. 1 2 3 4  NZZ. 1. Nov. 1910 (Digitalisat).
72. ↑  Kurt Bünzli: Arbon vor dem Ersten Weltkrieg. Wirtschaftlicher und sozialer Wandel in der Kleinstadt (1880–1914). In: Thurgauer Beiträge zur Geschichte. 129/1992, S. 5–120 (Digitalisat), hier S. 46.
73. ↑  NZZ. 8. Sept. 1902 (Digitalisat).
74. ↑  NZZ. 22. Aug. 1902 (Digitalisat); 28. Aug. 1902 (Digitalisat), Stefan Keller: Spuren der Arbeit. Von der Manufaktur zur Serverfarm. Reportage. Rotpunktverlag, Zürich 2020, ISBN 978-3-85869-869-8, S. 126–130.
75. ↑  Erich Gruner (Hrsg.): Arbeiterschaft und Wirtschaft in der Schweiz 1880–1914. Band 2/2, Chronos, Zürich 1988, ISBN 3-905278-15-4, S. 1527–1582.
76. 1 2 3  NZN. 3. Okt. 1908 (Digitalisat).
77. ↑  Annette Frei: Rote Patriarchen. Arbeiterbewegung und Frauenemanzipation in der Schweiz um 1900. Chronos, Zürich 1987, ISBN 3-905278-13-8.
78. ↑  Der Textil-Arbeiter. 25. Apr. 1906 (Digitalisat).
79. ↑  Arbeiter-Zeitung (Töss). Schweizerisches Sozialarchiv (Zürich), ZZ 382, 23. Sept. 1908.
80. ↑  Ernst Marti: 50 Jahre Schweizerische Textil- und Fabrikarbeiter-Organisationen 1903–1953. Schweizerischer Textil- und Fabrikarbeiterverband, Zürich 1954, S. 14 ff., 20 f.
81. ↑  Senn war in Arbon auch Präsident der Arbeiterunion und seit 1907 Gemeinderat (Ortsverwaltungsrat). Nachruf: Der Textilarbeiter. 14. Sept. 1918 (Digitalisat).
82. ↑  Yvonne Pesenti: Beruf Arbeiterin. Soziale Lage und gewerkschaftliche Organisation der erwerbstätigen Frauen aus der Unterschicht in der Schweiz, 1890–1914. Diss. phil., Universität Zürich, Chronos, Zürich 1988, ISBN 3-905278-28-6, S. 82–94.
83. ↑  Angelica Balabanoff: Von der Ausbeutung jugendlicher Arbeiterinnen in den religiösen Arbeiterinnenheimen der Schweiz. In: Der Vorbote. (Zürich), 21. Jan. 1905.
84. ↑  Josef Lukas: Die Textilarbeiter-Bewegung der Schweiz im 19. Jahrhundert (Aussentitel: Geschichte der Textilarbeiter). Schweiz. Textilarbeiter-Verband, Zürich 1933, S. 168.
85. ↑  Arbeiter-Zeitung (Töss). Schweizerisches Sozialarchiv (Zürich), ZZ 382, 24. Februar 1908.
86. ↑  Stefan Keller: Spuren der Arbeit. Von der Manufaktur zur Serverfarm. Reportage. Rotpunktverlag, Zürich 2020, ISBN 978-3-85869-869-8, S. 139–146, hier S. 140.
87. ↑  Der Textil-Arbeiter. 20. Juni 1906 (Digitalisat).
88. ↑  Grütlianer. 4. Juni 1903 (Digitalisat).
89. ↑  Arbeitermissionar Tresoldi, wirkte 1904–1909 in Arbon. NZN. 30. Dez. 1904 (Digitalisat); 2. Apr. 1908 (Digitalisat); 27. Apr. 1909 (Digitalisat).
90. ↑  La Liberté (Freiburg). 11. Aug. 1908 (Digitalisat).
91. ↑  Die Ostschweiz  (St. Gallen). 18. Juni 1900 (Digitalisat).
92. ↑  Der Textil-Arbeiter. 20. Juni 1906 (Digitalisat); 4. Juli 1906 (Digitalisat).
93. ↑  Zuvor hatte ein partieller Streik den Beschäftigten der Feldmühle zu mehr Lohn verholfen. NZZ. 7. März 1907 (Digitalisat).
94. ↑  Der Textil-Arbeiter. 17. Juli 1907 (Digitalisat).
95. ↑  Grütlianer. 20. Juli 1907 (Digitalisat).
96. ↑  Kathrin Ueltschi: "Die Heissglut der Südländerinnen": Frauenstreik in Arbon 1907. In: bodenständig und grenzenlos. 200 Jahre Thurgauer Frauengeschichte(n). Huber, Frauenfeld 1998, ISBN 3-7193-1159-7, S. 54–56, hier S. 55.
97. ↑  Arboner Nachrichten. Kantonsbibliothek Thurgau (Frauenfeld), Z 49, 16. Juli 1907.
98. ↑  Der Oberthurgauer (Arbon). Kantonsbibliothek Thurgau (Frauenfeld), Z 18, 6. Juli 1907.
99. ↑  Arbeiter-Zeitung (Töss). Schweizerisches Sozialarchiv (Zürich), ZZ 382, 15. Juli 1907.
100. ↑  Grütlianer. 12. Aug. 1907 (Digitalisat); 13. Aug. 1907 (Digitalisat).
101. ↑  Verlobung: The New York Times. 18. März 1900 (Digitalisat)
102. ↑  The New York Times. 14. Juni 1901 (Digitalisat); 19. Juni 1901 (Digitalisat).
103. ↑  Album of Egyptian and Turkish photographs, assembled by Rudolf H. and Lulu Reinhart in 1906 on their wedding trip. Metropolitan Museum of Art, Thomas J. Watson Library, 2 Bände (1: Digitalisat; 2: Digitalisat).
104. ↑  Günter Bäbler: Stickereiverstrickungen auf der Titanic. Ein Wirtschaftsdrama zwischen Arbon und New York. Museumsgesellschaft Arbon 2022, S. 109 (Abb.).
105. ↑  The World (New York). 11. Juni 1907 (Digitalisat); The Evening Star (Washington, D.C.). 11. Juni 1907 (Digitalisat).
106. ↑  The New York Times. 16. Apr. 1911 (Digitalisat); 3. Mai 1911 (Digitalisat); 24. Aug. 1911 (Digitalisat).
107. ↑  Birthday. In: The New Yorker. 10. Mai 1947, S. 24 f.
108. ↑  NZZ. 21. Febr. 1913 (Digitalisat).
109. ↑  The New York Times. 4. Aug. 1912 (Digitalisat).
110. ↑  Arthur Heine, Laurie Schwab Strauss: Productions of „The Merchant of Venice“. In: The Shakespeare Association Bulletin. 23/4 (1948), S. 183–187 (Digitalisat); Arthur Heine: Shakespeare in James Joyce. In: The Shakespeare Association Bulletin. 24/1 (1949), S. 56–70 (Digitalisat).
111. ↑  Der Bund (Bern). 25. Dez. 1907 (Digitalisat).
112. ↑  Ein Spassvogel prognostizierte: „Her pink and white complexion will be evidence of purity and just as soon as the bald-headed jurors take a good look at her they will resolve in their minds that young Mr. Heine actually loved and promised to marry her, and since they can not order him shot they may conclude to vote for the $150,000 damages claimed.“ The Wichita Eagle. 20. Juni 1907 (Digitalisat).
113. ↑  Newyorker Staats-Zeitung. 11. Juni 1907.
114. ↑  Arbeiter-Zeitung (Töss). Schweizerisches Sozialarchiv (Zürich), ZZ 382, 8. Aug. 1908.
115. ↑  Der Textilarbeiter. 10. Nov. 1932 (Digitalisat).
116. ↑  Arbeiter-Zeitung (Töss). Schweizerisches Sozialarchiv (Zürich), ZZ 382, 16. Aug. 1908.
117. ↑  Der Textil-Arbeiter. 20. Nov. 1907 (Digitalisat); 18. Dez. 1907 (Digitalisat); Grütlianer. 29. Nov. 1907 (Digitalisat).
118. ↑  Schweizerische Metallarbeiter-Zeitung. 23. Nov. 1907 (Digitalisat); 15. Febr. 1908 (Digitalisat).
119. ↑  Arbeiter-Zeitung (Töss). Schweizerisches Sozialarchiv (Zürich), ZZ 382, 18. Dez. 1907; Der Textil-Arbeiter. 1. Jan. 1908 (Digitalisat).
120. ↑  Arbeiter-Zeitung (Töss). Schweizerisches Sozialarchiv (Zürich), ZZ 382, 16. Dez. 1907.
121. ↑  Der Textil-Arbeiter. 15. Jan. 1908 (Digitalisat); 12. Aug. 1908 (Digitalisat).
122. ↑  Telegramme ermöglichten nur eine sehr reduzierte Kommunikation.
123. ↑  Arbeiter-Zeitung (Töss). Schweizerisches Sozialarchiv (Zürich), ZZ 382, 27. März 1908.
124. ↑  Hans Geisser: Geschichten erzählen Geschichte. Ein Streifzug durch Arbons Vergangenheit. Museumsgesellschaft Arbon 2005, ISBN 3-033-00580-2, S. 136. Darstellungen aus Sicht der Gewerkschaft: Ernst Marti: 50 Jahre Schweizerische Textil- und Fabrikarbeiter-Organisationen 1903–1953. Schweizerischer Textil- und Fabrikarbeiterverband, Zürich 1954, S. 199 f., 203 f., 209; Stefan Keller: Verfolgung mit der „Titanic“. In: Die Zeit der Fabriken. Von Arbeitern und einer roten Stadt. WoZ. im Rotpunktverlag, Zürich 2001, ISBN 3-85869-228-X, S. 47–66, hier S. 60–63.
125. ↑  Der Textil-Arbeiter. 15. Juli 1908 (Digitalisat).
126. ↑  Am Generalstreik von 1902 in Genf etwa hatten 17.500 Personen teilgenommen. Erich Gruner (Hrsg.): Arbeiterschaft und Wirtschaft in der Schweiz 1880–1914. Band 2/2, Chronos, Zürich 1988, ISBN 3-905278-15-4, S. 1545.
127. ↑  Louis Specker: Rorschach im 19. Jahrhundert (…) Löpfe-Benz, Rorschach 1999, ISBN 3-9521222-4-6, S. 158–166.
128. ↑  NZZ. 2. Apr. 1908 (Digitalisat).
129. ↑  Der Textil-Arbeiter. 15. Jan. 1908 (Digitalisat).
130. ↑  Arbeiter-Zeitung (Töss). Schweizerisches Sozialarchiv (Zürich), ZZ 382, 29. Jan. 1908.
131. ↑  Der Textil-Arbeiter. 11. März 1908 (Digitalisat).
132. ↑  Arbeiter-Zeitung (Töss). Schweizerisches Sozialarchiv (Zürich), ZZ 382, 31. Aug., 2. Sept. 1908.
133. ↑  Arbeiter-Zeitung (Töss). Schweizerisches Sozialarchiv (Zürich), ZZ 382, 26. Juni 1908.
134. ↑  Arbeiter-Zeitung (Töss). Schweizerisches Sozialarchiv (Zürich), ZZ 382, 27. Mai 1908.
135. ↑  NZZ. 30. März 1908 (Digitalisat, Digitalisat). Auch zu den späteren Verhandlungen wurde Senn nicht mehr zugelassen.
136. ↑  Der Textil-Arbeiter. 17. Juni 1908 (Digitalisat).
137. ↑  Diese deutschsprachige Wochenzeitung erschien 1855–1917. Redaktor war ab 1905 Mayer Auerbach.
138. ↑  New-Yorker Handels-Zeitung. 16. Mai 1908. Zitiert nach: Arboner Nachrichten. Kantonsbibliothek Thurgau (Frauenfeld), Z 49, 30. Mai 1908.
139. ↑  NZN. 10. Juni 1908 (Digitalisat).
140. ↑  NZZ. 9. Mai 1908 (Digitalisat).
141. ↑  Bote vom Untersee (Steckborn). 16. Mai 1908 (Digitalisat).
142. ↑  Arbeiter-Zeitung (Töss). Schweizerisches Sozialarchiv (Zürich), ZZ 382, 19. Juni 1908.
143. ↑  Grütlianer. 20. Juni 1908 (Digitalisat); Der Textil-Arbeiter. 1. Juli 1908 (Digitalisat).
144. ↑  Arbeiter-Zeitung (Töss). Schweizerisches Sozialarchiv (Zürich), ZZ 382, 13. Juni 1908.
145. ↑  NZZ. 14. Aug. 1908 (Digitalisat).
146. ↑  Arbeiter-Zeitung (Töss). Schweizerisches Sozialarchiv (Zürich), ZZ 382, 26. Aug. 1908.
147. ↑  Günter Bäbler: Stickereiverstrickungen auf der Titanic. Ein Wirtschaftsdrama zwischen Arbon und New York. Museumsgesellschaft Arbon 2022, S. 115.
148. ↑  Zitiert nach: Mittheilungen über Textil-Industrie (Zürich). 15. Sept. 1908, S. 285 (Digitalisat).
149. ↑  NZZ. 31. Aug. 1908 (Digitalisat).
150. ↑  Arbeiter-Zeitung (Töss). Schweizerisches Sozialarchiv (Zürich), ZZ 382, 2. Sept. 1908.
151. ↑  Der Textil-Arbeiter. 26. Aug. 1908 (Digitalisat); W. A. Graham Clark (Department of Commerce and Labor): Swiss Embroidery and Lace Industry. Government Printing Office, Washington, D.C. 1908 (Digitalisat), S. 9 (St. Galler Löhne), 20 (10-Stunden-Tag), 21 (1 Fr. = 19,3 Cents, leicht abweichende Angaben); Louis Specker: Rorschach im 19. Jahrhundert (…) Löpfe-Benz, Rorschach 1999, ISBN 3-9521222-4-6, S. 136.
152. ↑  NZZ. 12. Sept. 1908 (Digitalisat).
153. 1 2  Gisèle Habersaat-Ory: Moments cruciaux dans l’histoire des grèves. In: Erich Gruner (Hrsg.): Arbeiterschaft und Wirtschaft in der Schweiz 1880–1914. Band 2/2, Chronos, Zürich 1988, ISBN 3-905278-15-4, S. 1035–1105, hier S. 1060.
154. ↑  Arbeiter-Zeitung (Töss). Schweizerisches Sozialarchiv (Zürich), ZZ 382, 3., 30. Okt. 1908. Genannt wird namentlich Fabrikationschef Schaffhauser.
155. ↑  NZZ. 17. Okt. 1908 (Digitalisat); 2. Nov. 1909 (Digitalisat); André Salathé: Adolf Germann. In: Historisches Lexikon der Schweiz.  29. August 2005.; Willi Loepfe: Aufstieg und Untergang der Thurgauischen Hypothekenbank (1851–1914). Thurgauer Beiträge zur Geschichte. 151/2014, S. 72, 144, 156.
156. ↑  NZN. 17. Dez. 1908 (Digitalisat). Nach der New-Yorker Handels-Zeitung.
157. ↑  Der Textil-Arbeiter. 30. Dez. 1908 (Digitalisat).
158. ↑  Patricia Bauer: Payne-Aldrich Tariff Act. In: Encyclopaedia Britannica. 16. Febr. 2018 (Digitalisat).
159. ↑  NZZ. 21. Febr. 1909 (Digitalisat).
160. ↑  Der Textil-Arbeiter. 21. Apr. 1909 (Digitalisat); 16. Juni 1909 (Digitalisat).
161. 1 2 3 4  NZZ. 6. Okt. 1911 (Digitalisat).
162. ↑  Zuschrift an die NZZ. 11. Okt. 1911 (Digitalisat).
163. ↑  Laut Kurt Bünzli: Arbon vor dem Ersten Weltkrieg. Wirtschaftlicher und sozialer Wandel in der Kleinstadt (1880–1914). Lizentiatsarbeit, Universität Zürich 1987. In: Thurgauer Beiträge zur Geschichte. 129/1992, S. 5–120 (Digitalisat), hier S. 23/Anm. 17, beschäftigte die Fabrik sogar annähernd 5000 Personen (wovon 2200 intern). Auswärts sollen etwa 1400 Personen mit 250–300 Schiffli- und 200–250 Handmaschinen für Heine gestickt haben. Noch einemal so viele Heimarbeiterinnen hätten für die Ausrüsterei, die Nachstickerei und die Ausschneiderei gearbeitet.
164. ↑  Eric Häusler, Caspar Meili: Swiss Embroidery – Erfolg und Krise der Schweizer Stickerei-Industrie 1865–1929. In: Neujahrsblatt hg. v. Historischen Verein des Kantons St. Gallen, 155/2015, S. 5–103, hier S. 60.
165. ↑  Kurt Bünzli: Arbon vor dem Ersten Weltkrieg. Wirtschaftlicher und sozialer Wandel in der Kleinstadt (1880–1914). In: Thurgauer Beiträge zur Geschichte. 129/1992, S. 5–120 (Digitalisat), hier S. 24/Anm. 23.
166. ↑  NZZ. 24. Okt. 1910 (Digitalisat).
167. ↑  Peter Müller: Schmidheiny. In: Historisches Lexikon der Schweiz.  17. August 2011. Albert Schmidheiny war Teilhaber von Exportfirmen in Herisau (Kanton Appenzell Ausserrhoden) gewesen. NZZ. 14. April 1919 (Digitalisat).
168. ↑  Günter Bäbler: Stickereiverstrickungen auf der Titanic. Ein Wirtschaftsdrama zwischen Arbon und New York. Museumsgesellschaft Arbon 2022, S. 46.
169. 1 2  NZZ. 17. Juni 1912 (Digitalisat).
170. ↑  Die AG Seeriet hatte ursprünglich einen eigenen Betrieb im benachbarten Horn (Kanton Thurgau) errichten wollen.
171. ↑  Grütlianer. 17. Juli 1911 (Digitalisat).
172. ↑  Bote vom Untersee (Steckborn). 11. Juni 1911 (Digitalisat); NZZ. 26. Febr. 1915 (Digitalisat).
173. ↑  Günter Bäbler: Stickereiverstrickungen auf der Titanic. Ein Wirtschaftsdrama zwischen Arbon und New York. Museumsgesellschaft Arbon 2022, S. 52 f.
174. ↑  NZZ. 29. Sept. 1911 (Digitalisat).
175. ↑  Der Bund (Bern). 1. Okt. 1911 (Digitalisat).
176. 1 2  NZZ. 2. Okt. 1911 (Digitalisat).
177. ↑  NZZ. 28. Sept. 1911 (Digitalisat).
178. ↑  Günter Bäbler: Stickereiverstrickungen auf der Titanic. Ein Wirtschaftsdrama zwischen Arbon und New York. Museumsgesellschaft Arbon 2022, S. 60 f., 115.
179. ↑  NZZ. 3. Okt. 1911 (Digitalisat).
180. ↑  NZZ. 4. Okt. 1911 (Digitalisat).
181. ↑  Der Textil-Arbeiter. 9. Mai 1912 (Digitalisat).
182. ↑  NZZ. 6. Okt. 1911 (Digitalisat); 13. Juni 1912 (Digitalisat); Schweizerisches Finanz-Jahrbuch (Bern). 25/1923, S. 558 f. (Digitalisat).
183. ↑  The Sun (New York). 2. Febr. 1915 (Digitalisat); Günter Bäbler: Stickereiverstrickungen auf der Titanic. Ein Wirtschaftsdrama zwischen Arbon und New York. Museumsgesellschaft Arbon 2022, S. 86 f.
184. ↑  Camden Curtain and Embroidery Co., gegründet 1896. Courier-Post (Camden). 21. Apr. 1896 (Digitalisat).
185. ↑  Glenham Embroidery Co., gegründet 1911. Boston Evening Transcript. 6. Juni 1911 (Digitalisat).
186. ↑  NZZ. 31. Juli 1911 (Digitalisat); 31. Aug. 1911 (Digitalisat).
187. ↑  Schweizerisches Finanz-Jahrbuch (Bern). 25/1923, S. 532 f., 557 f. (Digitalisat).
188. ↑  Peter Stadler: Pestalozzi. Geschichtliche Biographie. Band 1, Neue Zürcher Zeitung, Zürich 1988, ISBN 3-85823-181-9, S. 435–437.
189. ↑  Wolfgang Benz (Hrsg.): Handbuch des Antisemitismus. Judenfeindschaft in Geschichte und Gegenwart. Band 2/1, De Gruyter Saur, Berlin 2009, ISBN 978-3-598-24072-0, S. 300 f.
190. ↑  S. 126 f.
191. ↑  Die Ostschweiz (St. Gallen). 16. Juli 1893 (Digitalisat).
192. ↑  Die Ostschweiz (St. Gallen). 6. Juni 1893 (Digitalisat).
193. ↑  Antisemitismus und Sozialdemokratie. In: Protokoll über die Verhandlungen des Parteitages der Sozialdemokratischen Partei Deutschlands. Abgehalten zu Köln a. Rh. vom 22. bis 28. Oktober 1893. Vorwärts, Berlin 1893, S. 223–240 (Digitalisat).
194. ↑  Kurt Bünzli: Arnold Baruch Heine (1847–1923). Stickereiindustrieller. In: Thurgauer Beiträge zur Geschichte. (Frauenfeld), 132/1995, S. 153–161 (Digitalisat), hier S. 156.
195. ↑  Ab 1904 Der Textil-Arbeiter.
196. ↑  Friedrich Külling: Schächtverbot. In: Historisches Lexikon der Schweiz.  11. Januar 2012.
197. ↑  Ostschweizerische Industrie-Zeitung. 8. Juli 1903 (Digitalisat).
198. ↑  Arbeiter-Zeitung (Töss). Schweizerisches Sozialarchiv (Zürich), ZZ 382, 8. März 1908.
199. ↑  Der Neue Postillon: humoristisch-satirisches Halbmonatsblatt der schweizerischen Arbeiterschaft. 1. Juli 1908.
200. ↑  Grütlianer. 11. Jan. 1909 (Digitalisat).
201. ↑  Industrie-Arbeiter. 29. Okt. 1953 (Digitalisat); 17. Apr. 1961 (Digitalisat).
202. ↑  Ernst Marti: 50 Jahre Schweizerische Textil- und Fabrikarbeiter-Organisationen 1903–1953. Schweizerischer Textil- und Fabrikarbeiterverband, Zürich 1954, S. 199, 206 f.
203. ↑  Gerhard Henschel: Neidgeschrei – Antisemitismus und Sexualität. Hoffmann und Campe, Hamburg 2008, ISBN 978-3-455-09497-8.
204. ↑  Dass Juden rothaarig seien, ist ein Stereotyp.
205. ↑  Der Neue Postillon: humoristisch-satirisches Halbmonatsblatt der schweizerischen Arbeiterschaft. 1. Mai 1908.
206. ↑  St. Gallerstrasse 16, erbaut 1907. Dort schoss 1910 der 15-jährige Sohn der belgischen Pensionsverwalterin auf eine 20-jährige Schweizer Buchhaltungsangestellte, um sich dann selbst den Tod zu geben. NZZ. 21. Jan. 1910 (Digitalisat).
207. ↑  Ernst Marti: 50 Jahre Schweizerische Textil- und Fabrikarbeiter-Organisationen 1903–1953. Schweizerischer Textil- und Fabrikarbeiterverband, Zürich 1954, S. 205.
208. ↑  Der Textilarbeiter. 20. Aug. 1927 (Digitalisat).
209. ↑  Fritz Hummler: Beginn mit dem Jahrhundert. In: Thurgauer Jahrbuch (Frauenfeld), 57/1982, S. 9–38 (Digitalisat), hier S. 35 f.; Verena Rothenbühler: Fritz Hummler. In: Historisches Lexikon der Schweiz.  13. Juli 2005.
210. ↑  Stefan Keller: Grüningers Fall. Geschichten von Flucht und Hilfe. Rotpunktverlag, Zürich 1993, 5. Auflage 2013, ISBN 978-3-85869-597-0; Stefan Keller: Verfolgung mit der „Titanic“. In: Die Zeit der Fabriken. Von Arbeitern und einer roten Stadt. WoZ. im Rotpunktverlag, Zürich 2001, ISBN 3-85869-228-X, S. 47–66; Stefan Keller: Course poursuite en Titanic. In: Le temps des fabriques : des cadences à la décadence (…), übers. v. Ursula Gaillard, Éditions d’en bas, Lausanne 2003, ISBN 2-8290-0293-8, S. 41–55.
211. ↑  Der Textil-Arbeiter. 5. Okt. 1911 (Digitalisat).
212. ↑  In den 1870er Jahren hatte er sich sogar nur A. B. Heine geschrieben.
213. ↑  Auch Heines Bruder trug den zweiten Vornamen Bendix, und Heines älterer Sohn Ben hiess ursprünglich nicht Benjamin, sondern Benedict. Günter Bäbler: Stickereiverstrickungen auf der Titanic. Ein Wirtschaftsdrama zwischen Arbon und New York. Museumsgesellschaft Arbon 2022, S. 8 f., 104.
214. ↑  e-newspaperarchives.ch (Digitalisat), abgerufen am 7. Juni 2022.
215. ↑  Redaktoren Paul Brandt, Hans Jakob Wirz und Ernst Walter. Grütlianer. 21. Juli 1908 (Digitalisat).
216. ↑  Grütlianer. 17. Aug. 1908 (Digitalisat); 8. Febr. 1909 (Digitalisat); 13. Febr. 1909 (Digitalisat); 29. Mai 1909 (Digitalisat); 12. Juni 1909 (Digitalisat).
217. ↑  Grütlianer. 30. Juni 1903 (Digitalisat).
218. ↑  NZN. 3. April 1906 (Digitalisat); 10. Okt. 1906 (Digitalisat).
219. ↑  Günter Bäbler: Stickereiverstrickungen auf der Titanic. Ein Wirtschaftsdrama zwischen Arbon und New York. Museumsgesellschaft Arbon 2022, S. 8.
220. ↑  Arbeiter-Zeitung (Töss). Schweizerisches Sozialarchiv (Zürich), ZZ 382, 4. Juni 1908. Am 22. Mai 1908 spricht dasselbe Blatt von den „Amerikanerjuden Heine & Cie.“
221. ↑  Ministerial-Blatt des Reichs- und Preußischen Ministeriums des Innern (Berlin). 3/1938, S. 1345–1348.
222. ↑  Günter Bäbler: Stickereiverstrickungen auf der Titanic. Ein Wirtschaftsdrama zwischen Arbon und New York. Museumsgesellschaft Arbon 2022, S. 93.
223. ↑  NZZ. 24. Juni 1912 (Digitalisat).
224. ↑  The New York Times. 27. Nov. 1912 (Digitalisat). In den USA gebe es zu viel Politik. Anlass des Interviews war, dass Roos wiederholt mit einem Namensvetter aus Kopenhagen verwechselt wurde.
225. ↑  Schweizerisches Finanz-Jahrbuch (Bern). 25/1923, S. 558 f. (Digitalisat).
226. ↑  NZZ. 26. Febr. 1915 (Digitalisat).
227. ↑  Die Novaseta war eine Tochter der Firma Heberlein in Wattwil (Kanton St. Gallen), heute Gurit Holding.
228. ↑  NZZ. 28. Jan. 1930 (Digitalisat)
229. ↑  Der Textil-Arbeiter. 24. Aug. 1912 (Digitalisat).
230. 1 2  The Sun (New York). 2. Febr. 1915 (Digitalisat).
231. ↑  The New York Times. 7. Jan. 1913 (Digitalisat).
232. ↑  NZZ. 21. Jan. 1913 (Digitalisat).
233. ↑  The New York Times. 29. Apr. 1913 (Digitalisat); 17. Mai 1913 (Digitalisat).
234. ↑  Günter Bäbler: Stickereiverstrickungen auf der Titanic. Ein Wirtschaftsdrama zwischen Arbon und New York. Museumsgesellschaft Arbon 2022, S. 95 f., 115.
235. ↑  NZZ. 27. Aug. 1914 (Digitalisat).
236. ↑  NZZ. 17. Dez. 1914 (Digitalisat).
237. ↑  The Wall Street Journal. 2. Febr. 1915 (Digitalisat); The Sun (New York). 2. Febr. 1915 (Digitalisat); NZZ. 17. Febr. 1915 (Digitalisat).
238. ↑  The New York Times. 24. Sept. 1915 (Digitalisat).
239. ↑  Günter Bäbler: Stickereiverstrickungen auf der Titanic. Ein Wirtschaftsdrama zwischen Arbon und New York. Museumsgesellschaft Arbon 2022, S. 97.
240. ↑  New York Herald. 10. Okt. 1918 (Digitalisat).
241. ↑  Günter Bäbler: Stickereiverstrickungen auf der Titanic. Ein Wirtschaftsdrama zwischen Arbon und New York. Museumsgesellschaft Arbon 2022, S. 102 f.
242. ↑  Hans Geisser: Geschichten erzählen Geschichte. Ein Streifzug durch Arbons Vergangenheit. Museumsgesellschaft Arbon 2005, ISBN 3-033-00580-2, S. 138.
243. ↑  The Chicago Tribune (Paris). 22. Sept. 1921 (Digitalisat).
244. ↑  Günter Bäbler: Stickereiverstrickungen auf der Titanic. Ein Wirtschaftsdrama zwischen Arbon und New York. Museumsgesellschaft Arbon 2022, S. 8, 102–104, 116.
245. ↑  Max Schoenfeld. In: Rorschacher Neujahrsblatt 1912 (Digitalisat), S. 28 f.; Richard Lehner: Feldmühle – Geschichten von Arbeitern, einem Patron, von Mädchen und einer Stadt. Schwan, Rorschach 2007, ISBN 978-3-9522628-1-8, S. 177.
246. ↑  Hans Geisser: Geschichten erzählen Geschichte. Ein Streifzug durch Arbons Vergangenheit. Museumsgesellschaft Arbon 2005, ISBN 3-033-00580-2, S. 192 f.
247. ↑  Günter Bäbler: Stickereiverstrickungen auf der Titanic. Ein Wirtschaftsdrama zwischen Arbon und New York. Museumsgesellschaft Arbon 2022, S. 109.
248. ↑  NZZ. 6. Okt. 1903 (Digitalisat).
249. ↑  NZZ. 9. Aug. 1930 (Digitalisat); 5. März 1931 (Digitalisat).
250. ↑  Günter Bäbler: Stickereiverstrickungen auf der Titanic. Ein Wirtschaftsdrama zwischen Arbon und New York. Museumsgesellschaft Arbon 2022, S. 111.
251. ↑  Tagblatt (St. Gallen). 18. Jan. 2022 (Digitalisat).
252. ↑  Einstufung des Amtes für Denkmalpflege Thurgau, 1989.
253. ↑  Hans Geisser: Geschichten erzählen Geschichte. Ein Streifzug durch Arbons Vergangenheit. Museumsgesellschaft Arbon 2005, ISBN 3-033-00580-2, S. 132 f.; Verena Rothenbühler: Edmund Richard Hamel. In: Historisches Lexikon der Schweiz.  27. November 2007.
254. ↑  Tagblatt (St. Gallen). 14. Juli 2022  (Digitalisat).
255. ↑  Arbeiter-Zeitung (Töss). Schweizerisches Sozialarchiv (Zürich), ZZ 382, 22. Apr. 1908.
256. ↑  Kurt Bünzli: Arnold Baruch Heine (1847–1923). Stickereiindustrieller. In: Thurgauer Beiträge zur Geschichte. 132/1995, S. 153–161 (Digitalisat), hier S. 161.

| Personendaten    | Personendaten                                                  |
| ---------------- | -------------------------------------------------------------- |
| NAME             | Heine, Arnold Bendix                                           |
| ALTERNATIVNAMEN  | Heine, Arnold B.; Heine, Arnold Benedikt; Heine, Arnold Baruch |
| KURZBESCHREIBUNG | deutsch-amerikanischer Stickereiindustrieller                  |
| GEBURTSDATUM     | 22. Dezember 1847                                              |
| GEBURTSORT       | Herford                                                        |
| STERBEDATUM      | 1. Februar 1923                                                |
| STERBEORT        | Wiesbaden                                                      |